# Allemagne
Pour la République fédérale d'Allemagne entre 1949 et 1990, voir Allemagne de l'Ouest.
Pour les articles homonymes, voir Allemagne (homonymie) et BRD.
République fédérale d'Allemagne
(de) Bundesrepublik Deutschland
L'Allemagne  (en allemand : Deutschland ), en forme longue la République fédérale d'Allemagne (Bundesrepublik Deutschland), est un État d'Europe centrale, et selon certaines définitions d'Europe de l'Ouest, entouré par la mer du Nord, le Danemark et la mer Baltique au nord, par la Pologne à l'est-nord-est, la Tchéquie à l'est-sud-est, l'Autriche au sud-sud-est, la Suisse au sud-sud-ouest, la France au sud-ouest, la Belgique et le Luxembourg à l'ouest, enfin par les Pays-Bas à l'ouest-nord-ouest. Décentralisée et fédérale, l'Allemagne compte quatre villes de plus d'un million d'habitants, par ordre décroissant la capitale Berlin, Hambourg, Munich et Cologne, mais les quatre plus grandes agglomérations sont Rhin-Ruhr (Cologne et Düsseldorf, environ 11 millions d’habitants), Francfort-sur-le-Main (environ 5,5 millions), Berlin (4,5 millions) et Stuttgart (2,7 millions). Le siège du Gouvernement est situé dans la ville de Berlin et dans la ville fédérale de Bonn, ancienne capitale de la République fédérale d'Allemagne. Francfort-sur-le-Main est considérée comme la capitale financière de l'Allemagne et abrite le siège de la Banque centrale européenne. La langue officielle du pays est principalement l'allemand, à côté d'autres langues régionales ou minoritaires.
Beaucoup de peuples germaniques occupent le nord du territoire actuel depuis l'Antiquité classique. Durant ce que l'on nomme les invasions barbares, les tribus germaniques se rapprochent du sud de ce territoire. À partir du Xe siècle, les territoires forment la partie centrale du Saint-Empire romain germanique. Au XVIe siècle, le nord de l'Allemagne est au cœur de la réforme protestante. Le pangermanisme entraîne pour la première fois l'unification des États allemands en 1871 sous la politique de Bismarck, en tant qu'État sous la forme de l'Empire allemand. Après la Première Guerre mondiale, et la révolution allemande de 1918-1919, l'Empire est remplacé par la république parlementaire de Weimar. L'accès au pouvoir des nazis en 1933 mène au volet européen de la Seconde Guerre mondiale au cours de laquelle le régime totalitaire du dictateur Adolf Hitler connu sous le nom de Troisième Reich, fondé sur un racisme — particulièrement un antisémitisme — extrême, perpètre des crimes de masse en Europe, dont la Shoah, et laisse le pays en ruines. Après sa défaite militaire en 1945, l'Allemagne perd des territoires et — par la volonté des vainqueurs alliés qui entrent dans la guerre froide — est contrainte de se scinder en deux pays le 7 octobre 1949 : à l'ouest un État démocratique, la République fédérale d'Allemagne (abrégé en RFA) et, à l'est, la République démocratique allemande (abrégé en RDA) sous emprise de l'Union soviétique. Le mur de Berlin — qui symbolise cette division dans l'ancienne capitale — tombe le 9 novembre 1989 et l'Allemagne est à nouveau réunifiée le 3 octobre 1990, Berlin en redevenant la capitale.
Comptant plus de 84 millions d'habitants, l'Allemagne est le pays le plus peuplé de l'Union européenne. Elle est une grande puissance politique et ses dirigeants politiques successifs sont parmi les personnalités politiques les plus influentes de l'Union européenne. L'Allemagne est aussi la première puissance économique d'Europe ainsi que la troisième puissance économique mondiale, et compte parmi les pays industrialisés les plus développés et les plus performants dans le monde. Elle figure parmi les premiers mondiaux dans les secteurs de l'aéronautique, de l'automobile, de l'industrie chimique et de la construction mécanique. L'Allemagne est en 2017 le troisième exportateur mondial derrière la Chine et les États-Unis et est le pays présentant le plus grand excédent commercial du monde en 2018. Elle a aussi le taux de chômage le plus bas parmi les 19 États membres de la zone euro, ce taux s'établissant à 3,3 % en décembre 2018, d'après Eurostat. L'Allemagne affiche un niveau de vie « très élevé » : elle est 9e au classement IDH en 2021.
Membre fondateur de l'Union européenne et membre du G7, du G20, de la zone euro, de l'espace Schengen et de l'OTAN, elle abrite le siège de la Banque centrale européenne, du Tribunal international du droit de la mer et de l'Office européen des brevets. L'Allemagne est le pays le plus apprécié du monde, d'après des sondages effectués pour la BBC en mai 2013, du GfK en novembre 2014 et U.S. News en janvier 2016. Comme destination d'immigration, elle est une des terres préférées, se classant deuxième dans le monde, après les États-Unis. L'Allemagne est en 2014 le principal pollueur d'Europe, émettant à elle seule près de 23 % de l'ensemble des émissions de CO2 du continent.

## Étymologie
L'Allemagne se dit en allemand : Deutschland /ˈdɔʏtʃlant/ , en forme longue la République fédérale d'Allemagne, abrégée en RFA en allemand : Bundesrepublik Deutschland /ˈbʊn.dəs.ʁe.puˌblik ˈdɔʏtʃ.lant/ , abrégée en BRD.
Le mot gotique Thiuda signifiant « peuple », a comme adjectif Thiudisk. Thiudisk est transformé en Theodischus par les Romains, puis en Teudischus. Thiudisk devient Diutisca en vieux haut allemand pour aboutir à Deutsch en allemand moderne ou Tysk dans les langues scandinaves (d'où Tyskland). En ancien français, le latin Theodiscus donne Thodesche, puis Thiois et Tudesque.
Le français moderne préfère le mot Allemand issu du latin Alamanni désignant le peuple des Alamans. Ceci est également valable, par exemple, en portugais (Alemão), en espagnol ou castillan (Alemán), et pour le catalan (Alemanys). L'italien lui, a conservé l'origine latine dans son adjectif Tedesco pour dire Allemand.
Germany en anglais se réfère aux Germains et Saksa en finnois et en estonien se réfère aux Saxons. Dans les langues des peuples slaves, le nom renvoie à l'adjectif signifiant « muet » (niemiecki en polonais et Немецкий [Nemetskii] en russe pour "allemand", Німеччина [Nimeččyna] en ukrainien et Немачка [Nemačka] en Serbe pour désigner l'Allemagne, tous les quatre tirés du vieux-slave нѣмъ [němŭ]). Le sens de muet vient probablement que les populations slaves ne comprenaient pas la langue germanique (voir le grec ancien βᾰ́ρβᾰρος barbaros, "étranger", mot imitant les paroles incompréhensibles prononcées par des étrangers et entendues par les Grecs).
En coréen le terme 독일 (dokil) est utilisé, du japonais 独逸 (duitsu) lui-même dérivé du néerlandais duits, signifiant "allemand", à rapprocher de l'allemand Deutsch et l'anglais Dutch.
La plupart des langages actuels utilisent une forme dérivée du latin, soit de Alemannia, soit de Germania.

## Histoire
De 962 à 1806, l'Allemagne est la force centrifuge[pourquoi ?] du Saint-Empire romain germanique. Après le congrès de Vienne, les États allemands se regrouperont au sein de la Confédération germanique (de 1815 à 1866) alors en proie aux luttes d'influence entre l'Autriche et la Prusse. C'est en 1871, à la fin de la guerre franco-prussienne, que les divers États allemands furent réunis dans un État dominé par la Prusse, donnant ainsi naissance à l'Allemagne unifiée moderne, dite également Deuxième Reich ou Reich Wilhelminien. La défaite allemande qui suivit la Première Guerre mondiale provoqua en 1918 l'avènement de la République, puis en 1933 celui du Troisième Reich, lequel s'effondra en 1945 dans la défaite qu'entraîna la Seconde Guerre mondiale. D'abord occupée par les forces armées de ses vainqueurs, l'Allemagne fut séparée en deux parties en 1949, qui formèrent la République fédérale d'Allemagne (dite « Allemagne de l'Ouest ») et la République démocratique allemande (dite « Allemagne de l'Est »). La réunification a eu lieu le 3 octobre 1990, onze mois après la chute du mur de Berlin, qui marqua la réunification populaire. En 1990, sa capitale redevient Berlin.

### Du Saint-Empire aux principautés (~843-1806)

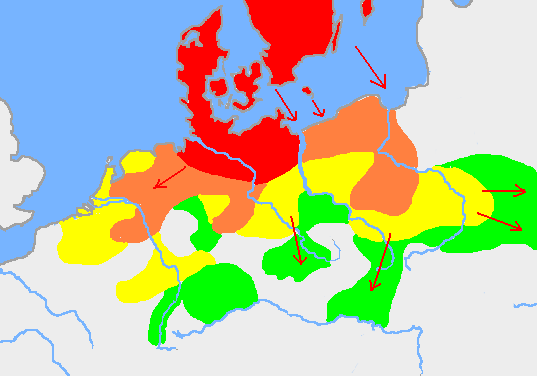
Peuples germaniques de -700 à -100.

La linguistique et les textes latins nous montrent que la mention des peuples germains remonte à l'époque romaine. Cependant les historiens s'entendent pour trouver les origines d'un territoire allemand au partage de Verdun de 843. Louis le Germanique a obtenu, lors de ce partage, l'est de l'empire carolingien, nommé Francie orientale. C'est de la Francie orientale qu'est issu le Saint-Empire romain germanique fondé par Otton Ier, dit le Grand (936-973). Cet empire comprend, outre le territoire de l'actuelle Allemagne, l'Italie du nord et la Bourgogne. Dès sa fondation, ce nouvel empire est entravé par le peu d'institutions sur lesquelles l'empereur peut asseoir son autorité et la faiblesse des revenus, les empereurs ne disposant que de leurs propres domaines pour financer leur politique. Le système d'élection de l'empereur par les princes-électeurs conduisit souvent à affaiblir le pouvoir du monarque. Traditionnellement, l'empereur élu entreprenait un voyage à Rome pour être couronné par le pape.

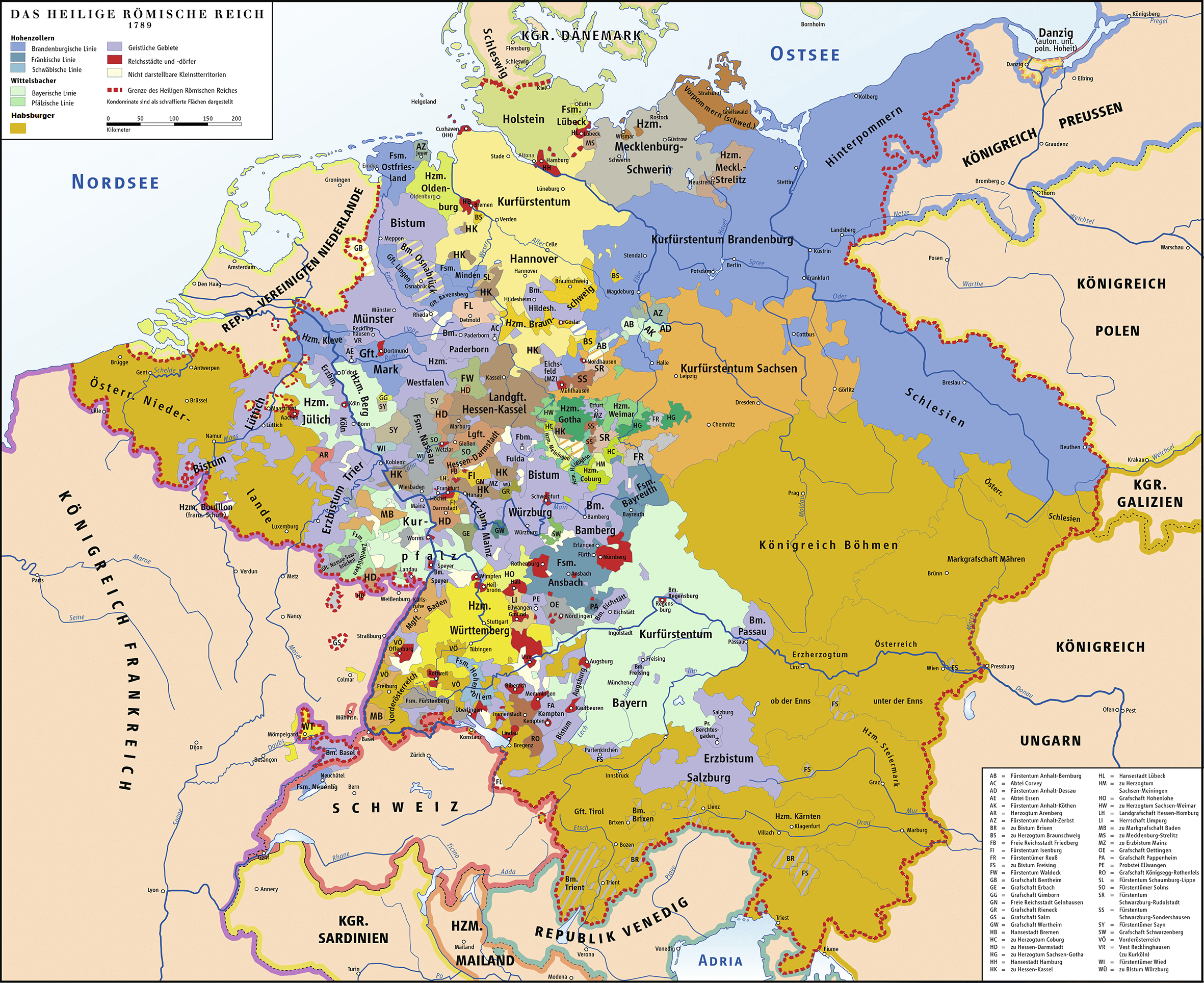
Le Saint-Empire romain germanique, 1789.

Le délitement du pouvoir impérial est accentué par l'obsession de certains empereurs à vouloir établir une autorité forte dans leurs possessions italiennes. Au XIIIe siècle, Frédéric II est tellement occupé par ses affaires italiennes qu'il renonce à tout pouvoir et tout contrôle dans les nombreuses principautés ecclésiastiques allemandes et qu'il abdique une grande partie de ceux-ci dans les principautés laïques. De ce fait, les terres allemandes sont pratiquement indépendantes du pouvoir impérial dès cette époque.
À partir du XIe siècle, la Germanie déborde de ses limites traditionnelles entre le Rhin et l'Oder. Commence alors la colonisation de l'Europe centrale sous l'action de grands seigneurs, des rives de la mer Baltique par une croisade menée par les chevaliers Teutoniques et du Sud du pays à partir du règne de Otton Ier. Des centaines de milliers d'Allemands de l'Ouest poussés par la surpopulation ont ainsi migré vers l'Est où des tenures plus vastes et des droits féodaux plus légers les attendent. Les villes rhénanes et les ports se développent mais prennent une part peu active au grand commerce européen du XIIe siècle.

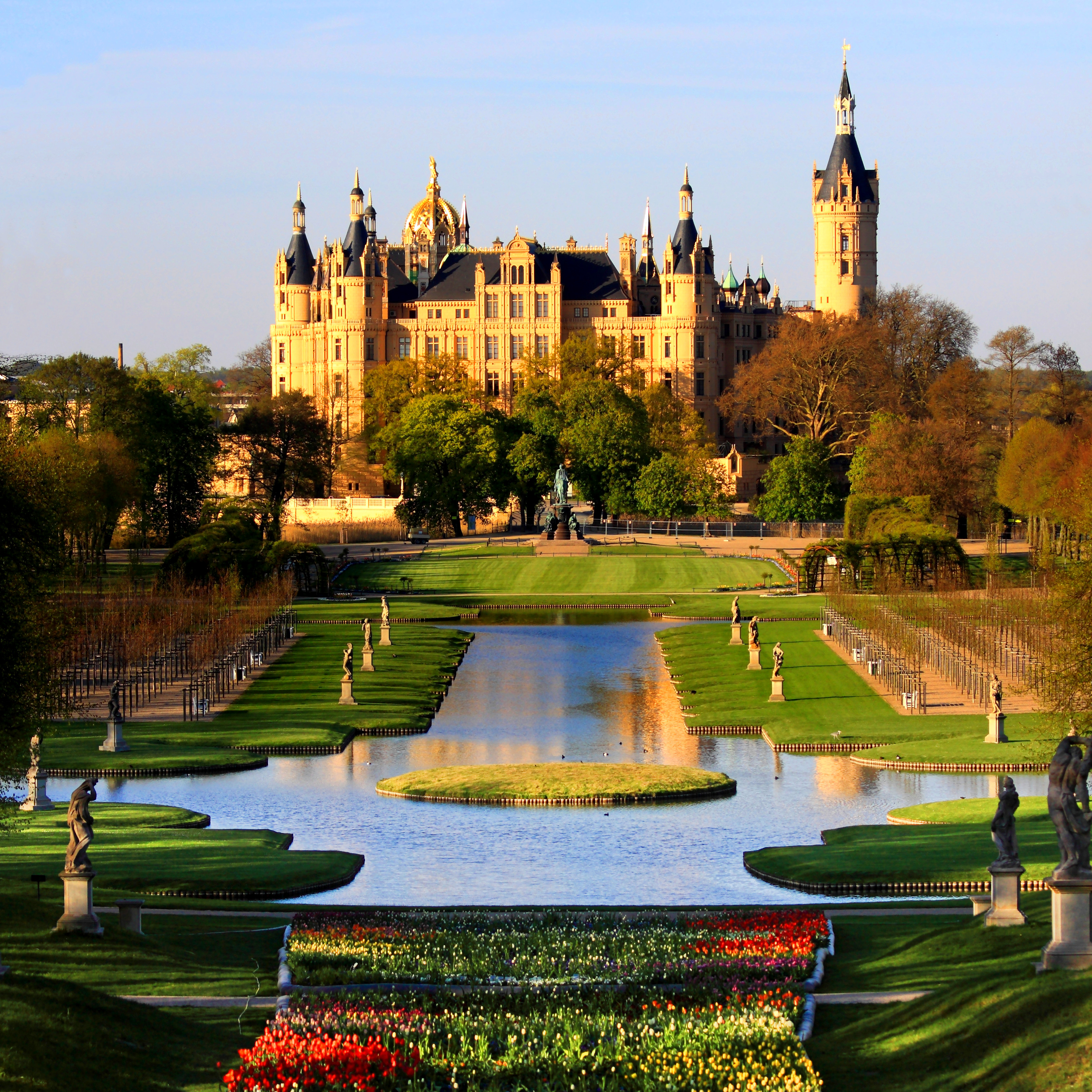
Château de Schwerin, Mecklembourg, une des nombreuses résidences de royauté ou principauté locale.

Après 1438, l'empereur porte le titre d'un « empereur élu » après son élection formelle par les sept « électeurs » de l'Empire à Francfort. À l'époque moderne, le Saint-Empire compte plus de 300 États qui n'obéissent que de très loin à l'empereur Habsbourg.
Les paysans d'Allemagne du sud se révoltèrent contre leurs seigneurs à la fin de l'année 1524. L'Allemagne avait déjà connu au cours du demi-siècle précédant plusieurs révoltes paysannes, mais celle-ci fut d'une ampleur bien plus considérable. Des armées improvisées de milliers, voire de dizaines de milliers de combattants, propagèrent le mouvement d'une région à une autre au cours de leur déplacement dans le Sud et le Centre, pillant des monastères et des châteaux, et essayant de rallier à elles les villes. Leurs revendications étaient en partie de nature religieuse (le droit des collectivités locales à nommer leurs propres pasteurs et à décider comment utiliser les dîmes) et d'autres visaient à améliorer la condition des paysans (l'abolition du servage, celle des divers droits et redevances payables aux seigneurs, l'abrogation de l'interdiction seigneuriale de la chasse, de la pêche et du ramassage de bois par les paysans, et la suppression de la justice arbitraire). Leur programme n'était pas révolutionnaire et reposait sur l'hypothèse que la noblesse finirait par accepter les revendications des paysans. Dans l'ensemble, les paysans tendaient à accepter la noblesse, à condition qu'elle consente à se soumettre à leurs associations communales. L'historien Geoffrey Elton considère que « la paysannerie se comporta en général avec une remarquable modération ». Pour Friedrich Engels, exprimant la sensibilité opposée, « ils ont montré un extraordinaire manque de détermination en ce qui concerne l'attitude à tenir […] à l'égard de la noblesse et des gouvernements. La seule détermination dont ils firent preuve se manifesta au cours de la guerre, après que les paysans eurent fait l'expérience du comportement de leurs ennemis. » En avril 1525, des armées de mercenaires levées par les seigneurs entreprirent de détruire la rébellion. Geoffrey Elton indique que « les classes gouvernantes furent ébranlées en profondeur et leur réaction fut beaucoup plus sauvage que la menace qu'elles combattaient […]. Des milliers de paysans — certaines estimations parlent de 100 000 — furent tués, la plupart à la suite de prétendues batailles qui n'étaient que des déroutes, les hommes d'armes des princes se divertissant beaucoup dans la poursuite des fugitifs. »
Au XVIe siècle, la réforme luthérienne continue à diviser l'Allemagne. En 1546, l'empereur Charles Quint entre en guerre contre les nombreux princes des villes allemands qui se sont convertis au luthéranisme. Son échec à réduire le protestantisme dans le Saint-Empire est sanctionné par la paix d'Augsbourg de 1555, qui permet à chaque prince et ville libre de choisir sa religion, mais oblige les sujets à avoir la même religion que leur souverain — cujus regio, ejus religio. L'Allemagne n'en a pas pour autant fini avec les guerres de religion. Les progrès du calvinisme en Allemagne à la fin du XVIe siècle et la volonté de l'empereur Ferdinand II d'imposer son autorité et celle de la religion catholique aux États du Saint-Empire, entraînent la guerre de Trente Ans, qui ravage le pays de 1618 à 1648. Les traités de Westphalie entérinent l'affaiblissement du pouvoir impérial en favorisant les droits des 350 États allemands. La liberté religieuse des princes est réaffirmée.
Le rapprochement se fait partiellement par la finance. La Frankfurter Wertpapierbörse créée en 1585 par des marchands pour établir un cours unique des monnaies, devenue une bourse aux effets de commerce au XVIIe siècle, centralise depuis la fin du XVIIIe siècle la négociation de la dette publique. La Banque de Bethmann innove en fragmentant et revendant, par appel à l'épargne publique, les prêts souverains à François Ier.

### De la Confédération germanique à l'Empire allemand

L'Empire allemand en 1871.

Sous la pression des guerres de la Révolution française, le Saint-Empire est dissous en 1806 et remplacé par la confédération du Rhin sous protectorat français. Après le congrès de Vienne (novembre 1814 - juin 1815), celle-ci est remplacée par la Confédération germanique (en allemand : Deutscher Bund) qui ne regroupe plus que 39 États sous la direction honorifique des Habsbourg, lesquels ne portent plus que le titre d'Empereur d'Autriche. En fait, cette confédération ne peut exister que si l'Autriche et la Prusse s'entendent. À partir de 1834, le Zollverein ou union douanière commence à se constituer à l'initiative de la Prusse. Il construit un espace économique sans douane intérieure et définit une même politique commerciale vis-à-vis de l'extérieur. Cet espace, progressivement élargi, exclut délibérément l'Autriche. Les révolutions de l'année 1848 touchent la plupart des États allemands. Une assemblée élue au suffrage universel se réunit à Francfort et propose la couronne d'une Allemagne unifiée au roi de Prusse, Frédéric-Guillaume IV, qui la refuse, soucieux de ne pas tenir son pouvoir de la souveraineté du peuple. Il est prêt à accepter la couronne que lui proposent les princes allemands, mais l'Autriche force la Prusse à renoncer en 1850. L'Allemagne se retrouve dans la même situation politique qu'en 1815.

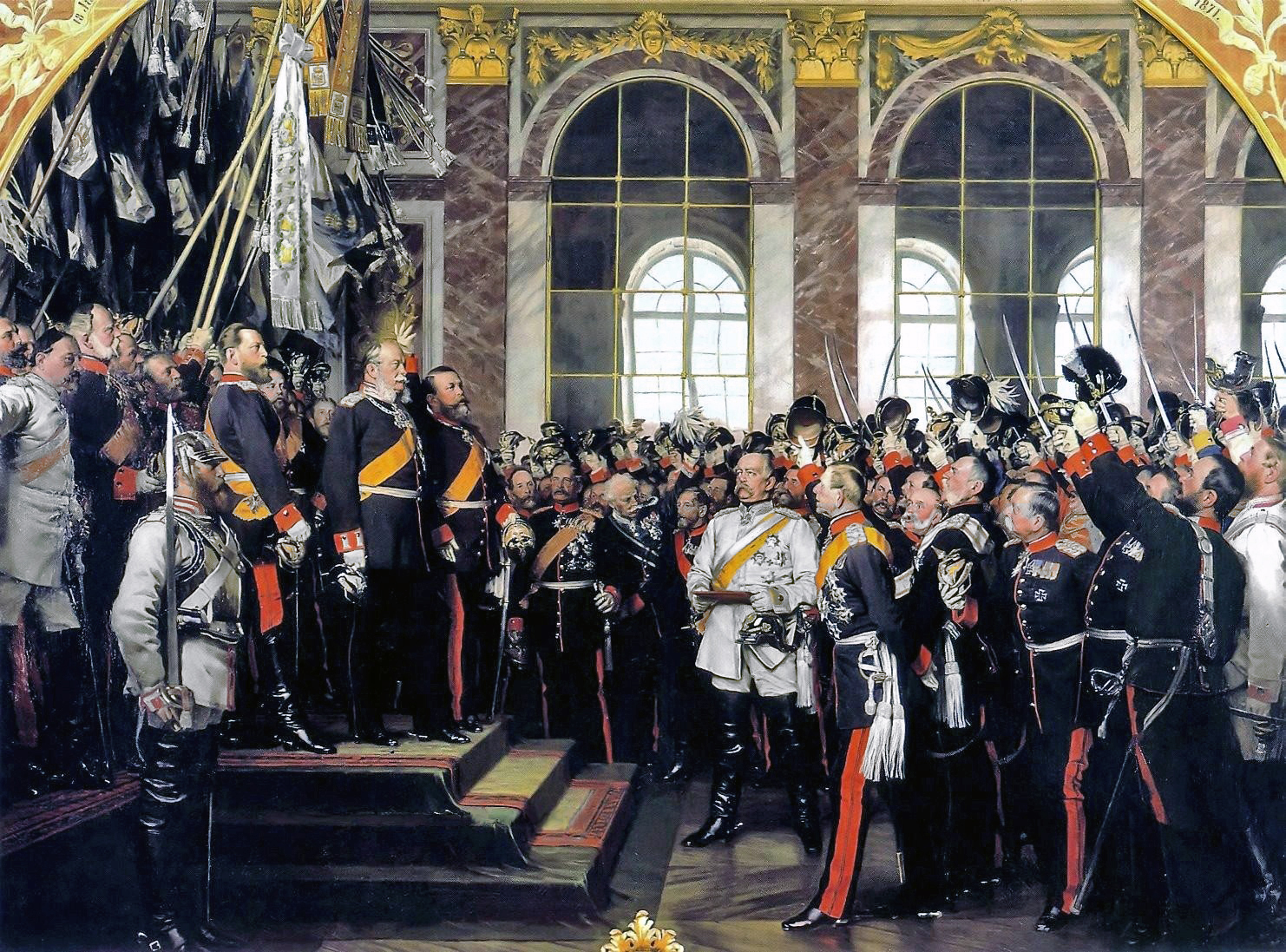
La Proclamation de l'Empire allemand (Versailles 1871), tableau d'Anton von Werner, 1885.

En 1862, Otto von Bismarck devient le ministre-président du roi de Prusse Guillaume Ier. Il a compris que l'unité allemande ne se fera pas sans l'éviction de l'Autriche par la guerre. Il fait passer par la force les réformes modernisant l'armée. En 1866, l'armée prussienne écrase l'armée autrichienne à Sadowa.
La Prusse annexe les territoires situés entre sa partie orientale et sa partie occidentale, et dirige la Confédération de l'Allemagne du Nord. Seuls les quatre États du Sud n'y adhèrent pas.
La France, en déclarant la guerre à la Prusse le 19 juillet 1870, permet de fédérer tous les États allemands autour d'un ennemi commun. La défaite française débouche sur la proclamation de l'Empire allemand le 18 janvier 1871 dans la galerie des Glaces du château de Versailles, avec Guillaume Ier de Prusse à sa tête, entraînant également l'annexion de l'Alsace (sauf Belfort) et du nord de la Lorraine, dont la région de Metz, place-forte de première importance. L'unité allemande s'est faite par le haut et par la guerre, comme le souhaitait Bismarck.
L'indemnité de guerre de 1871, forçant la France à emprunter 25 % de son PIB pour verser de l'or à l'Allemagne, dope la spéculation immobilière à Berlin, précipitant le krach de mai 1873, le plus profond de l'histoire boursière allemande, puis la Grande Dépression (1873-1896). Les banques se méfient les unes des autres. Les prêts interbancaires s'assèchent, mais la Deutsche Bank nouvellement créée résiste à la tempête et d'autres banques la suivent.
La sidérurgie allemande connaît une formidable expansion, car elle profite mieux des procédés Bessemer (1858) et surtout Thomas (1877), grâce à un charbon plus abondant, même s'il est moins rentable, exploité dans les mines de la Ruhr. Dans les années 1890, des dizaines de milliers de travailleurs polonais émigrent de Pologne vers la Ruhr pour s'embaucher dans les mines de charbon, dont une partie qui se feront embaucher après la Première Guerre mondiale par les industriels français souhaitant relancer leur économie, grâce à leur savoir-faire.

### D'une guerre à l'autre (1914-1945)

La république de Weimar en 1920.

L'Allemagne, devenue une des puissances politiques majeures en Europe s'engage dans la Première Guerre mondiale aux côtés de l'Autriche-Hongrie (1914) et tente d'envahir la France. Après les premiers assauts, la guerre s'oriente vers une longue et lente guerre de position dans les tranchées, meurtrière d'un côté comme de l'autre. Elle prend fin en 1918 avec la défaite allemande, et l'empereur allemand, le Kaiser Guillaume II, doit abdiquer en raison de la Révolution allemande de novembre 1918. Lors du traité de Versailles, l'Allemagne est considérée comme responsable de la guerre et condamnée à payer de très lourdes réparations, d'autant que les Allemands ont fait sauter les cuvelages de 18 des 19 sociétés minières françaises du nord pendant la guerre et noyé les galeries.

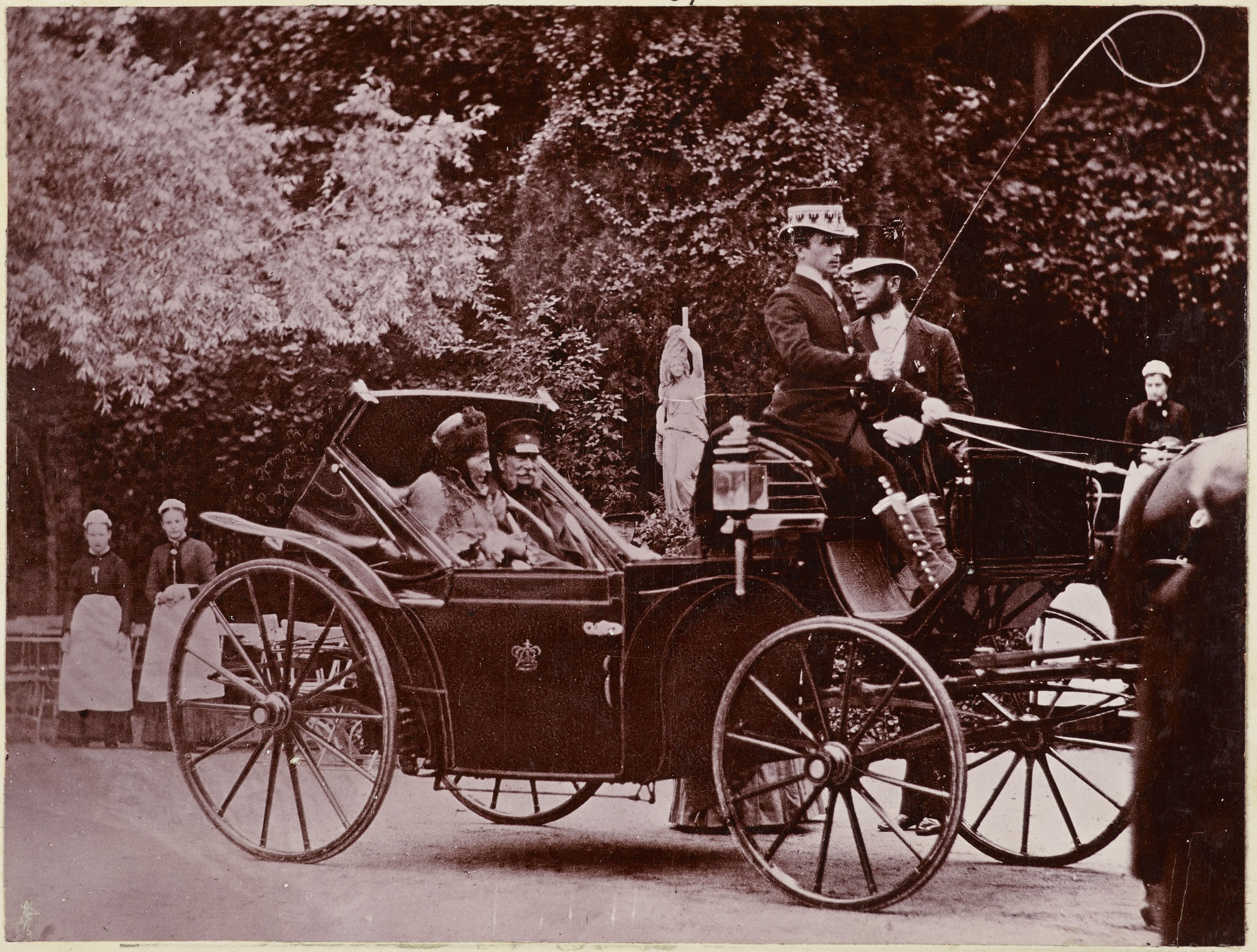
L'empereur Guillaume Ier (empereur allemand) et l'impératrice Augusta, vers 1885.

L'Allemagne, chose unique dans l'histoire diplomatique, n'est pas invitée aux discussions versaillaises. Elle est jugée comme principalement responsable (avec l'Autriche-Hongrie) de la guerre, mais conserve néanmoins la Rhénanie, au regret de la France qui voulait fixer la frontière sur le Rhin. L'Alsace et la Lorraine perdues en 1871 reviennent à la France qui n'obtient cependant pas la Sarre (51 millions de tonnes de charbon, soit deux tiers des besoins français), en raison des pressions exercées par l'Angleterre. La Sarre est placée sous la tutelle de la Société des Nations et un référendum sera organisé quinze ans plus tard pour décider son rattachement à la France ou à l'Allemagne. Le Schleswig du Nord est rattaché au Danemark après consultation de la population. Les cantons d'Eupen et de Malmedy sont rattachés à la Belgique. La Pologne obtient un accès à la mer, le fameux « corridor de Dantzig », avec les populations Kachoubes parlant un dialecte polonais mais favorables aux Allemands[réf. nécessaire]. La ville de Dantzig n'est rattachée ni à l'Allemagne, ni à la Pologne : c'est une ville libre sous contrôle de la SDN. Solutions de compromis qui ne plaisent à personne. 80 kilomètres séparent la Prusse-Orientale du reste de l'Allemagne. La Haute-Silésie, rattachée après plébiscite à l'Allemagne en mars 1921, est occupée par la Pologne peu après. La SDN arbitre la situation et le partage, dénoncé par les deux parties, est réalisé arbitrairement.
L'Allemagne perd 88 000 km2 et huit millions d'habitants. Le service militaire est aboli et l'armée est réduite à 100 000 hommes dont 5 000 officiers. Elle ne peut posséder ni blindés, ni artillerie lourde, ni aviation. Sa flotte de guerre se saborde à Scapa Flow, le 26 juin 1919. Elle perd ses colonies, qui sont placées par la SDN sous mandats confiés aux vainqueurs. Comme responsable de la guerre, elle doit céder du matériel et des produits agricoles. Les réparations de guerre sont évaluées en 1921 à 132 milliards de marks-or à payer en 30 ans. Tous les brevets allemands sont perdus, les vainqueurs obtiennent la clause de « nation la plus favorisée » et le Rhin, l'Oder et l'Elbe sont internationalisés, l'Allemagne perdant tout pouvoir sur leur contrôle. La rive gauche du Rhin, avec des têtes de pont rive droite, est occupée, puis considérée comme démilitarisée perpétuellement.
Malgré ces mesures intransigeantes, l'industrie allemande résiste et affiche une croissance plus forte que celle des Anglais, qui sont les perdants de la forte expansion européenne des années 1920. En 1939, le charbon coûte 25 % plus cher en France qu'en Allemagne[réf. nécessaire].
| Trois grands pays industriels européens                   | Angleterre | Allemagne | France |
| Hausse de la production manufacturière entre 1913 et 1928 | 6 %        | 18 %      | 39 %   |

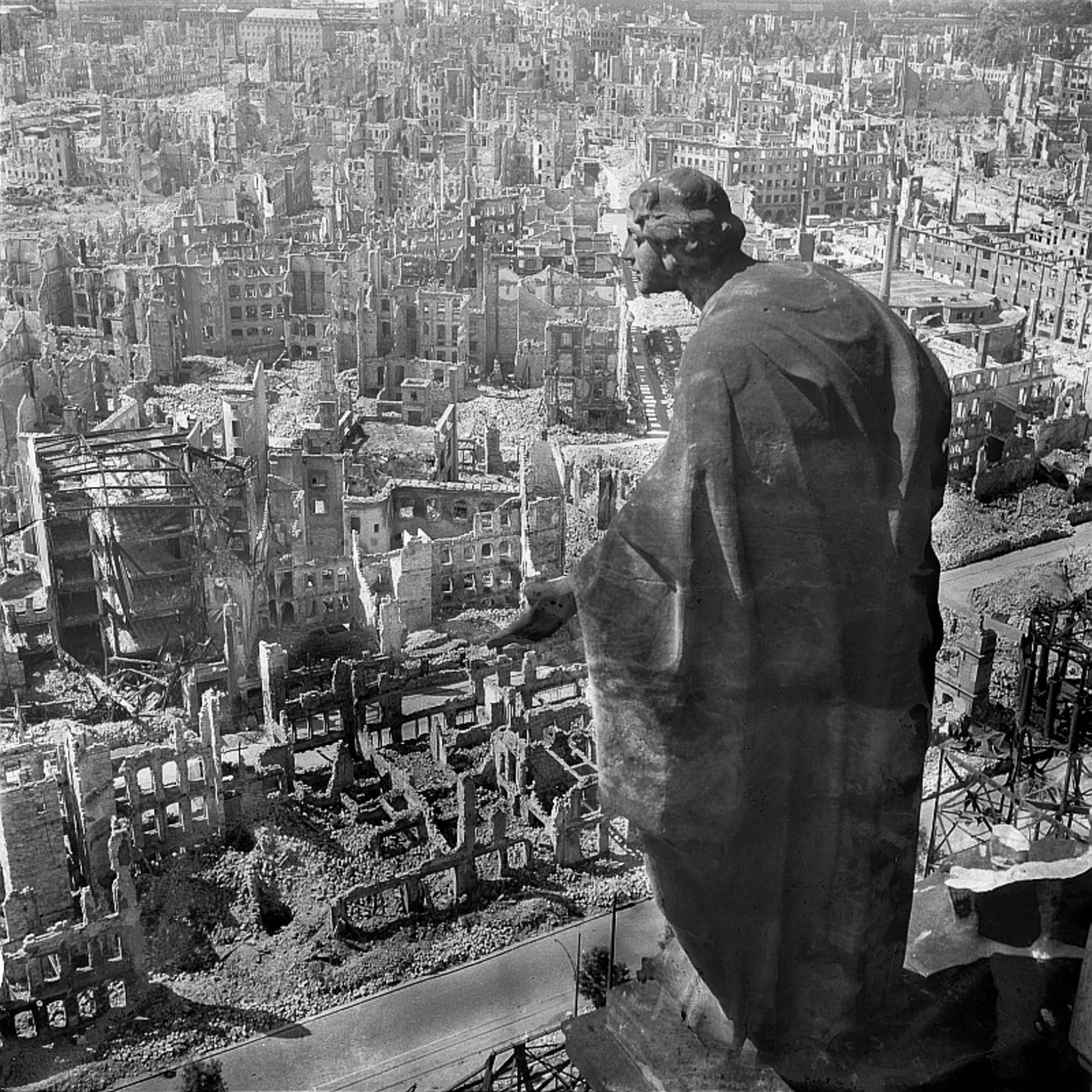
Dresde après le bombardement, 1945, avec l'allégorie de la bonté au premier plan.

Le pangermanisme dévoyé en un nationalisme hostile à l'impérialisme franco-britannique et raciste envers les populations juives et slaves, le ressentiment contre les conditions du traité de Versailles et les conséquences particulièrement dures de la crise économique mondiale de 1929 permettent au NSDAP (parti nazi) d'Adolf Hitler d'accéder par les urnes au pouvoir en 1933. Hitler élimine rapidement toute opposition, puis prend le contrôle absolu de l'État allemand en instaurant un régime totalitaire. En 1935, l'Allemagne devient officiellement antisémite en promulguant les lois de Nuremberg. La politique d'Hitler consistant à annexer ou envahir ses voisins finit par provoquer la Seconde Guerre mondiale le 1er septembre 1939.
L'Allemagne domine le début du conflit. Elle conquiert une grande partie de l'Europe, de l'Afrique du Nord, de l'URSS. Mais, pendant l'hiver 1941-1942, l'armée allemande subit de lourdes pertes sur le front russe. En 1942-1943, la guerre tourne en faveur des pays alliés : le Royaume-Uni, le Canada, les États-Unis, l'URSS écrasent finalement les armées de l'Axe, envahissant finalement Berlin. La Shoah est l'extermination systématique par l'Allemagne nazie d'entre cinq et six millions de juifs, soit les deux tiers des juifs d'Europe et environ 40 % des juifs du monde. Le 30 avril 1945, Hitler se suicide.

### Division du pays et réunification (1945-1990)

Carte de l'Allemagne, 1947.

Dévastée par la guerre (même si le potentiel industriel du pays est encore énorme car la politique de la terre brûlée souhaitée par Adolf Hitler n'est pas appliquée de façon conséquente), l'Allemagne est occupée par les Alliés. Le pays et Berlin sont divisés en quatre secteurs, chacun contrôlé par l'une des nations victorieuses (États-Unis, Royaume-Uni, Union soviétique et France).
Après plusieurs propositions pour une nouvelle Allemagne (comme le plan Morgenthau), elle est finalement divisée en deux parties durant toute la Guerre froide : la RFA (République fédérale d'Allemagne) créée le 23 mai 1949 à l'Ouest avec Bonn pour capitale et siège administratif, et la RDA (République démocratique allemande) créée le 7 octobre 1949 à l'Est avec Berlin-Est pour capitale. Les territoires à l'est du fleuve Oder et son affluent Neisse de Lusace ont été intégrés à la Pologne et à l'URSS.

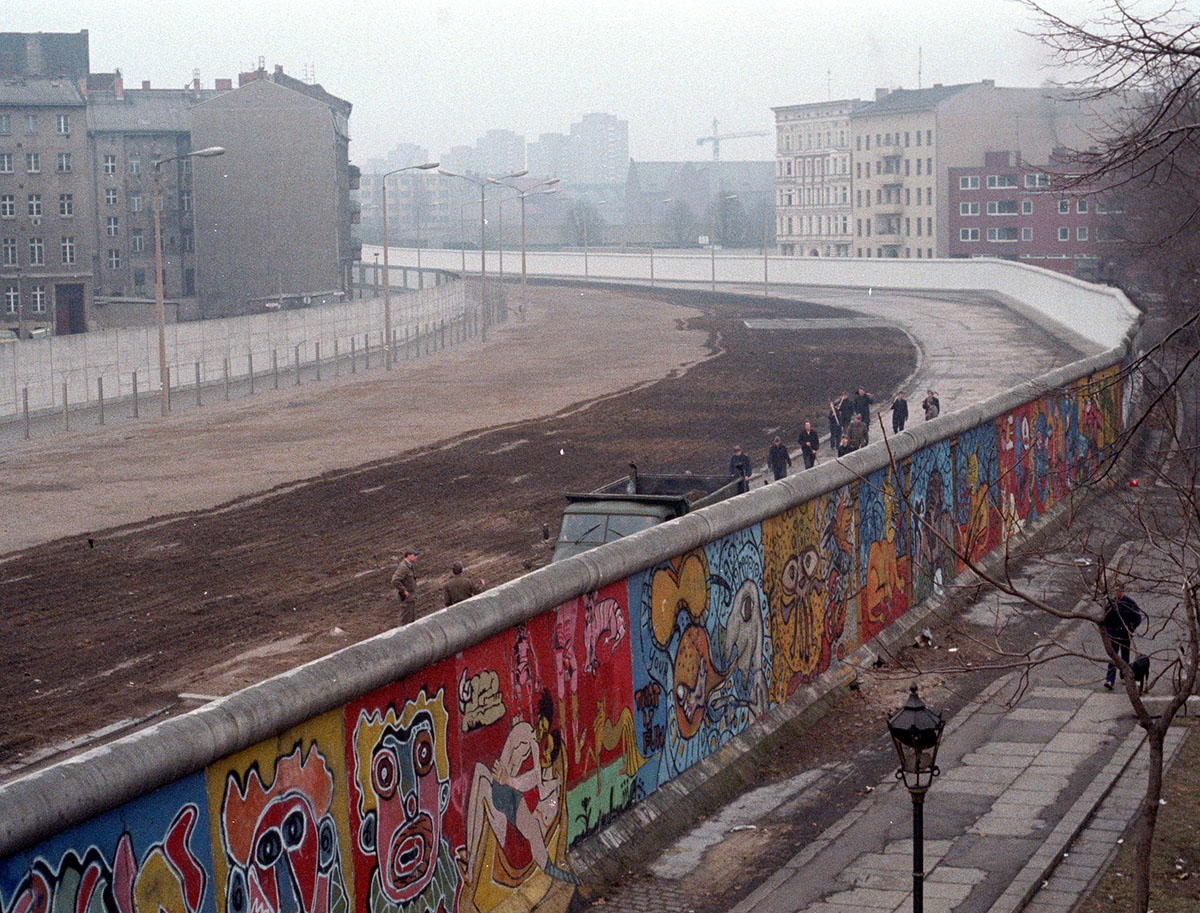
Le mur de Berlin, qui sépara Berlin en deux pendant plus de 28 ans.

Le creux démographique provoqué par la guerre est rapidement compensé par l'arrivée d'environ 13 millions d'Allemands expulsés des anciens territoires d'Allemagne-Orientale et des pays d'Europe de l'Est. Ces millions de réfugiés ont été intégrés dans la société d'après-guerre des territoires de la RFA et la RDA. Ils venaient principalement des anciennes provinces allemandes de la Silésie, de la Prusse-Orientale et aussi de l'est de la province de la Poméranie. En outre ils venaient de Pologne, notamment des anciennes provinces de la Prusse-Occidentale et de la Posnanie. Ils venaient encore des régions qui autrefois appartenaient à l'Autriche-Hongrie : de la Tchécoslovaquie - notamment des régions de Bohême, Moravie et Silésie Tchèque (Allemands des Sudètes) -, ainsi que de Hongrie et de Roumanie (Transylvanie). Par ailleurs ils venaient du territoire de Klaipėda (Memel), en Lituanie.
Sous l'impulsion du plan Marshall (1948-1952), l'Allemagne de l'Ouest renoue rapidement avec la croissance économique, au contraire de l'Allemagne de l'Est. L'amitié franco-allemande naît avec Konrad Adenauer et Charles de Gaulle, et est considérée encore aujourd'hui comme le moteur de l'Europe. À la chute du mur de Berlin le 9 novembre 1989, prélude à la réunification de l'Allemagne du 3 octobre 1990, les deux pays de RFA et de RDA ne possèdent pas le même niveau économique. Cette différence persiste aujourd'hui, les Länder de l'Est (ancienne RDA) demeurant plus pauvres que ceux de l'Ouest. Le coût de la réunification a entraîné d'importantes difficultés économiques pour le pays depuis les années 1990. Son unification a cependant permis d'en faire une nation politiquement incontournable au sein de l'Union européenne et la première puissance économique du continent.

### Depuis la réunification en 1990

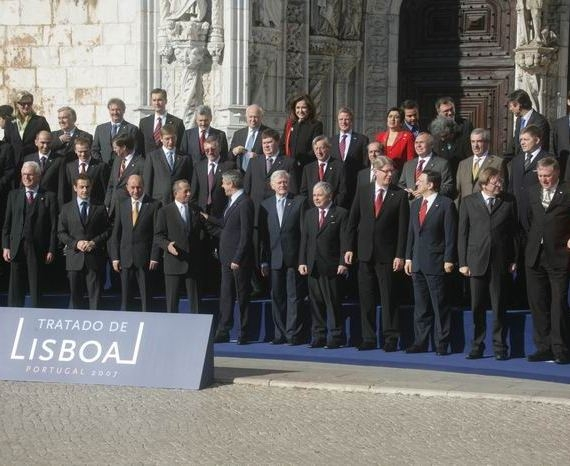
Le traité de Lisbonne, 2007.

De 1991 à 2000, 150 milliards de DM ont été investis chaque année à l'Est de l'Allemagne sans parvenir à sortir cette région de la crise, mais des réformes en profondeur sont entreprises dans les deux parties de l'Allemagne dans les années 1990, afin d'inciter le pays à être plus compétitif, en particulier celle du système de retraite. De 1998 à l'automne 2005, le gouvernement allemand est dirigé par Gerhard Schröder, du SPD (Parti social-démocrate). Les écologistes du parti Die Grünen participent à un gouvernement de coalition. Après les élections législatives anticipées de 2005, la chancelière chrétienne démocrate Angela Merkel dirige un gouvernement basé sur une « grande coalition » qui regroupe cette fois la CDU (et sa branche bavaroise la CSU) et le SPD. Depuis 2009, la même Angela Merkel est à la tête d'une coalition « noire-jaune » entre la CDU et les libéraux du FDP avant de former une nouvelle « grande coalition » après les élections fédérales en 2013.
En 2005, le cardinal Joseph Ratzinger, ancien archevêque de Munich, et au Vatican préfet de la Congrégation pour la Doctrine de la Foi, est élu pape sous le nom de Benoît XVI. Benoît XVI est le premier pape germanique depuis Benoît XI, qui a régné au XIIIe siècle.
En 2015, lors de la crise migratoire en Europe, Angela Merkel affirme que l'Allemagne doit être un pays d'accueil et annonce vouloir accueillir 800 000 migrants. Mais, rapidement confronté à une vague d'une ampleur inattendue qui dépasse le million de migrants le gouvernement décide de rétablir sa frontière avec l'Autriche le 13 septembre 2015, afin de freiner le flux des arrivées.
En 2016, les agressions sexuelles du Nouvel An qui font plus de 1 049 victimes ont un impact considérable dans la population allemande. En juillet de la même année, le pays connaît ses premiers attentats islamistes,,. Ceux-ci, impliquant des demandeurs d'asile, font 15 morts et plusieurs dizaines de blessés en moins d'un mois.
Bonn est désigné ville fédérale, et abrite de nombreuses institutions des Nations-Unies dans le campus de l'ONU.

## Géographie

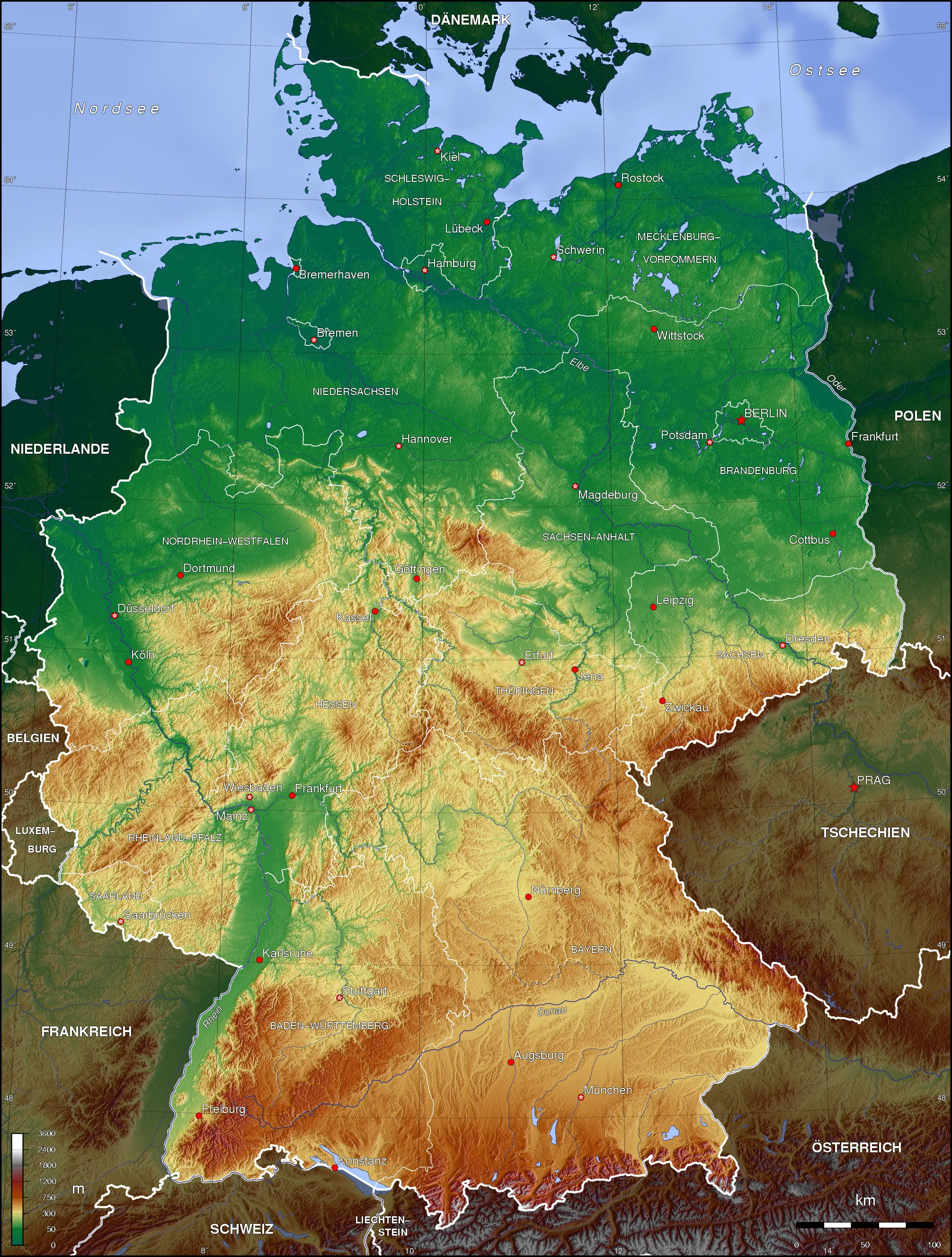
Carte des reliefs et principales grandes villes.

Le Nord est occupé par la plaine d'Europe du Nord, formée par les glaciations du quaternaire, aux paysages fortement différenciés, le centre par des montagnes anciennes d'altitudes peu élevées, le sud par un bassin sédimentaire et par le massif alpin. Ce pays, bordé au nord-ouest par la mer du Nord, au nord par le Cattégat (fjord de Flensbourg) et au nord-est par la mer Baltique, occupe une place centrale dans l'Union européenne par sa situation, sa puissance démographique, industrielle et commerciale. Une grande partie de l'Allemagne occidentale fait partie de l'Europe rhénane, la région la plus dynamique d'Europe et l'une des plus dynamiques du monde.
La réunification de 1990 a changé l'organisation de l'espace allemand. L'espace rhénan reste cependant le cœur de l'Allemagne et l'axe le plus fréquenté, aussi bien sur le plan économique que sur le plan démographique, malgré la nécessaire mutation de la Ruhr. Francfort et la conurbation de Région Rhin-Main continue de jouer son rôle de capitale financière du pays.

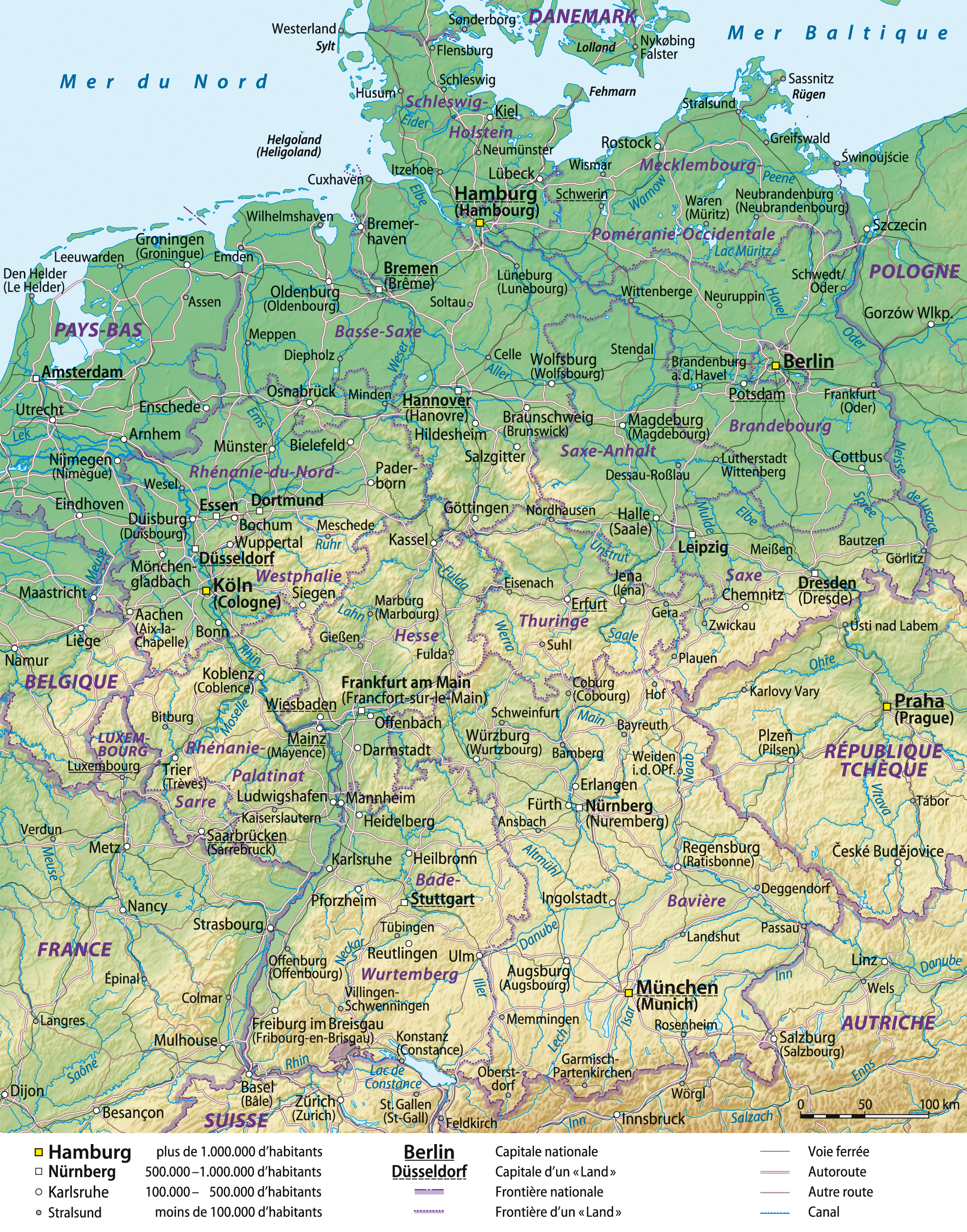
Carte de l'Allemagne.

Depuis le début des années 1960, les régions du Sud, le Bade-Wurtemberg et la Bavière sont des espaces attractifs. Ce sont des régions aussi bien industrielles (techniques de pointe, complexes militaro-industriels) que touristiques. Le solde migratoire régional est fortement positif.
Depuis la réunification, le Centre et le Nord jouissent d'une position privilégiée. Ils sont devenus un nouveau centre géographique de l'Allemagne. Les ports de Hambourg et de Brême disposent de l'Hinterland de l'ancienne RDA, dont ils étaient privés jusqu'en 1990. Le transit entre ces ports et les régions diverses d'Allemagne et d'Europe permet au Land de Basse-Saxe d'occuper une place majeure dans l'espace de l'Allemagne réunifiée.
Les cinq Länder de l'est constituent une périphérie en reconstruction. Le passage d'une économie socialiste à une économie de marché a entraîné la fermeture de nombreuses usines vétustes et peu concurrentielles, le développement de friches industrielles, des migrations régionales vers les Länder de l'ouest et une forte augmentation du chômage. Le taux de chômage était, fin 2006, de 16,4 % alors qu'il est de 10,1 % pour l'ensemble de l'Allemagne. Ceci est dû à une faible compétitivité qui persiste depuis plus de quinze ans, malgré les investissements consentis par le gouvernement fédéral. Cette situation a abouti à un « désamour » entre les Allemands de l'ouest « Wessis » et les Allemands de l'est « Ossis », les uns trouvant qu'ils ont payé trop cher l'union, les autres se sentant oubliés par les plus nantis et regrettant l'époque de la RDA. Ce dernier phénomène a été appelé Ostalgie par les journalistes. Cependant, les autorités misent sur les nouveaux élargissements de l'Union européenne à l'Est pour dynamiser l'économie des cinq Länder de l'est.

### Environnement
En 2019, le jour du dépassement (date de l'année à partir de laquelle l'humanité est supposée avoir consommé l'ensemble des ressources que la planète est capable de régénérer en un an) de l'Allemagne est le 3 mai. L'Allemagne est l'un des pays dont la consommation dépasse le plus les capacités de la planète.
L'Allemagne est le 25e pays ayant la plus forte concentration annuelle de particules. Celle-ci dépasse légèrement le seuil recommandé par l'Organisation mondiale de la santé (OMS).
La disparition des insectes est massive en Allemagne : entre 1990 et 2017, l'Allemagne a perdu 75 % de ses insectes volants. D'autres chiffres, sur une période plus courte, entre 2010 et 2019, indiquent que jusqu'à 67 % des insectes ont disparu des prairies, et 41 % dans les forêts.

### Territoire

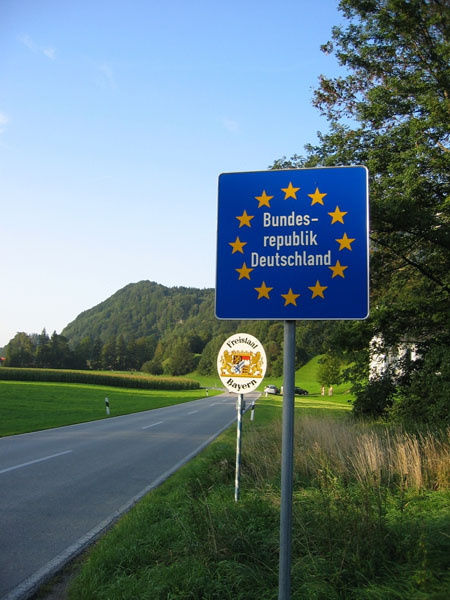
Frontière Schengen.

L'Allemagne a connu des changements territoriaux successifs au XXe siècle. La défaite de 1918 a sonné le glas de l'Empire allemand. Le traité de Versailles de 1919 qui règle le sort de l'Allemagne fait passer la superficie de l'Allemagne de 540 848 km2 à 468 776 km2. Celle-ci est amputée de l'Alsace-Moselle, du Nord du Schleswig, d'Eupen et de Malmedy. De plus, pour permettre à la Pologne d'avoir un accès à la mer, la Prusse-Orientale est séparée du reste de l'Allemagne par le corridor de Dantzig.
Après la défaite de 1945, l'Allemagne est occupée par les vainqueurs. À l'est, onze millions d'Allemands sont chassés ou fuient vers l'ouest. Environ 110 000 km2 de l'Est allemand sont rattachés à la Pologne ou à l'URSS. Une des conséquences de la Guerre froide est la création, en 1949, de la RFA à l'ouest dans les zones d'occupations des occidentaux, suivie par celle de la RDA dans la zone occupée par les soviétiques à l'est. Il y a désormais deux États allemands : la République fédérale allemande (RFA), une démocratie pluraliste et capitaliste et la République démocratique allemande (RDA), une démocratie populaire avec un parti unique au pouvoir, le Parti socialiste unifié d'Allemagne (SED), et une économie calquée sur celle de l'URSS.
Le 9 novembre 1989, le mur de Berlin, construit en 1961, tombe. L'année suivante, la RDA est absorbée par la RFA. Les Allemands sont de nouveau réunis dans un seul État, la République fédérale d'Allemagne, le 3 octobre 1990. L'Allemagne renonce alors officiellement à ses revendications territoriales sur la Prusse-Orientale. Ce nouvel État doit surmonter le coût de la réunification allemande, c'est-à-dire investir pour rattraper le retard économique des Länder de l'Est par rapport à ceux de l'Ouest. Il s'agit de reconnecter les deux territoires coupés par le rideau de fer durant la Guerre froide : le gouvernement a notamment mis en œuvre des chantiers d'infrastructures de transport : le projet « Unité allemande » lancé en 1992, prévoit des travaux jusqu'en 2010 pour un montant total de plusieurs dizaines de milliards d'euros. L'effort est porté en particulier sur les autoroutes à numéros pairs, d'orientation est-ouest : par exemple, la Bundesautobahn 4 qui va de la Rhénanie-du-Nord-Westphalie à la frontière polonaise en passant par la Thuringe. Les canaux sont modernisés ou complétés, comme le Mittellandkanal. L'intégration de l'ex-Allemagne de l'Est à l'Union européenne reste encore inachevée et les inégalités sont toujours présentes.
Massifs montagneux
- Alpes bavaroises 2 962 m - Zugspitze
- Alpes de Berchtesgaden 2 713 m - Mittelspitze
- Forêt-Noire 1 493 m - Feldberg
- Forêt de Bohême 1 456 m - Großer Arber
- Monts Métallifères 1 215 m - Fichtelberg
- Harz 1 141 m - Brocken
- Forêt de Bavière 1 095 m - Hirschenstein
- Fichtelgebirge 1 051 m - Schneeberg
- Jura souabe 1 015 m - Lemberg
- Forêt de Thuringe 982 m - Großer Beerberg
- Rhön (ou Rhœn) 950 m - Wasserkuppe

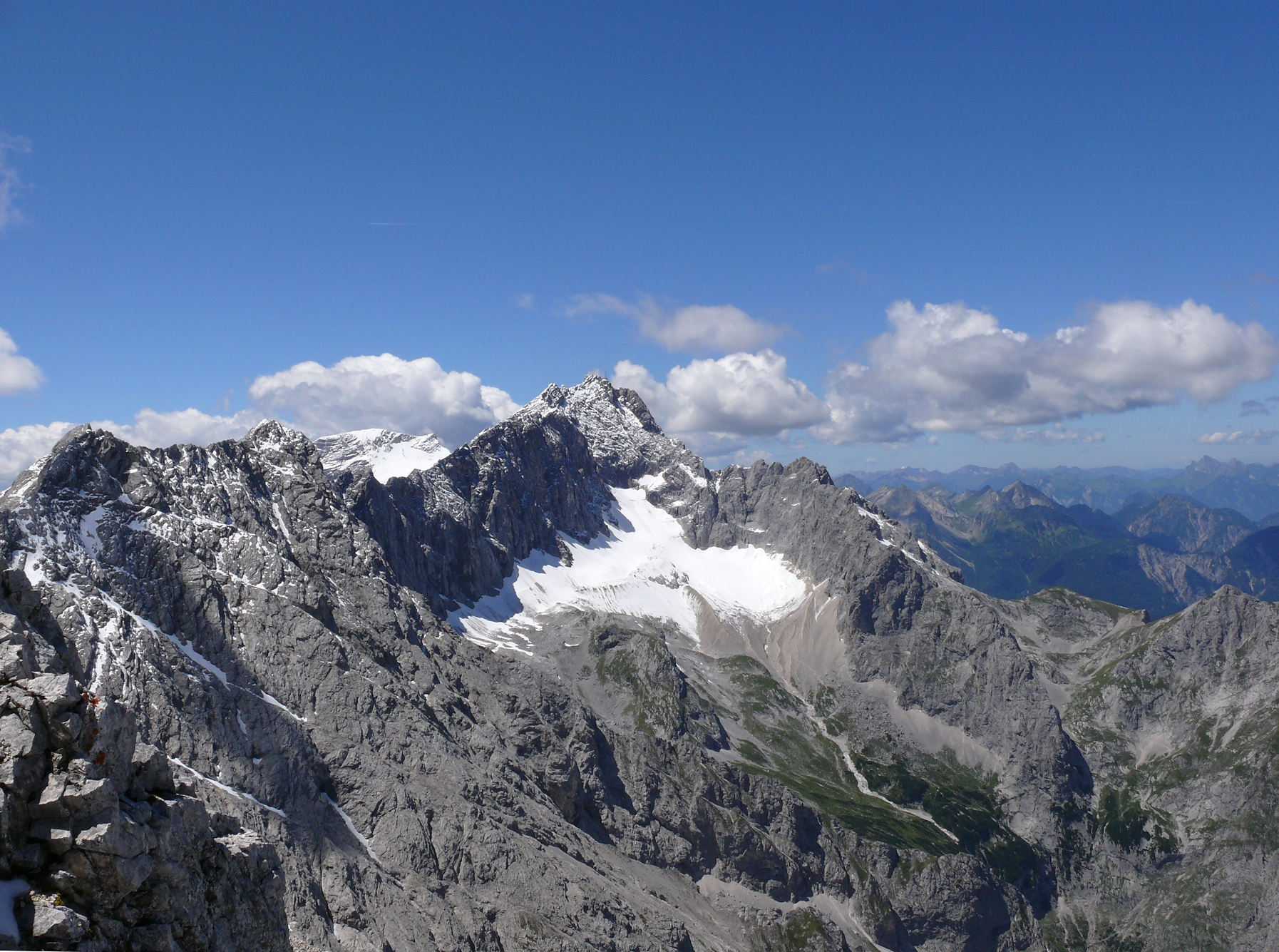
Zugspitze.

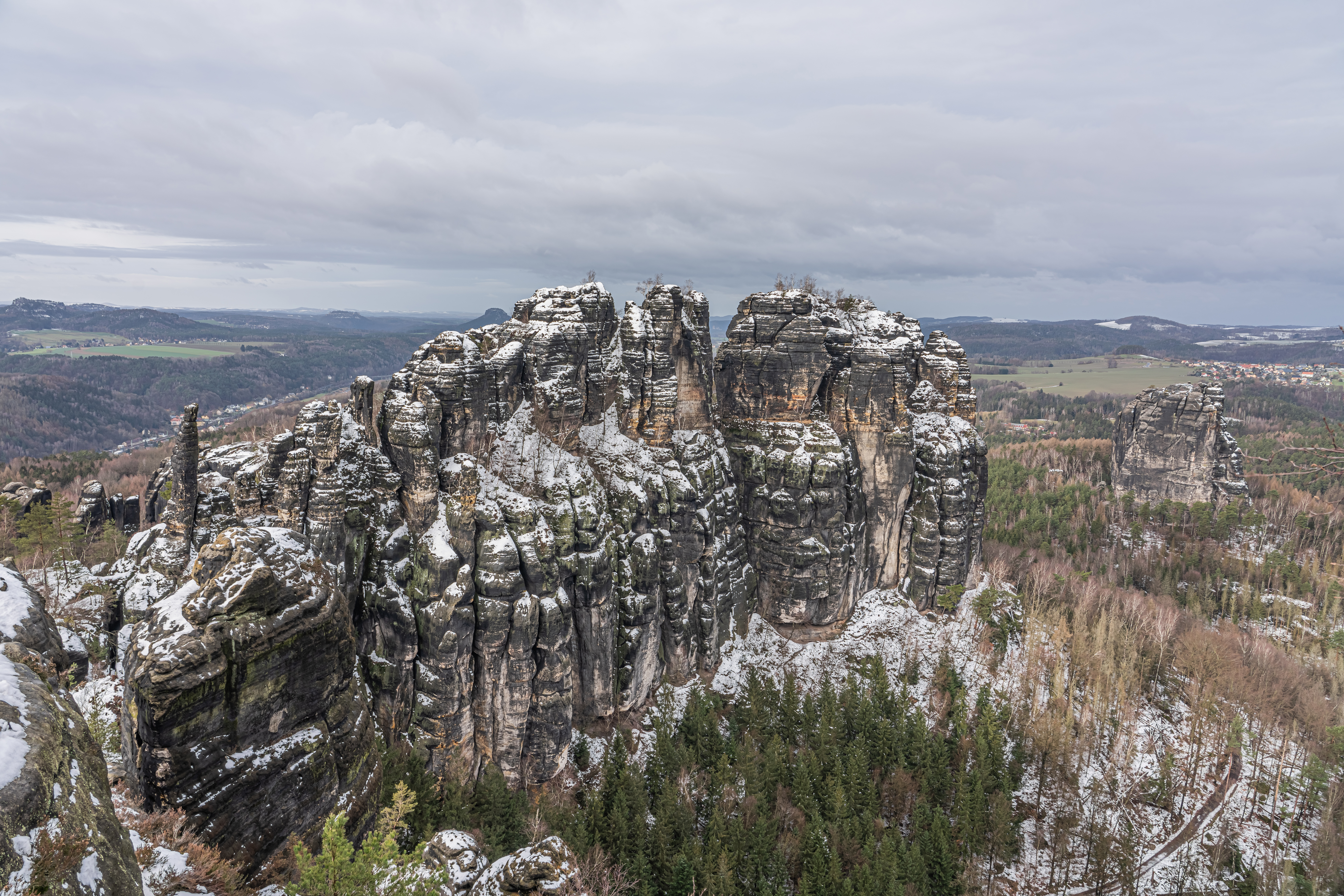
Massif gréseux de l'Elbe.

- Forêt du Haut-Palatinat 901 m - Entenbühl
- Taunus 882 m - Großer Feldberg
- Hunsrück 816 m - Erbeskopf
- Monts de Lusace 793 m - Lausche
- Eifel 747 m - Hohe Acht
- Jura franconien 689 m - Hesselberg
- Forêt palatine 673 m - Kalmit
- Westerwald 657 m - Fuchskaute
- Odenwald 626 m - Katzenbuckel
- Massif gréseux de l'Elbe 562 m - Großer Zschirnstein
- Forêt de Teutberg 331 m - Dörenberg

Îles

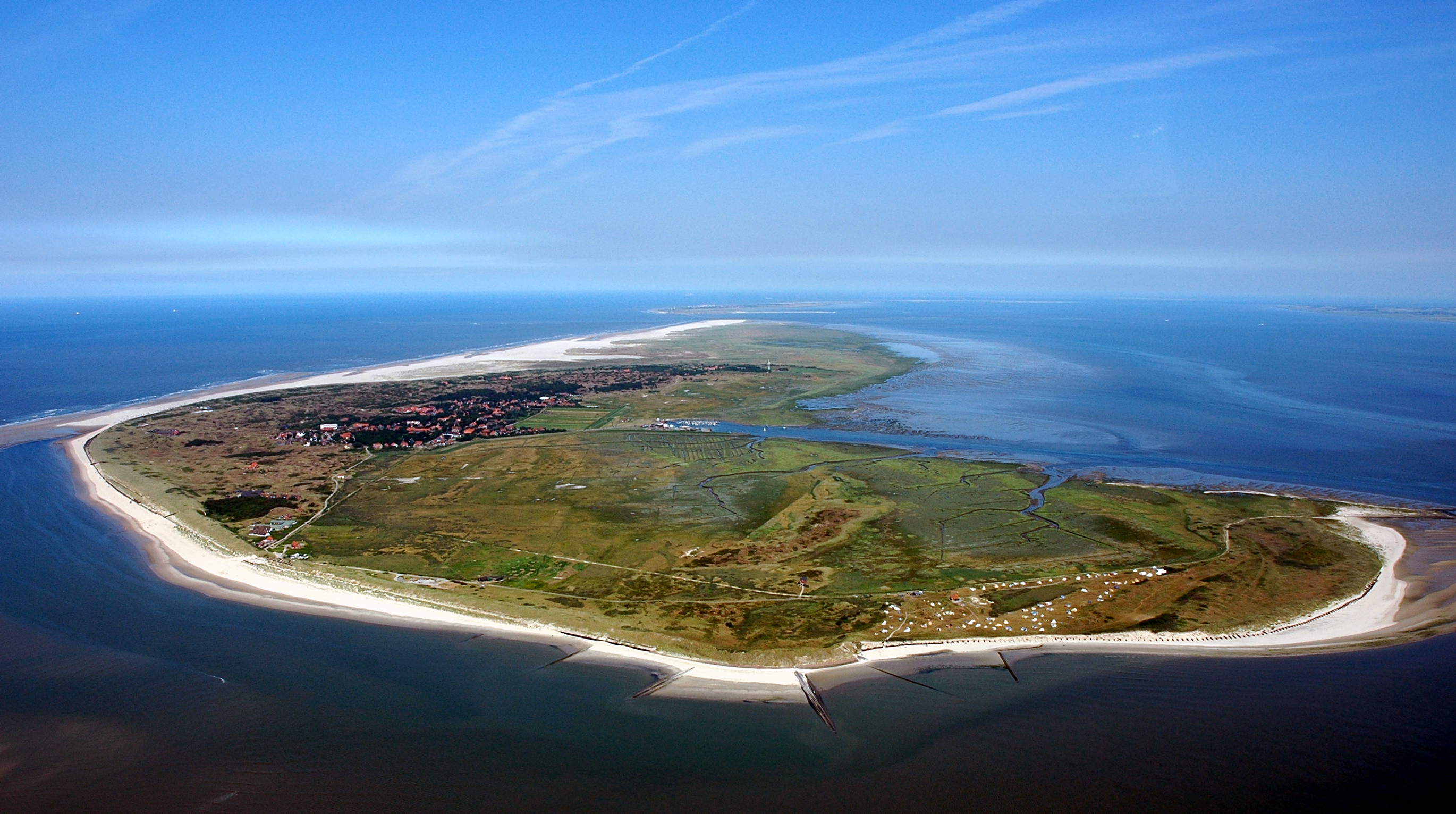
Île de Spiekeroog, Frise, Basse-Saxe.

Les plus grandes îles de l'Allemagne sont
- Rügen
- Usedom (en polonais : Uznam ; en wende : Uznjöm/Uznjom ; partagée avec la Pologne)
- Fehmarn (en danois : Femern)
- Sylt (en danois : Sild ; en frison septentrional : Söl)
- Föhr (en frison septentrional : Feer ; en danois : Før)
- Pellworm (en danois : Pelvorm ; en frison septentrional : Pälweerm)
- Poel
- Borkum
- Norderney (en bas allemand de la Frise orientale : Nörderneei)
- Amrum (en öömrang [frison septentrional d'Amrum] : Oomrang)

### Hydrographie
Fleuves et rivières

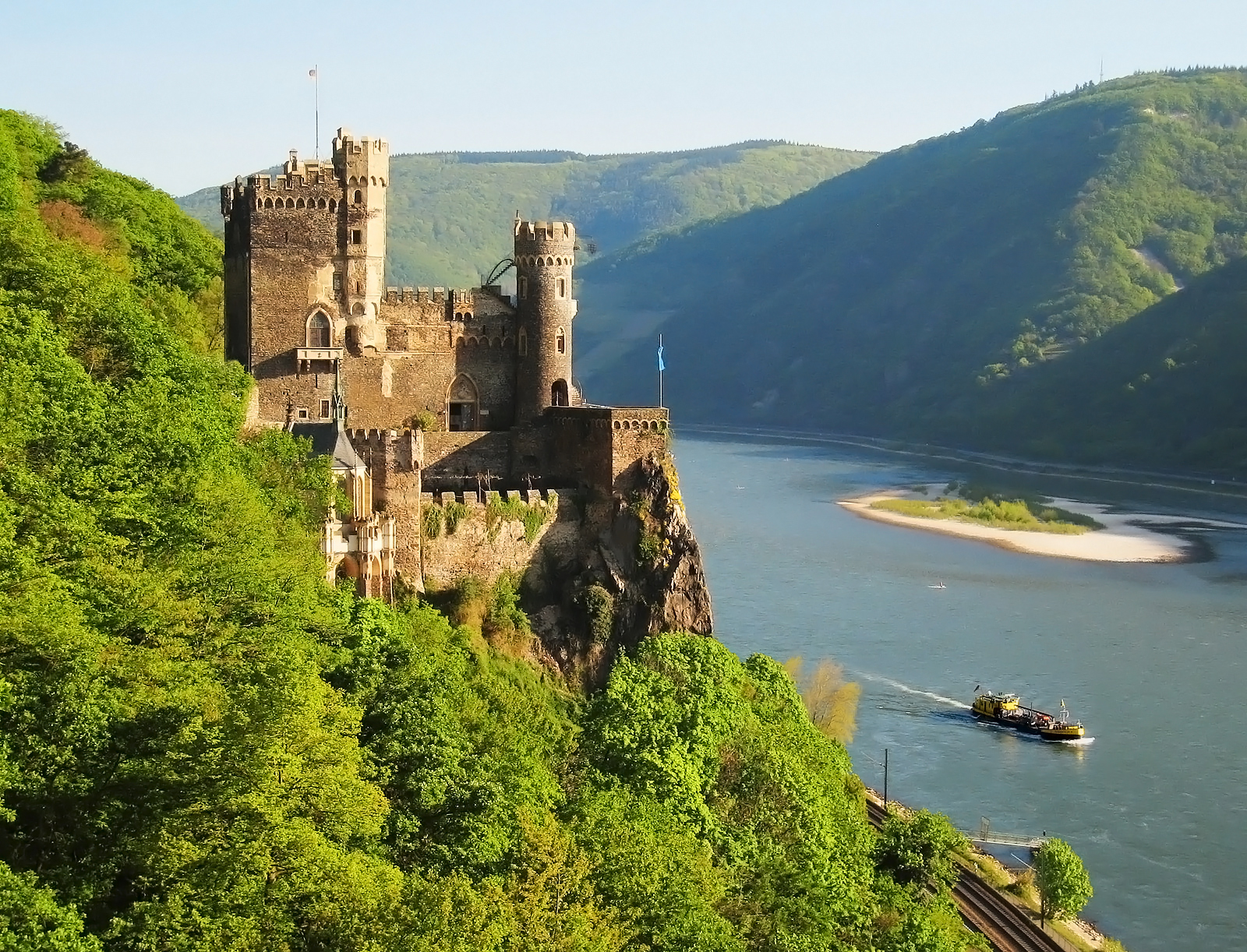
Le Rhin, à Trechtingshausen, près de Mayence, Rhénanie-Palatinat.

Les plus longs fleuves d'Allemagne sont listés ci-dessous (avec la longueur entière et la longueur en Allemagne, entre parenthèses est indiquée la plus grande ville allemande dans le bassin versant du fleuve respectif).
Affluent de la mer Noire :
- le Danube 2 852 km - 647 km (Munich)

Affluent de la mer du Nord :
- le Rhin 1 236 km - 865 km (Cologne)
- l'Elbe 1 165 km - 727 km (Hambourg)

Affluent de la mer Baltique :
- l'Oder 866 km - 187 km (Francfort-sur-l'Oder)

Les plus longs fleuves entièrement en Allemagne (mer du Nord) :
- la Weser 744 km (Brême)
- l'Ems 371 km - (Lingen)
- l'Eider 188 km - (Kiel)

Les villes d'Aix-la-Chapelle et Mönchengladbach sont situées dans le bassin versant de la Meuse.
La Vltava froide (en tchèque : Studená Vltava ; en allemand : Kalte Moldau), le premier affluent de la Vltava, prend sa source en Bavière. Elle est le plus court des deux ruisseaux qui s'unissent pour former la Vltava. Le plus long est la Vltava chaude (en tchèque : Teplá Vltava).
La Breg et la Brigach s'unissent à Donaueschingen, dans la Forêt-Noire, pour former le Danube.
Lacs

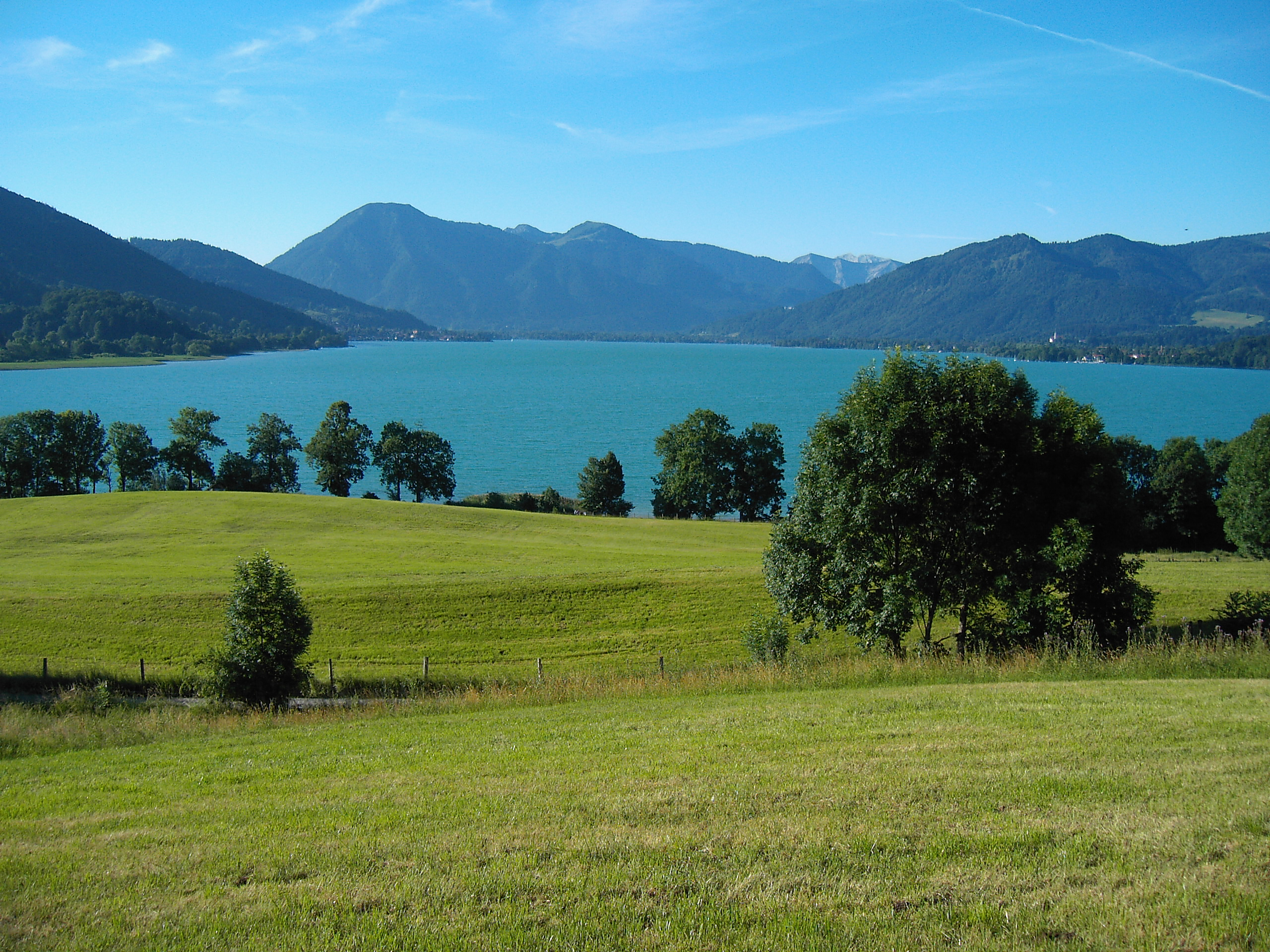
Lac Tegern, Haute-Bavière, Bavière.

- Lac de Constance, 536 km2 (partagé avec la Suisse et l'Autriche), Bade-Wurtemberg et Bavière
- Lac Müritz, 117 km2, Mecklembourg-Poméranie-Occidentale
- Chiemsee, 80 km2, la mer bavaroise, Bavière
- Lac de Schwerin, 61,54 km2, Mecklembourg-Poméranie-Occidentale
- Lac de Starnberg, 56 km2, Bavière
- Ammersee, 46,6 km2, Bavière
- Plauer See, 38,4 km2, Mecklembourg-Poméranie-Occidentale
- Lac de Kummerow, 32,9 km2, Mecklembourg-Poméranie-Occidentale
- Großer Plöner See, 29,97 km2, Schleswig-Holstein
- Lac de Steinhude, 29,1 km2, Basse-Saxe

### Effets du réchauffement climatique
Le rapport de suivi du gouvernement fédéral allemand (« Monitoringbericht 2019 ») montre le tableau suivant pour l'Allemagne: Les dernières années ont été très chaudes et caractérisées par de longues périodes de sécheresse et des phénomènes météorologiques extrêmes, tels que des tempêtes et de fortes pluies. Les étés 2003, 2018 et 2019 ont été les plus chauds depuis le début des records météorologiques. La température de l'air a augmenté de 1,5 °C de 1881 à 2018. Au cours des dernières décennies, une tendance à la hausse des chaleurs extrêmes a été observée. En particulier, le nombre de journées chaudes (> 30 °C) a considérablement augmenté. Par exemple, en 2003, environ 7 500 personnes sont mortes de plus que ce à quoi on aurait pu s'attendre sans une vague de chaleur. Les mois où le niveau des eaux souterraines est inférieur à la moyenne deviennent nettement plus fréquents. En été, les rivières contiennent de moins en moins d'eau. Le niveau de la mer dans les mers Nord et Baltique est en forte hausse. Cela provoque une augmentation de l'intensité des ondes de tempête. La durée des périodes de végétation est de plus en plus longue. Un exemple est la saison des fleurs de pommier. La proportion de hêtres a diminué par rapport aux essences mieux adaptées à la sécheresse dans les réserves forestières naturelles chaudes et sèches. Les effets du réchauffement croissant sont également évidents si la température de l'eau des lacs et de la mer du Nord a considérablement augmenté.

### Länder
Les États fédérés de l'Allemagne se nomment Bundesland (singulier) ou Bundesländer (pluriel).

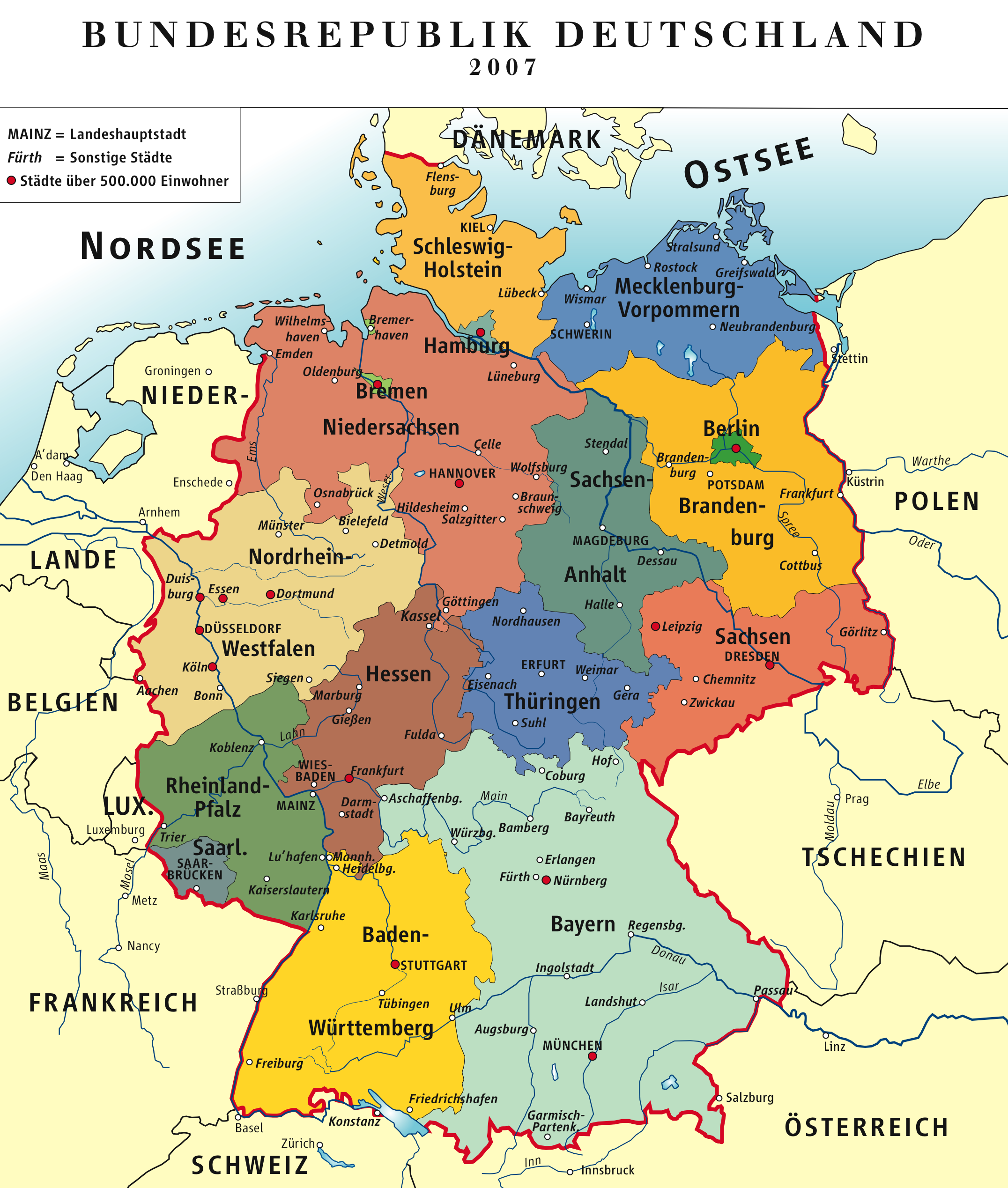
Les États fédérés en Allemagne.

| Land                                                        | Capitale                 | Aire (km2) | Habitants (millions) | Densité (habitants/km2) |
| ----------------------------------------------------------- | ------------------------ | ---------- | -------------------- | ----------------------- |
| Bade-Wurtemberg (Baden-Württemberg)                         | Stuttgart                | 35 751     | 10,880               | 300                     |
| Bavière (Bayern)                                            | Munich (München)         | 70 552     | 12,844               | 177                     |
| Berlin*                                                     | Berlin*                  | 891        | 3,520                | 3 806                   |
| Brandebourg (Brandenburg)                                   | Potsdam                  | 29 480     | 2,485                | 87                      |
| Brême (Bremen) *                                            | Brême (Bremen) *         | 404        | 0,672                | 1 641                   |
| Hambourg (Hamburg) *                                        | Hambourg (Hamburg) *     | 755        | 1,787                | 2 309                   |
| Hesse (Hessen)                                              | Wiesbaden                | 21 115     | 6,176                | 289                     |
| Mecklembourg-Poméranie-Occidentale (Mecklenburg-Vorpommern) | Schwerin                 | 23 182     | 1,612                | 74                      |
| Basse-Saxe (Niedersachsen)                                  | Hanovre (Hannover)       | 47 641     | 7,927                | 168                     |
| Rhénanie-du-Nord-Westphalie (Nordrhein-Westfalen)           | Düsseldorf               | 34 086     | 17,866               | 530                     |
| Rhénanie-Palatinat (Rheinland-Pfalz)                        | Mayence (Mainz)          | 19 853     | 4,053                | 204                     |
| Sarre (Saarland)                                            | Sarrebruck (Saarbrücken) | 2 568      | 0,996                | 409                     |
| Saxe (Sachsen)                                              | Dresde (Dresden)         | 18 417     | 4,085                | 232                     |
| Saxe-Anhalt (Sachsen-Anhalt)                                | Magdebourg (Magdeburg)   | 20 446     | 2,246                | 121                     |
| Schleswig-Holstein                                          | Kiel                     | 15 800     | 2,859                | 179                     |
| Thuringe (Thüringen)                                        | Erfurt                   | 16 172     | 2,171                | 144                     |
| Total                                                       |                          | 357 114    | 82,176               | 231                     |

* Berlin, Brême et Hambourg sont des « villes-Länder » (en allemand « Stadtstaat »). Pour Hambourg et Brême, il s'agit d'un héritage du passé commercial de ces villes (voir Hanse). Elles sont des Länder à part entière.
Chaque Land a sa propre constitution (Verfassung). Il est aussi doté d'un Parlement (Landtag) et d'un gouvernement (Landesregierung) issu de la majorité du Landtag. Il est souverain en matière de culture (enseignement, théâtre, musique, etc.), d'organisation des services de police, de droit communal et de gestion des affaires religieuses. La Fédération peut élargir les compétences des Länder par des prescriptions-cadres : l'enseignement supérieur, l'aménagement du territoire, la protection de la nature et la conservation des sites naturels sont passés de la compétence de la Fédération à celle des Länder. Enfin, les Länder ont la responsabilité de faire respecter les décisions fédérales sur leur territoire. Chacun des Länder peut également lever des impôts. De ce fait, 36 % des impôts directs collectés reviennent aux Länder, l'État fédéral en recevant près de 50 % et les communes se partageant le reste. La loi fondamentale n'a pas délimité strictement certains domaines législatifs : pour le droit civil, le droit pénal, le droit économique, le droit du travail, la politique du logement, la politique énergétique, la circulation routière ou encore la gestion des déchets, les Länder peuvent légiférer, à condition que l'État fédéral les y autorise. Et ce dernier ne peut légiférer que pour un besoin uniforme à l'échelle nationale.
Les Länder sont représentés au niveau fédéral par le Bundesrat (Conseil fédéral), la deuxième chambre du Parlement allemand, qui élabore les lois avec le Bundestag, et qui est composé de 69 membres issus des gouvernements régionaux.
Une des particularités de la démocratie allemande est l'institutionnalisation du rôle des partis politiques : représenter les citoyens et leur apporter une formation politique.

## Transport

Principales lignes de chemin de fer.

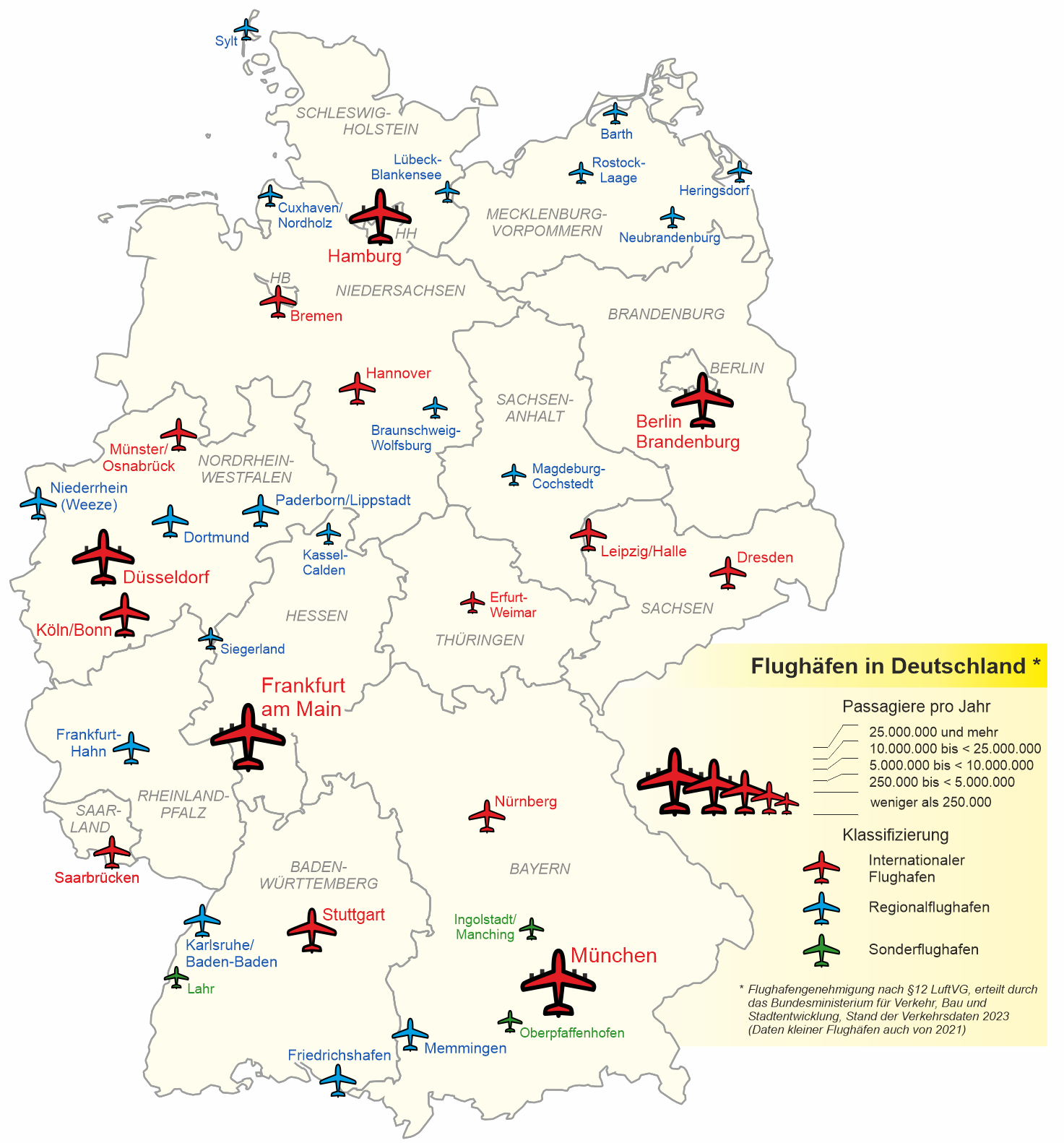
Les aéroports et aérodromes les plus importants.

Le 1er mai 2023, l’Allemagne lance le Deutschlandticket, un passe valable dans tout le pays, sur les transports en commun locaux et régionaux.

### Réseau ferroviaire
La Deutsche Bahn, souvent désignée par son nom commercial Die Bahn ou par le sigle DB, est l'entreprise ferroviaire publique en Allemagne, la plus importante d'Europe après la Russie, tant par la longueur de son réseau, que par le chiffre d'affaires ou les prestations de transport.

### Infrastructures aéroportuaires
Voici une liste des aéroports allemands avec plus de 1 000 000 passagers par an :
- Aéroport de Berlin - Brandebourg
- Aéroport de Francfort-sur-le-Main
- Aéroport Franz-Josef-Strauß de Munich
- Aéroport international de Düsseldorf
- Aéroport Helmut-Schmidt de Hambourg
- Aéroport Konrad-Adenauer de Cologne/Bonn
- Aéroport de Stuttgart
- Aéroport international de Hanovre-Langenhagen
- Aéroport Albrecht-Dürer de Nuremberg
- Aéroport de Francfort-Hahn
- Aéroport de Weeze (Niederrhein)
- Aéroport de Brême
- Aéroport de Leipzig/Halle
- Aéroport de Dresde
- Aéroport de Dortmund
- Aéroport international de Münster Osnabrück
- Aéroport de Karlsruhe-Baden-Baden
- Aéroport de Paderborn-Lippstadt

## Politique et administration

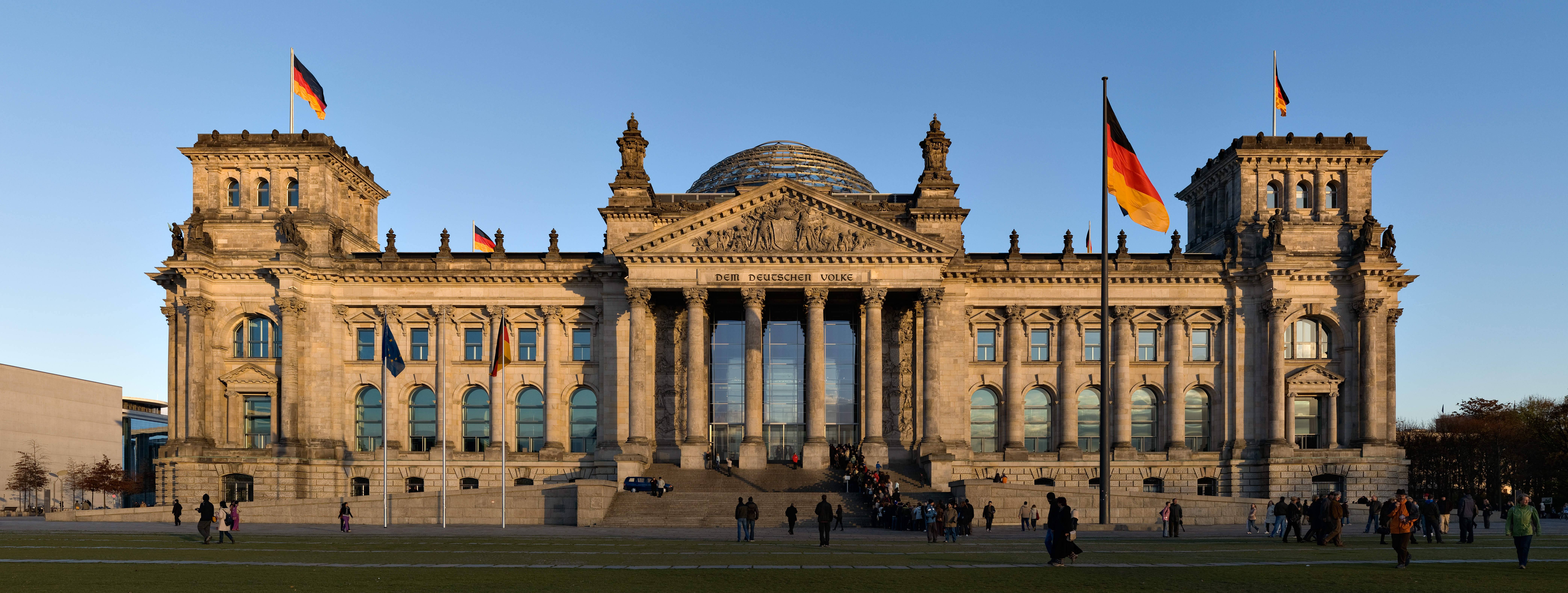
Le Bundestag, à Berlin est la Chambre basse du Parlement, où siègent les députés.

Les alliés occidentaux ont réintroduit une structure fédéraliste en Allemagne en 1949. Le but était de préserver l'unité de la partie occupée par les occidentaux en empêchant le retour d'une Allemagne trop puissante sur le plan politique. Le fonctionnement du système politique allemand est donc régi depuis 1949 par une Constitution appelée Loi fondamentale (Grundgesetz). La Cour constitutionnelle qui siège à Karlsruhe veille à son respect. Depuis cette date, l'Allemagne est donc une république fédérale, composée d'abord de onze Länder, puis de seize depuis 1990. Depuis la réunification des deux Allemagnes la capitale fédérale est Berlin. Les pouvoirs exercés par la seule Fédération concernent les affaires étrangères, la défense, la nationalité, la monnaie, les frontières, le trafic aérien, les postes et télécommunications, et une partie du droit fiscal. Le pouvoir législatif allemand est partagé entre deux chambres, le Bundestag, élu au scrutin mixte pour quatre ans, et le Bundesrat (Conseil fédéral) qui comprend 68 représentants des gouvernements des Länder. Chaque Land donne toutes ses voix pour ou contre une loi.
| |  |  |
| Le président de la République fédérale d'Allemagne, Frank-Walter Steinmeier et le chancelier fédéral, Olaf Scholz. |  |  |

L'accroissement des pouvoirs du Bundesrat met ceux-ci en mesure de bloquer l'action du gouvernement fédéral. En même temps, les compétences de l'État fédéral ont augmenté aux dépens des Länder. L'imbrication des compétences rend toute décision de plus en plus difficile. En effet, le Bundesrat doit se prononcer sur toutes les lois dont le contenu est applicable dans les Länder. En cinquante ans, la proportion de lois fédérales exigeant l'accord du Bundesrat est passée de 10 % à 60 %. En cas de différence de majorité entre les Länder et le gouvernement fédéral, il y a parfois blocage. Cela gêne même l'action de l'Allemagne dans les instances européennes.
Les Länder et le gouvernement fédéral ont donc réfléchi ensemble à une réforme des institutions allemandes qui a été votée en mars 2006. Les prérogatives législatives du Bundesrat sont diminuées. Le Bundesrat ne vote que les lois qui ont un impact sur les budgets des régions. En contrepartie, l'État fédéral abandonne à celles-ci des champs entiers de compétences dans l'éducation, la recherche et l'environnement.
Le président de la République fédérale (Bundespräsident) est élu pour un mandat de cinq ans, renouvelable une fois, au suffrage indirect, c'est-à-dire par les députés du Bundestag et des personnes élues par les parlements des Länder. Il représente l'unité allemande et défend les intérêts de l'Allemagne mais ses prérogatives restent serrées, son rôle étant essentiellement symbolique. Cependant, il s'agit d'une autorité morale respectée et écoutée. L'actuel président fédéral est Frank-Walter Steinmeier ; cet ancien ministre fédéral des Affaires étrangères a été élu à la fonction présidentielle le 12 février 2017.
Le chancelier fédéral (Bundeskanzler) est le chef du gouvernement allemand. Il est élu par les membres du Bundestag, sur proposition du président fédéral pour un mandat de quatre ans, renouvelable à plusieurs reprises. Olaf Scholz (SPD) est l'actuel chancelier fédéral (Bundeskanzler) depuis le 8 décembre 2021 .
La formation de coalitions (généralement désignées par référence aux couleurs qui symbolisent les grands partis) joue un grand rôle dans le fonctionnement politique de l'Allemagne, tant au niveau fédéral que dans chaque Land. Un seul des vingt-et-un gouvernements fédéraux ne reposait sur aucune coalition : le cabinet Adenauer III, entre 1960 et 1961. Deux grands partis dominent traditionnellement ces coalitions et s'opposent électoralement, quand ils ne sont pas unis dans une Grande coalition (große Koalition, de 1966 à 1969, de 2005 à 2009 et de 2013 à 2021 au niveau fédéral) : l'Union chrétienne-démocrate d'Allemagne (Christlich Demokratische Union Deutschlands, CDU, symbolisée par le noir, centre droit démocrate chrétien et libéral-conservateur, présent dans tous les Länder sauf la Bavière) et son allié bavarois l'Union chrétienne-sociale en Bavière (Christlich-soziale Union in Bayern, CSU, symbolisée par le bleu ou le noir, droite démocrate chrétienne et conservatrice), membres du Parti populaire européen, ont dominé le gouvernement fédéral en occupant la chancellerie de 1949 à 1969, de 1982 à 1998 et depuis 2005) ; le Parti social-démocrate d'Allemagne (Sozialdemokratische Partei Deutschlands, SPD, symbolisé par le rouge, centre gauche social-démocrate), membre du Parti socialiste européen, a dirigé l'Allemagne fédérale de 1969 à 1982 et de 1998 à 2005, et deuxième force d'une Grande coalition de 1966 à 1969, de 2005 à 2009 et de 2013 à 2021.
Deux autres partis ont été des partenaires mineurs de coalition au niveau fédéral : le Parti libéral-démocrate (Freie Demokratische Partei, FDP, symbolisé par le jaune, centre libéral), membre du Parti de l'Alliance des libéraux et des démocrates pour l'Europe, a été associé aussi bien à la CDU/CSU (coalition noire-jaune) de 1961 à 1966, de 1982 à 1998 et de 2009 à 2013, qu'au SPD (coalition sociale-libérale ou rouge-jaune) de 1969 à 1982, en s'affirmant pendant longtemps comme la troisième force politique du pays avant de disparaître du Bundestag en 2013 pour revenir en 2017 ; l'Alliance 90 / Les Verts (Bündnis 90 / Die Grünen, symbolisée par le vert, centre gauche écologiste), membre du Parti vert européen, n'a été membre d'un cabinet fédéral qu'en association avec le SPD (coalition rouge-verte) de 1998 à 2005, après avoir connu une progression électorale relativement soutenue depuis les années 1980. Une cinquième formation est représentée au Bundestag depuis 2009 sans avoir jamais fait partie d'une coalition au niveau fédéral et est devenue la troisième force politique allemande (et la première d'opposition) en 2013 : Die Linke (« La Gauche », symbolisé par le rouge, gauche et extrême gauche socialiste démocratique, antilibéral et populiste de gauche), membre du Parti de la gauche européenne. Plus récemment, durant les années 2010, à la suite successivement de la crise de la dette dans la zone euro et à la crise migratoire en Europe, un parti eurosceptique a vu ses résultats électoraux progresser très rapidement (cinquième force lors des élections européennes de 2014, la deuxième lors des élections législatives régionales de 2016 en Saxe-Anhalt et la troisième pour celles de Rhénanie-Palatinat et de Bade-Wurtemberg la même année) : l'Alternative pour l'Allemagne (Alternative für Deutschland, AfD symbolisé par le bleu et le rouge, à l'origine créé par des économistes critiques envers l'euro, devenu davantage national-conservateur depuis 2015 en se réorientant vers des positions anti-immigration et anti-islam.
Au niveau des Länder, au 19 juillet 2016, neuf d'entre eux ont un ministre-président social-démocrate dont quatre dans le cadre d'une coalition rouge-verte (Brême, Rhénanie-du-Nord-Westphalie, Basse-Saxe et Hambourg), deux avec une Grande coalition (Berlin et Mecklembourg-Poméranie-Occidentale), deux dans une coalition en feu tricolore (avec l'Alliance 90 / Les Verts et un parti centriste libéral ou régionaliste, Schleswig-Holstein avec le parti de défense de la minorité danoise de la Fédération des électeurs du Schleswig du Sud ou SSW, et Rhénanie-Palatinat avec le FDP), un avec une coalition rouge-rouge (avec Die Linke, Brandebourg). Quatre Länder ont un chef de gouvernement issu de la CDU, dont deux en Grande coalition (Sarre et Saxe), un avec une coalition noire-verte (avec l'Alliance 90 / Les Verts, Hesse) et un avec une coalition noire-rouge-verte ou kényane (avec le SPD et l'Alliance 90 / Les Verts, Saxe-Anhalt), à quoi s'ajoute un Land traditionnellement dominé par la CSU seule (Bavière). Enfin, deux Länder ont un ministre-président issu d'autres mouvements que les deux grandes forces de gouvernement : le Bade-Wurtemberg a un dirigeant issu de l'Alliance 90 / Les Verts gouvernant en coalition avec la CDU (coalition verte-noire) depuis 2016 après l'avoir fait avec le SPD (coalition verte-rouge) de 2011 à 2016 ; la Thuringe avec un chef issu de Die Linke depuis 2014 qui mène une coalition rouge-rouge-verte (avec le SPD et l'Alliance 90 / Les Verts).

### Défense
La Bundeswehr (en allemand « force de défense fédérale ») est une armée exclusivement servie par des professionnels depuis 2011, composée en avril 2024 de 180 517 militaires, dotée d'un budget de 71,75 milliards d'euros, qui déploie aujourd'hui à l'étranger plus de 2 200 hommes.

### Politique étrangère

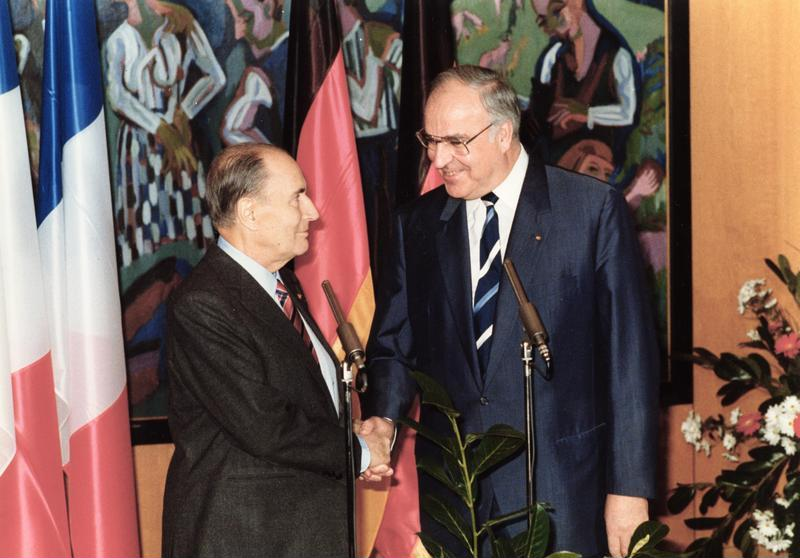
François Mitterrand et le chancelier allemand Helmut Kohl : les deux hommes ont établi entre eux une réelle complicité, formant l'un des nombreux « couples franco-allemands ».

De 1945 à la réunification allemande de 1990, la RFA cultive l'« oubli de puissance ». Elle devient le modèle de l'État-marchand civil qui renonce à toute ambition militaire et rôle important dans les relations internationales. Elle cherche à faire oublier son passé impérialiste en s'intégrant au sein du plus grand nombre d'alliances. De ce point de vue l'entrée de la RFA dans l'OTAN, en 1955, la fait passer de pays occupé à partenaire stratégique des États-Unis. La RFA tient d'autant plus à cette alliance que les États-Unis sont ses principaux protecteurs face à l'Union soviétique. La participation à la CECA en 1951 et à la naissance de la CEE marquent le retour de l'Allemagne dans le jeu européen. Néanmoins, les actions de la RFA sur la scène internationale étaient de l'ordre d'une « diplomatie du chéquier, » la RFA se montrant généreuse sur le plan des solidarités internationales. Le traité de l'Élysée signé en 1963, permet la réconciliation franco-allemande et une coopération profitable pour les deux pays.

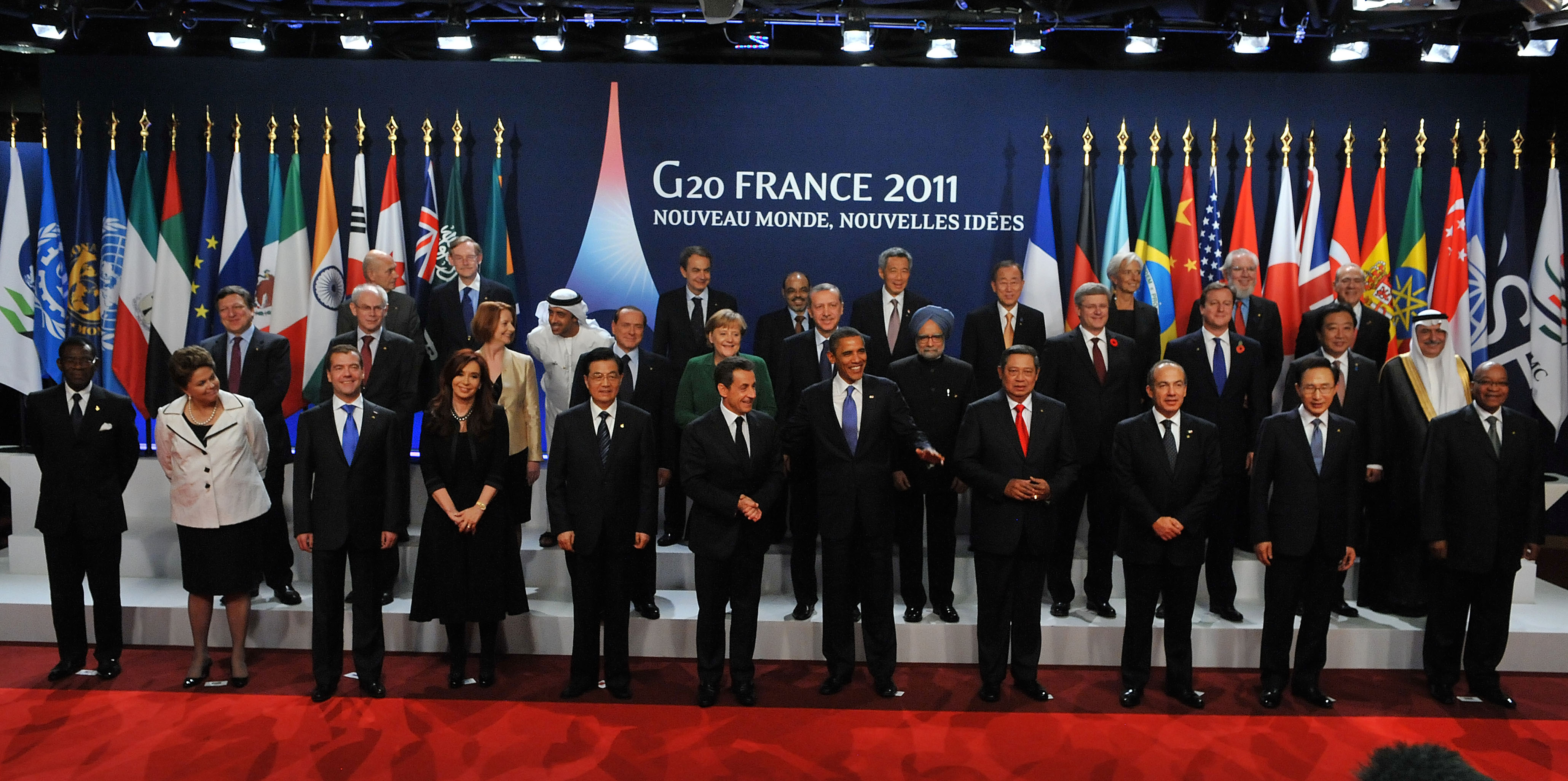
L'Allemagne, un membre fondateur du Groupe des 20.

La chute du communisme et la réunification de l'Allemagne changent le statut du pays. L'unification intéresse directement les quatre vainqueurs de 1945 qui s'étaient partagé quatre secteurs d'occupation. Sans leur accord l'unité allemande est impossible, chacun ayant un droit de veto sur le processus. D'où la signature, à Moscou en 1990, du traité « 4 + 2 » ou « 2 + 4 », ou bien traité de Moscou, son véritable nom étant pour autant « Traité portant règlement définitif concernant l'Allemagne ». Ce traité règle le nouveau statut international de l'Allemagne unie au cœur de l'Europe en fixant définitivement les frontières (art. 1er), et en plafonnant l'armée allemande à 370 000 hommes. Après 45 ans de tutelle étrangère, l'Allemagne retrouve sa souveraineté pleine et entière ; elle redevient un État comme les autres. Forte de sa puissance économique et de sa stabilité, elle s'efforce d'aider les autres États, principalement ses voisins de l'Est, à acquérir cette même stabilité politique. N'ayant plus de visée de puissance ou d'hégémonie, elle promeut les critères environnementaux, les droits de l'homme ou les droits sociaux, elle privilégie la culture d'influence via les investissements économiques dans les pays de l'Europe centrale et orientale dont elle favorise l'intégration à l'Europe politique. Elle est devenue un des piliers de l'Europe. Des troupes allemandes sont intervenues dans le cadre des missions de l'OTAN en Bosnie-Herzégovine, au Kosovo et en Afghanistan. En ce qui concerne ce dernier pays, la Bundeswehr y participe depuis janvier 2002 à la mission de la Force internationale d'assistance à la sécurité (ISAF) de l'OTAN. En 2005, environ 7 000 soldats y étaient stationnés.
En 2020, le gouvernement allemand a stoppé ses exportations d'armes vers les pays impliqués dans les conflits meurtriers au Yémen et en Libye. Néanmoins, le 3 janvier 2021, le gouvernement approuve 1,16 milliard d'euros d'accords de ventes d'armes avec le Moyen-Orient. Les Émirats arabes unis ont de leur côté approuvé l'achat d'armes à l'Allemagne pour un montant de plus de 51 millions d'euros.
Le ministre allemand des finances, Christian Lindner, a émis une invitation ouverte au Royaume-Uni à conclure un nouvel accord pour améliorer les relations commerciales du Brexit le 14 octobre 2023.

### Finances publiques
Après une hausse considérable de la dette publique allemande à cause de paiements forts pour l'Allemagne de l'Est après la réunification allemande et la crise économique à partir de 2008, le taux de la dette publique trouvait son maximum en 2010 (80,9 % du PIB). D'après une étude de la banque Natixis, le déficit réel de l’Allemagne en 2008 est de 5,1 % et non de 3,2 % comme officiellement indiqué. À partir de 2012, l'Allemagne a réalisé des excédents budgétaires sur l'ensemble de l'État et était capable de réduire ses dettes de 80,9 % en 2010 à 63,9 % du PIB (2 092,6 milliards d'euros) en 2017. Cela signifie qu'aussi la dette absolue de l'Allemagne ne grossit plus mais au contraire désormais se rétracte.
- En 2014 l'Allemagne a réussi à réaliser un excédent budgétaire de 18,0 milliards d'euros, soit 0,6 % du PIB[62]. Au total, les recettes publiques ont atteint 1 293,8 milliards d'euros en 2014, pour quelque 1 275,8 milliards d'euros de dépenses.
- En 2015 l'Allemagne a enregistré un excédent de 19,4 milliards d'euros (dont 10,3 milliards pour l'État fédéral), soit 0,6 % du PIB[63].
- En 2016 l'excédent budgétaire s'est augmenté à près de 24 milliards d'euros[64].
- En 2017 l'Allemagne a enregistré un excédent budgétaire record de 38,4 milliards d'euros, soit 1,2 % du PIB[65].
- En 2018 l'excédent budgétaire s'est augmenté à 58,0 milliards d'euros, soit 1,7 % du PIB[66].

Par conséquent, l'Allemagne respecte le critère sur le déficit budgétaire du Pacte de stabilité et de croissance de la zone euro, qui limite le déficit à 3 % du PIB ainsi que les critères du Pacte budgétaire européen de 2012 qui limitent le déficit structurel à 0,5 % du PIB pour l'objectif budgétaire à moyen terme. La dette publique allemande rapportée au PIB pourrait passer dès 2018, avant l'objectif visé de 2019, sous le plafond de 60% fixé par l'Union européenne.
En 2009 l'Allemagne a introduit un frein à l'endettement pour continuer à atteindre des budgets publics sans déficits structurels (Länder, États fédéraux) ou au maximum un déficit très limité (0,35 % du PIB pour l'État fédéral). Le frein à l'endettement est maintenant fixé en article 109 paragraphe 3 de la Loi fondamentale. Entre-temps, quelques Länder ont aussi adopté le frein d'endettement dans leurs constitutions régionales. Avec le frein d'endettement, le déficit structurel fédéral, et non le déficit conjoncturel, ne doit plus surmonter 0,35 % du PIB à partir de 2016. Pour les Länder, des déficits structurels sont complètement interdits à partir de 2020. Seule exception sont des catastrophes naturelles ou récessions fortes.
La notation financière de l'Allemagne par les trois agences de notation les plus suivies Moody's, Standard & Poor's et Fitch est AAA, la note maximale. L'emprunt d'État à long terme 10 à (30 ans) émis par l'Allemagne s'appelle Bundesanleihe et constitue le marché directeur des taux d'intérêt à moyen et long terme dans la zone euro.

### Droits humains
Selon une enquête, 22 % des personnes vivant en Allemagne ont été victimes de racisme.

## Population et société

### Démographie
L'Allemagne est peuplée d'un peu plus de 84,7 millions d'habitants en juin 2024, dont environ 13,1 millions d'étrangers. Avec ses 237 habitants par km2, l'Allemagne est l'un des pays les plus densément peuplés d'Europe (après les Pays-Bas, la Belgique et le Royaume-Uni). C'est le pays le plus peuplé de l'Union européenne. L'Ouest du pays reste plus peuplé que l'Est. En effet, on rencontre d'importantes concentrations urbaines à l'Ouest (région métropolitaine Rhin-Ruhr), dans le Sud-Ouest (région Rhin-Main, région métropolitaine Rhin-Neckar) et le Sud du pays (région métropolitaine de Stuttgart, région métropolitaine de Munich).
Le taux de natalité de l'Allemagne est l'un des plus faibles du monde (9,5 %) et son accroissement naturel est négatif depuis les années 1980 pour les onze Länder de l'Ouest, et dès 1972 à l'échelle nationale. Le nombre de naissances a atteint un minimum en 2011 avec 662.685 avant de remonter dans les années suivantes jusqu'à 792,000 naissances en 2016 du fait d'une immigration augmentée et une politique familiale plus ambitieuse. En 2016, le taux de fécondité allemand est de 1,60 enfant par femme et se trouve proche de la moyenne de l'Union européenne. Jusqu'au début des années 1990 cependant, les cinq Länder de l'Est avaient un taux de fécondité bien plus élevé qu'à l'Ouest, mais la natalité de l'Est est aujourd'hui aussi faible que celle de l'Ouest. Une des raisons de cette faible fécondité résidait dans la difficulté pour les femmes de concilier vies familiale et professionnelle. Cela s'est amélioré dans les dernières années grâce à l'ouverture de beaucoup de nouvelles crèches.
Durant longtemps, l'Allemagne a été réticente à toute politique incitative qui lui rappelait l'époque nazie ou, en RDA, celle communiste. La récente coalition CDU-SPD a pris une série de mesures, sous la houlette de l'ancienne ministre de la Famille, des Personnes âgées, des Femmes et de la Jeunesse, Ursula von der Leyen, qui bouleversent la politique familiale. En 2007, un salaire parental a été créé. Il vient s'ajouter aux allocations familiales. Le parent qui arrête son travail pendant un an touche une allocation représentant 67 % du salaire perdu, avec un plafond de 1 800 euros et un minimum de 300 euros. La ministre a décidé la construction de crèches représentant 500 000 places jusqu'en 2013 pour les enfants de un à trois ans. Le nombre de places en crèches a atteint de nouveaux sommets en 2014. L'aménagement du temps de travail, indispensable au développement de toute politique familiale, commence à entrer dans les négociations collectives. Ainsi, en 2016, l'Allemagne applique une des politiques familiales les plus coûteuses au monde, avec un total de 156 mesures, pour un coût annuel total de 55,4 milliards d'euros. En 2019, les allocations familiales sont augmentées de 10 € par mois et enfant : 204 € au lieu de 194 € pour le premier et deuxième enfant, 210 € au lieu de 200 € pour le troisième enfant et 235 € au lieu de 225 € par mois pour le quatrième enfant et les enfants suivants. Une nouvelle augmentation de 15 € par mois et enfant est prévue pour 2021.
Actuellement, la population allemande n'augmente que grâce à un solde migratoire positif. En 2018, ce solde migratoire net a atteint un niveau entre 340 000 et 380 000 personnes, mais le nombre de naissances était inférieur à celui des décès par 150 000 à 180 000. L'essentiel des nouveaux immigrés en Allemagne est originaire des pays de l'Union européenne.
Pour résoudre le problème du financement des retraites, les assemblées allemandes ont choisi d'élever l'âge légal du départ à la retraite de 65 à 67 ans entre 2012 et 2029. Il est ensuite question de le repousser à 69 ans et quatre mois. Les retraites en Allemagne sont assez faibles, ne représentant que 48 % du salaire moyen.
L'Allemagne accueille environ 13.1 millions d'étrangers, parmi lesquels les Turcs forment la plus importante minorité avec 1,5 million de ressortissants, devant les Italiens, les Polonais, les Russes et les Grecs.
L'Allemagne durcit son encadrement de l'immigration et des procédures d'intégration des nouveaux arrivants, et adopte en 2005 la Zuwanderungsgesetz (de), ou loi sur l'immigration, qui comprend la reconnaissance de l'Allemagne en tant que « pays d'immigration ».
Cette nouvelle loi sur l'immigration touche aussi la loi sur la Natalité, facilitant l'obtention du statut de Citoyen pour les enfants nés sur le territoire allemand d'au moins un parent ayant vécu légalement en Allemagne pendant cinq ans.

### Villes
Le tableau ci-dessous donne la liste des principales aires urbaines au sens de l'Eurostat :
| 1  | Berlin                | 4 971 331 | 3 644 826 |
| 2  | Hambourg              | 3 134 620 | 1 841 179 |
| 3  | Munich                | 2 531 706 | 1 471 508 |
| 4  | Cologne               | 1 873 580 | 1 085 664 |
| 5  | Francfort-sur-le-Main | 2 517 561 | 753 056   |
| 6  | Stuttgart             | 2 663 660 | 634 830   |
| 7  | Düsseldorf            | 1 525 029 | 619 294   |
| 8  | Leipzig               | —         | 587 857   |
| 9  | Dortmund              | 4 950 000 | 587 010   |
| 10 | Essen                 | 5 302 179 | 583 109   |
| 11 | Brême                 | 1 249 291 | 569 352   |
| 12 | Dresde                | —         | 554 649   |
| 13 | Hanovre               | 1 294 447 | 538 068   |
| 14 | Nuremberg             | 1 288 797 | 518 365   |
| 15 | Duisbourg             | 5 302 179 | 498 590   |

Dans le dernier classement de Mercer des villes les plus agréables à vivre dans le monde de mars 2019, cinq villes allemandes se trouvent parmi les 25 premières, en offrant une très haute qualité de vie à leurs habitants : Munich (3e), Düsseldorf (6e), Francfort (7e), Berlin (13e), Hambourg (19e) et Nuremberg 23e.

### Langues
| - Faust spricht mit dem Erdgeist (« Faust parle avec le Erdgeist ») de Margret Hofheinz-Döring en 1969. - L'Allemand parlé : extrait du Faust de Goethe. |

L'allemand est une langue indo-européenne appartenant à la branche occidentale des langues germaniques, de même que le néerlandais ou l'anglais. 92 % de la population a l'allemand comme langue maternelle, ce qui indique une très grande homogénéité linguistique. 8 % de locuteurs parlent une autre langue : le danois, le frison septentrional, le frison oriental, le sorabe, le polonais, les parlers de deux groupes roms (les Sintis et les Roms allemands) ainsi que le turc, le kurde, ou le serbe.
Il s'agit d'une estimation, car il n'existe en Allemagne aucun recensement basé sur les données linguistiques. Les immigrés ont contribué à l'élargissement du champ linguistique.
L'allemand standard, appelé en Allemagne Hochdeutsch, n'est pas la langue vernaculaire de tous les germanophones. En effet, plusieurs millions d'Allemands parlent dans leur vie quotidienne l'un des dialectes allemands. Ces nombreux dialectes peuvent être rattachés géographiquement à trois groupes, du nord au sud : le bas-allemand (Niederdeutsch), le bas francique, au centre les dialectes du moyen-allemand occidental et du moyen-allemand oriental, et au sud le haut allemand : le bavarois, l'alémanique, le francique méridional et le francique oriental (voir la liste complète des dialectes dans l'article détaillé sur la langue allemande). La différenciation nord-sud (bas-allemand / haut-allemand) est apparue à partir du VIe siècle. En 1980, on estimait qu'environ 50 % des Allemands utilisaient dans leur vie quotidienne l'un de ces dialectes sans jamais l'écrire.
L'anglais est très répandu, et est la première langue étrangère et commerciale : le quotidien Aktuelle Woche estime[source insuffisante] qu'au moins 50 % des Allemands parlent anglais, ou ont des notions d'anglais, et 30 % des Allemands parleraient anglais couramment. Le français, qui avait un taux de connaissance de quelque 15 % dans les années 1970, a maintenant moins de 5 % de locuteurs en seconde langue[réf. nécessaire].

#### Minorités linguistiques historiques
Les lois fédérales reconnaissent quatre minorités nationales : les Danois, les Frisons, les Sorabes et les Tsiganes. Les quatre communautés reconnues ont fondé en 2004 un Conseil des minorités doté d'une convention commune pour promouvoir leurs intérêts devant le gouvernement fédéral[réf. souhaitée].
Les Sorabes ou Sorbes, qui constituaient une minorité protégée dans la République démocratique allemande, vivent dans la région de la Lusace (dans les Länder de Saxe et de Brandebourg), qui est subdivisée en Haute Lusace et Basse Lusace. Ils parlent les langues slaves occidentales haut-sorabe et bas-sorabe (en sorabe hornjoserbšćina et delnjoserbšćina), et forment, avec 60 000 personnes, la minorité nationale reconnue la plus importante. Ils ont réussi à maintenir leur culture et leur langue malgré les tentatives de germanisation dans le passé. Tous parlent aussi l'allemand, le taux de bilinguisme atteignant près de 100 %[réf. souhaitée]. Le sorabe se situe entre le tchèque et le polonais et s'écrit en caractères latins complétés par quelques signes diacritiques. Le haut sorabe est phonétiquement proche du tchèque mais dispose d'un lexique apparenté au polonais, alors que le bas sorabe à l'inverse est phonétiquement proche du polonais, mais utilise un lexique plus proche du tchèque.
La ville de Budisse (Budyšin ou Budyšyn en sorabe) est considérée comme le centre des sorabes de la Haute Lusace, et la ville de Cottbus (Chóśebuz en sorabe) est considérée comme le centre politique et culturel des sorabes de la Basse Lusace.
Les Frisons vivent dans la Frise, principalement dans la région côtière du nord-ouest du Land de Schleswig-Holstein. Ils parlent le frison septentrional et le frison oriental, qui font partie du groupe des langues germaniques occidentales. Ils constituent avec l'anglais et le scots la branche anglo-frisonne de ce groupe. Ils ressemblent étroitement au vieil anglais, mais aussi au néerlandais et au bas-allemand.
Dans la moitié nord du Land de Schleswig-Holstein, il existe une petite minorité danoise (en danois : det danske mindretal i Sydslesvig), parlant le sydslesvigsdansk, le danois du sud du Schleswig. La minorité danoise représente environ 50 000 personnes. Elle dispose d'organisations culturelles, d'une Église (rattachée à l'Église du Danemark) et d'écoles spécifiques. La minorité danoise est reconnue officiellement et protégée dans le cadre de l'accord germano-danois de 1955 et de la convention-cadre sur les minorités du Conseil de l'Europe. La Fédération des électeurs du Schleswig du Sud, son parti, est exemptée de la règle des 5 % pour être représentée au parlement régional.

#### Présence française
Entre 1570 et 1815, des centaines de milliers de Huguenots, ou protestants français, fuient la France pour s'installer dans les États allemands du Saint-Empire romain germanique. Après 1685 et la révocation de l'édit de Nantes en France par Louis XIV, les départs de protestants pour les États allemands s'accélèrent. On retrouve de nos jours les descendants de ces protestants à travers leurs noms, à consonance française comme Theodor Fontane.
Avant 1815, date du congrès de Vienne, certaines régions frontalières comme celle de Landau étaient françaises. En 1815, l'Alsace sera maintenue française, mais les régions au-delà du Rhin ou au nord de la Lorraine, dont la Sarre et Sarrelouis, furent cédées aux États de la Confédération germanique dont la Prusse et la Bavière. Avec le temps et les divers conflits, les minorités francophones de ces régions[Lesquelles ?] ont disparu.
Un regain[En quoi ?] pour la langue française va revenir avec le rapprochement franco-allemand des années 1960, initié par les présidents de Gaulle et Adenauer. L'Institut français d'Allemagne y fait la promotion du français depuis 1949. Sur les 200 structures d'Institut français à travers le monde, l'Institut français d'Allemagne est un des plus développés[précision nécessaire] sur la planète.
On estime en 2022 à plus de 12 millions le nombre de francophones en Allemagne.

### Religions
Les guerres de Religion ont déchiré les Allemands aux XVIe et XVIIe siècles, au cours de la guerre de Trente Ans. La réforme luthérienne est introduite par le moine augustin Martin Luther. La diffusion de la Dispute de Martin Luther sur la puissance des indulgences (titre latin Disputatio pro declaratione virtutis indulgentiarum), plus connue comme les Quatre-vingt-quinze thèses, a déclenché la Réforme en Allemagne. Le document aurait été placardé à la porte de l'église de Wittemberg (aujourd'hui en Saxe-Anhalt) le 31 octobre 1517. Les 95 thèses sont finalement condamnées le 15 juin 1520 par la bulle Exsurge Domine du pape Léon X. Luther, alors ouvertement en conflit avec l'Église, est excommunié au début de l'année suivante.

En vert : principalement catholique ;
en rouge : principalement protestant.

Aujourd'hui, le Nord et l'Est de l'Allemagne sont majoritairement protestants. La grande majorité des protestants allemands appartient à l'Église protestante en Allemagne qui rassemble 24,9 % de la population. Des majorités catholiques se trouvent avant tout en Rhénanie, au sud du Bade-Wurtemberg et en Bavière où est né le pape Benoît XVI. La population est catholique pour 27,2 %. L'Est de l'Allemagne et Hambourg sont majoritairement sans confession mais la première religion reste le luthéranisme. Enfin, l'islam est pratiqué par la communauté turque, concentrée dans la Ruhr et à Berlin. La population alévi bektachi est estimée entre 500 000 et 625 000. En 2000, l'Allemagne accorde aux alévis le statut de « communauté religieuse ».
En Allemagne existe la Kirchensteuer, un impôt destiné aux institutions religieuses.
| Religion                        | Membres    | En % de la population | Année | Source |
| ------------------------------- | ---------- | --------------------- | ----- | ------ |
| Sans religion                   | 32 271 500 | 38,8 %                | 2019  | fowid  |
| Église catholique en Allemagne  | 22 600 300 | 27,2 %                | 2019  | fowid  |
| Église protestante en Allemagne | 20 713 200 | 24,9 %                | 2019  | fowid  |
| Islam                           | 4 325 000  | 5,2 %                 | 2019  | fowid  |
| Autres religions                | 3 290 000  | 4,0 %                 | 2019  | fowid  |

Églises (édifices)
Quelques-unes des plus grandes et fameuses églises d'Allemagne :
- la cathédrale d'Aix-la-Chapelle (patrimoine mondial de l'UNESCO)
- la cathédrale de Cologne, en Rhénanie-du-Nord-Westphalie, dont la flèche atteint 157,38 m (tour Nord), est la plus haute église avec deux clochers (patrimoine mondial de l'UNESCO)
- la Frauenkirche de Dresde
- la cathédrale Saint-Martin de Mayence, qui a fêté son millénaire en 2009.

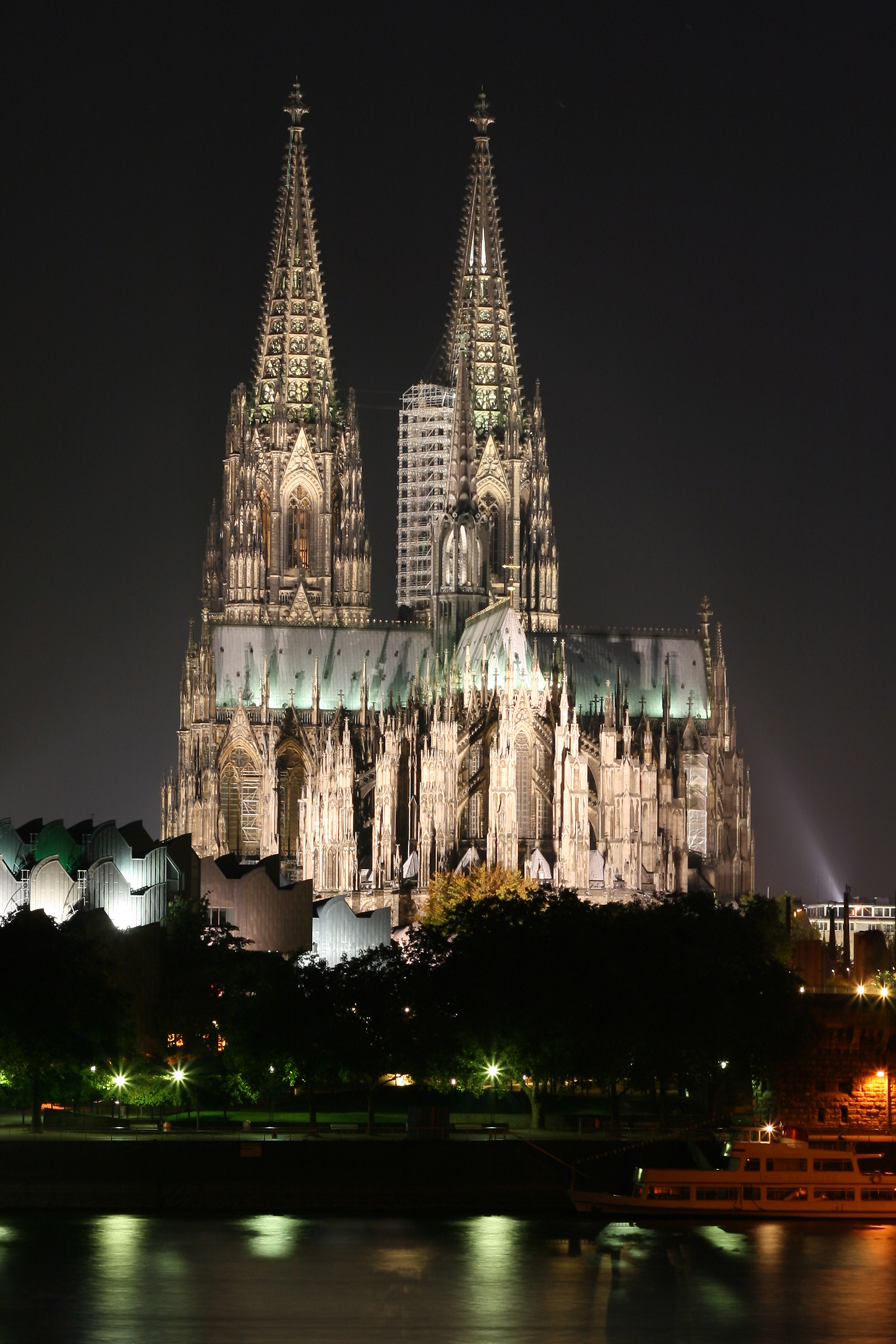
La cathédrale de Cologne.

- l'église abbatiale Saint-Michel de Hildesheim et la cathédrale Sainte-Marie de l'Ascension de Hildesheim à Hildesheim, Basse-Saxe (patrimoine mondial de l'UNESCO)
- l'église Saint-Martin à Landshut, en Bavière, est le plus haut édifice en brique du monde.
- l'église Sainte-Marie de Lübeck à Lübeck, dans le Schleswig-Holstein, était un modèle pour la plupart des églises en brique le long de la mer Baltique. Elle est la deuxième plus grande église avec deux clochers (dépassée seulement par la cathédrale de Cologne) et la plus grande avec deux clochers en brique. Elle possède la plus grande voûte en brique et est inscrite au patrimoine mondial de l'UNESCO. La plus longue église en brique est la cathédrale de Lübeck.
- la cathédrale de Spire, en Rhénanie-Palatinat, est la plus grande cathédrale de style roman au monde (patrimoine mondial de l'UNESCO).
- la cathédrale d'Ulm, dans le Bade-Wurtemberg, détient toujours la plus haute flèche d'église du monde, avec ses 161,53 m de haut. Initialement une maison de Dieu pour les catholiques, la cathédrale d'Ulm est devenue après les réformes de 1529 à Ulm la plus grande église protestante du monde.
- l'église de pèlerinage de Wies à Steingaden, en Bavière, est l'une des plus belles églises de style rococo dans le monde (patrimoine mondial de l'UNESCO).
- l'église St Nikolai à Wismar (patrimoine mondial de l'UNESCO).

### Éducation et enseignement
La plus ancienne université en Allemagne fut fondée à Heidelberg en 1386 (facultés de philosophie, de théologie, de jurisprudence et de médecine). Avec douze lauréats du prix Nobel de physique, sept lauréats du prix Nobel de chimie, six lauréats du prix Nobel de physiologie ou médecine, deux lauréats du prix Nobel de la paix et un lauréat du prix Nobel de littérature, elle est associée avec presque la moitié de tous les lauréats du prix Nobel de l'Allemagne en général. L'université de Hagen constitue le plus grand campus du pays avec environ 76 000 étudiants.
Dans le palmarès 2022 du Times Higher Education World Rankings, il y a sept universités allemandes dans le top 100 : Université Louis-et-Maximilien de Munich (32e), Université technique de Munich (38e), Université de Heidelberg (42e), Hôpital universitaire de la Charité de Berlin (73e), Université Humboldt de Berlin (74e), Université Eberhard Karl de Tübingen (78e) et Université libre de Berlin (83e).

### Fêtes et jours fériés
Les fêtes et jours fériés en Allemagne varient en fonction du Land considéré, mis à part le Jour de l'Unité allemande qui est la fête nationale. Néanmoins, les seize Länder partagent neuf jours fériés en commun.
| Date                    | Nom français              | Nom local                 | Remarques |
| ----------------------- | ------------------------- | ------------------------- | --- |
| 1er janvier             | Jour de l'an              | Neujahrstag               | Jour de l'an, célébration chrétienne de la fête de Marie (mère de Jésus) |
| Mars / avril            | Vendredi saint            | Karfreitag                | Célébration chrétienne de la passion et de la mort du Christ. |
| Mars / avril            | Lundi de Pâques           | Osternmontag              | Célébration chrétienne de la résurrection du Christ. |
| 1er mai                 | Fête du Travail           | Tag der Arbeit            | Fête des travailleurs. |
| 40 jours après Pâques   | Ascension                 | Christi Himmelfahrt       | Célébration chrétienne qui marque la dernière rencontre de Jésus avec ses disciples après sa résurrection et son élévation au ciel. |
| 7 semaines après Pâques | Lundi de Pentecôte        | Pfingstmontag             | Célébration chrétienne de l'effusion du Saint-Esprit sur un groupe de disciples de Jésus de Nazareth, dont les Douze Apôtres. |
| 3 octobre               | Jour de l'Unité allemande | Tag der Deutschen Einheit | Fête nationale allemande. Elle est célébrée depuis 1990 au 3 octobre, jour anniversaire de la réunification du pays. C’est en Allemagne le seul jour férié en application du droit fédéral, tous les autres sont fixés par les droits régionaux. |
| 25 et 26 décembre       | Noël                      | Weihnachstag              | Célébration chrétienne de la naissance du Christ |

## Économie

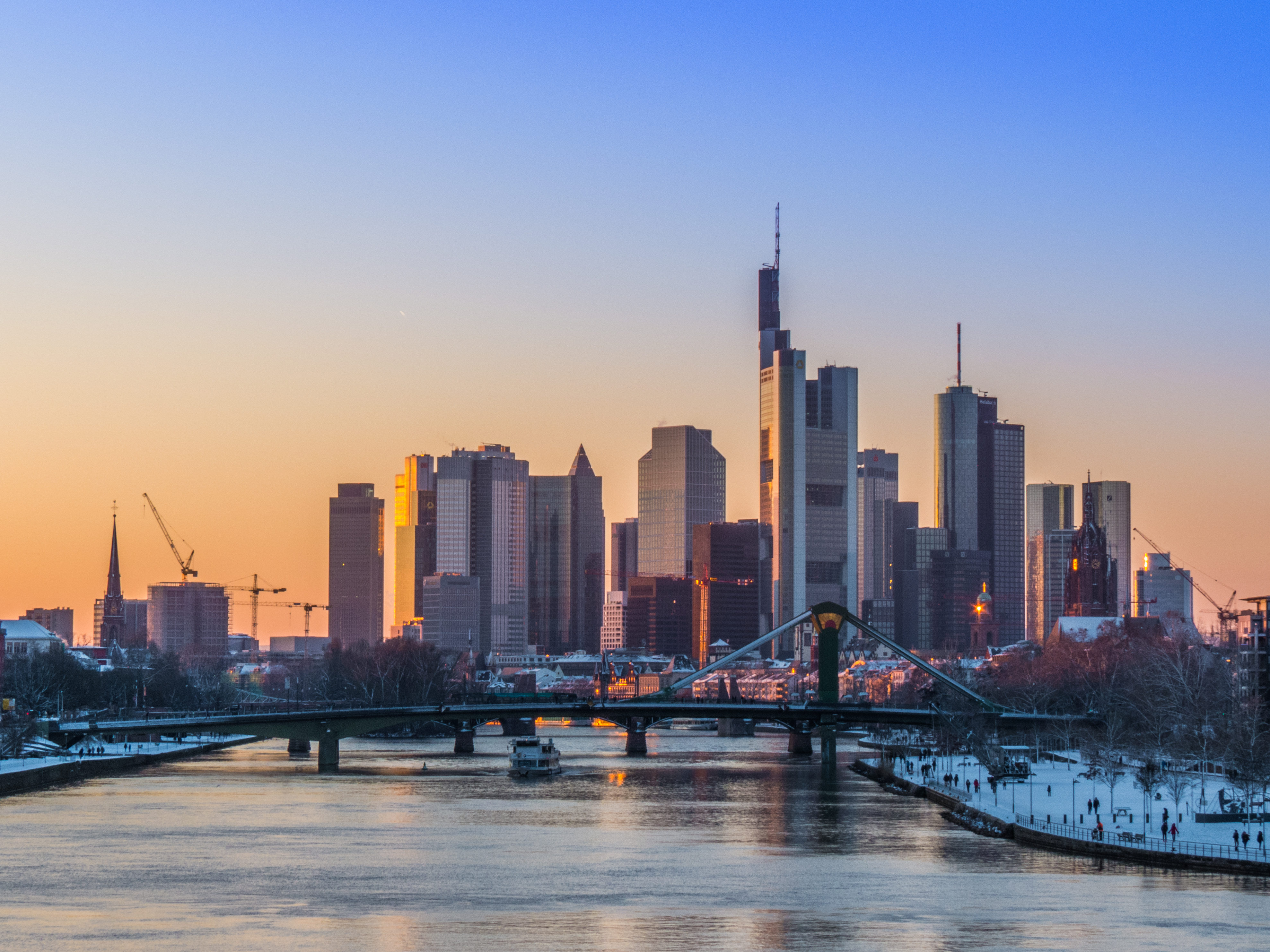
Francfort-sur-le-Main, place financière et ville d'affaires.

L'Allemagne est la première puissance économique de l'Union européenne. Elle figure au quatrième rang mondial depuis 2008 derrière les États-Unis, le Japon, et la Chine mais devant la France et le Royaume-Uni. Elle possède pour cela de nombreux atouts : un marché intérieur important, une population active qualifiée grâce à l'apprentissage professionnel, et un niveau de vie élevé. Les entreprises et les syndicats allemands fonctionnent en cogestion. Le PIB allemand s'élève à 3 876 milliards de dollars (GDP 2014, Fonds monétaire international). Le commerce extérieur représente un tiers du PNB : avec un volume d'exportations de 1 134 milliards d'euros (2014). L'excédent commercial était le plus élevé du monde en 2014 avec 217 milliards d'euros. Le principal moteur de ce commerce extérieur est l'industrie, dont le pourcentage dans le total des exportations se situe à quelque 84 % (2004).
L'économie allemande dispose d'un réseau de communication de première qualité : le plus long réseau autoroutier d'Europe, un réseau ferré particulièrement dense et trois axes navigables, le Rhin premier fleuve mondial pour le fret, la liaison Rhin-Main-Danube et le canal du Mittelland.
L'Allemagne est la quatrième puissance maritime économique du monde. Au 1er janvier 2013, sa flotte s'élevait à 3 833 navires, totalisant 125,778 millions de tonnes de port en lourd, dont 109,136 millions battant pavillon étranger et répartis sur 3 437 unités. 52,41 % de la totalité du tonnage est immatriculée au Liberia et 10,43 % à Antigua-et-Barbuda, contre seulement 13,23 % en Allemagne.
Certaines entreprises allemandes occupent la première place du marché mondial dans leur domaine, par exemple BASF dans l'industrie chimique, Munich Re (aussi Münchener Rück) dans la réassurance, Aldi et Lidl pour les supermarchés hard-discount. D'autres entreprises occupent la première place européenne dans leur domaine, par exemple Volkswagen dans la construction automobile, Bosch pour les équipementiers automobiles, Deutsche Bahn pour les entreprises ferroviaires, Lufthansa pour les compagnies aériennes, DHL pour la logistique, SAP pour les entreprises de logiciels ou Adidas dans la fabrication d'articles de sport. En outre, le pays compte nombre de petites et moyennes entreprises, qui forment le « Mittelstand » et les « champions cachés » occupent la première place du marché mondial ou européen dans une niche,.
En 2024, l'Allemagne est classée en 9e position pour l'indice mondial de l'innovation.
L'évasion fiscale représente environ 165 milliards d'euros par an selon l'ONG Tax Justice Network.
Les inégalités comptent parmi les plus élevées d'Europe et se traduisent notamment par des bas salaires dans de nombreux secteurs. Ainsi, 22,5 % des actifs gagnent moins de 10,50 € de l'heure contre seulement 8,8 % pour la France.
L'Allemagne est confrontée depuis 2004 à une envolée du prix des loyers, pouvant déboucher sur l'éclatement d'une bulle immobilière. Entre 2016 et 2017, les prix ont augmenté de plus de 20 % à Berlin.

### Industrie

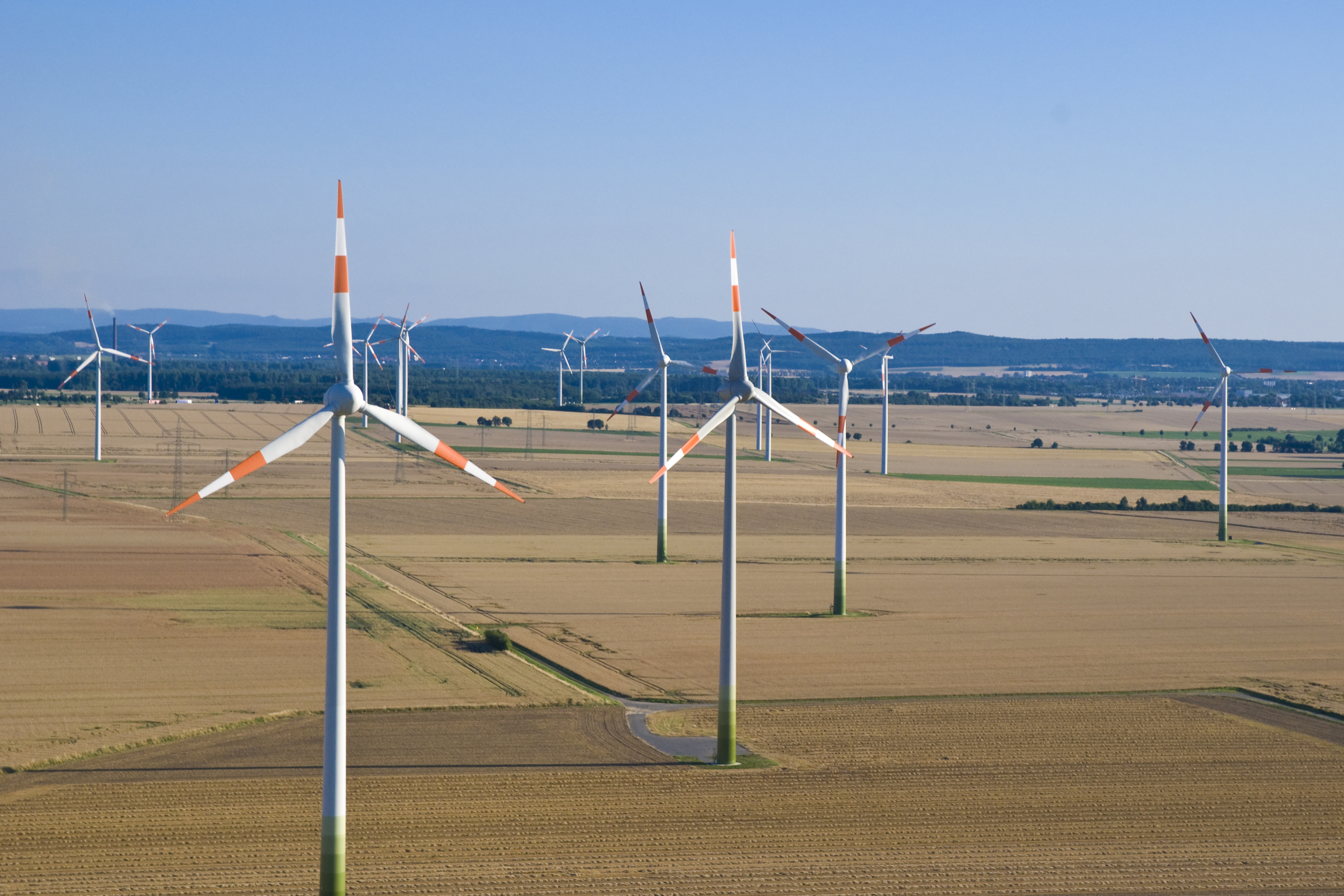
Éoliennes en Allemagne.

L'industrie est un secteur économique très important en Allemagne. Environ 33 % de la population active travaille dans ce secteur. Les principaux secteurs en chiffre d'affaires sont la construction automobile avec 777 000 salariés en 2004, suivie par l'électrotechnique avec 799 000 salariés, la construction mécanique avec 868 000 salariés et l'industrie chimique. À côté des grandes entreprises mondialement connues comme Siemens, Volkswagen, ThyssenKrupp, Allianz, Bosch, BASF ou Bayer, les PME/PMI emploient plus de 20 millions de salariés. Dans la construction mécanique, secteur où la RFA détient 19,3 % du marché mondial, la grande majorité des entreprises a moins de 200 salariés. Ces succès sont dus à la réputation de bonne qualité des produits allemands en général. Les entreprises allemandes dépendent peu des banques pour leur financement. Grâce à leurs bons rendements, près de 70 % d'entre elles peuvent couvrir elles-mêmes leurs besoins financiers.
La construction automobile fournit 40 % des exportations allemandes. Un salarié sur sept travaille dans ce secteur. Les grands constructeurs Volkswagen et Audi, BMW, Daimler AG, Porsche et Opel, ce dernier filiale allemande de PSA depuis 2017, font de l'Allemagne le troisième producteur d'automobiles mondial. Environ six millions de voitures sortent chaque année des chaînes de montage allemandes et 4,8 millions de voitures de marque allemande sont produites à l'étranger.
L'industrie automobile allemande traverse une période de fortes convulsions due au dieselgate, au déploiement de l'électromobilité à marche forcée, et aux changements de paradigme tels que l'autopartage et le véhicule autonome. L'arrivée de Tesla dans le Brandebourg, aux portes de Berlin, va compliquer la situation. En 2020, la pandémie de Covid-19 vient encore affaiblir l'industrie automobile du pays, car les gens auront « tout autre chose en tête que l'achat d'une nouvelle voiture », dans tous les marchés, qu'ils soient européens, chinois ou américains. En matière d'emploi, eu égard aux changements de paradigme, The Shift Project s'attend à « bilan globalement négatif […] qui ne sera probablement pas entièrement compensé par le développement des mobilités actives et partagées ».

### Autres secteurs

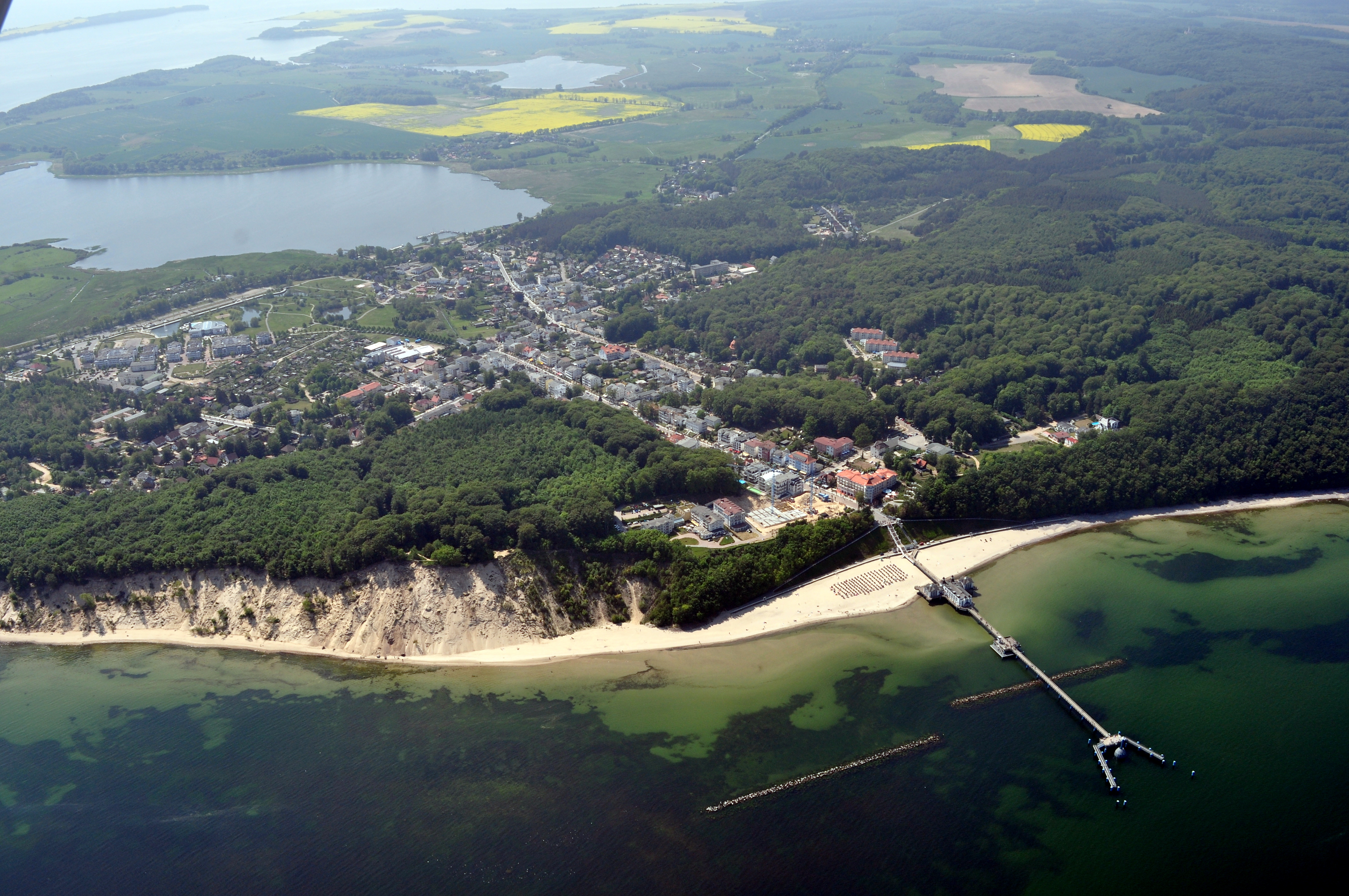
Stations balnéaires comme destinations touristiques importantes : Sellin, île de Rügen.

Comme dans toutes les économies développées, le secteur tertiaire est le premier employeur allemand. Près de 28 millions de personnes y travaillent dont 10 millions dans le commerce, l'hôtellerie, la restauration et les transports. Ce secteur est constitué à plus de 40 % de PME/PMI.
Le tourisme est en Allemagne un facteur économique important. L'Allemagne est le leader mondial du tourisme d'affaires avec une part de 11 % des voyages d'affaires internationaux. Des concerts, des festivals et de grandes manifestations sportives attirent beaucoup de vacanciers. Pour ne citer que quelques exemples, il y a les fêtes de rues ou les marchés de Noël.
Par ses infrastructures touristiques green, l'Allemagne investit au XXe siècle dans tourisme durable et le tourisme responsable, sous pression de la demande du public allemand.
En 2019, l’Allemagne a accueilli plus de 39 millions de touristes, soit 3,7 % d’augmentation par rapport à 2018. La même année, les dix principaux pays d'origine des touristes étaient : 
1. Pays-Bas : 11 673 952 nuits ;
2. Suisse : 7 138 970 nuits ;
3. États-Unis : 6 979 298 nuits ;
4. Royaume-Uni : 5 623 110 nuits ;
5. Autriche : 4 339 568 nuits ;
6. Italie : 4 160 552 nuits ;
7. France : 3 851 134 nuits ;
8. Danemark : 3 496 212 nuits ;
9. Pologne : 3 421 704 nuits ;
10. Belgique : 3 291 127 nuits.

Quoique densément peuplée et fortement industrialisée, l'Allemagne offre encore une large place à la nature. Les forêts recouvrent 29 % du territoire. La forêt bavaroise constitue le plus grand espace de montagnes boisées en Europe centrale et la Forêt-Noire conserve toujours un caractère sauvage. Il y a des siècles de gestion durable des forêts en Allemagne.
L'agriculture allemande est également très importante : pour comparaison, l'Allemagne se situe juste derrière la France pour la production céréalière mais la devance, et occupe ainsi le premier rang européen, en ce qui concerne la production laitière. Depuis 2007, les exportations agro-alimentaires allemandes ont dépassé celles de la France pour parvenir au second rang mondial, derrière les États-Unis.

### Économie tournée vers l'espace mondial

L'Allemagne est membre de la zone euro.

L'économie allemande est particulièrement orientée vers le marché mondial. Les grands partenaires commerciaux de l'Allemagne sont la France, les États-Unis, l'Italie et le Royaume-Uni. Mais l'Allemagne, qui a retrouvé un rôle de pivot de l'Europe depuis la chute du communisme et la réunification, cherche à développer de nouveaux débouchés. Elle a accru sa présence en Europe de l'Est. Depuis le début des années 1990, une partie de la production allemande a été délocalisée vers ces pays, si bien que 830 000 personnes travaillaient pour des entreprises allemandes dans les anciens pays communistes en 2002, contre presque aucune avant 1990. Des entreprises allemandes ont aussi absorbé des entreprises locales comme Volkswagen qui a racheté le constructeur tchèque Skoda. Au total, plus de 10 % des exportations allemandes se font vers ces pays, soit autant que vers les États-Unis.
Les pays émergents constituent un défi de taille pour l'Allemagne. L'importance des relations économiques avec la Chine ou l'Inde ne cesse donc de croître. Les échanges avec l'Inde sont plus modestes. Les entreprises allemandes doivent relever le défi de la compétitivité face à des pays où le coût de la main-d'œuvre est très faible. Cependant, elles misent peu sur le faible prix de leurs produits pour exporter, mais beaucoup plus sur leur qualité ou leur spécificité. On achète les produits allemands non pas parce qu'ils sont bon marché, mais parce qu'ils sont de bonne qualité, ou parce qu'on a besoin d'un produit que seuls les Allemands fabriquent.

### Chômage et croissance
L'Allemagne a connu après la réunification des difficultés. La concurrence internationale est importante et les entreprises doivent se moderniser rapidement ou délocaliser, sous peine de faillite. L'Ouest du pays est le plus dynamique, tandis qu'à l'Est (ancienne RDA) de nombreuses entreprises ont dû fermer, ce qui a provoqué une forte hausse du chômage jusqu'à 2005 et un exode de l'Est vers l'Ouest.
À cause des reformes du marché du travail (réformes Hartz), la performance forte des entreprises, notamment dans l'export, et aussi à cause de la démographie (plus de nouveaux retraités que de jeunes entrants sur le marché du travail), le taux de chômage a fortement diminué depuis 2005 et s'établit selon Eurostat en décembre 2018 à seulement 3,3 %. C'est le taux le plus bas de tous les 19 États membres de la zone euro devant les Pays-Bas (3,6 %) et Malte (3,8 %). Le taux de chômage pour les jeunes de moins de 25 ans s'établit à seulement 6 % - c'est le taux le plus bas de l'Union européenne devant les Pays-Bas (6,6 %) et l'Autriche (8,9 %).
Le nombre de postes proposés en Allemagne a crû fortement de 300 641 en 2009 à 556 831 en 2015. Pour trouver plus de travailleurs étrangers, l'État allemand a lancé la campagne « Make it in Germany ».
En 2006, le PIB a crû de 2,9 %, après plusieurs années de stagnation. Les entreprises profitent d'une compétitivité regagnée depuis dix ans à force de restructurations et de modération salariale. Depuis 2006, la production augmente chaque année, les carnets de commande restent remplis. Après un fort recul du PIB pendant la crise économique de 2008/2009, la croissance de celui-ci a fortement repris en 2010 (4,1 %) et en 2011 (3,6 %), et plus légèrement en 2012 (0,4 %) et 2013 (0,1 %). En 2014, la croissance reprenait à 1,6 %, et en 2015, à 1,7 %.
Selon les données d'Eurostat, 70,8 % des chômeurs allemands vivent dans la pauvreté en 2016, le taux le plus élevé de l'Union européenne, contre 38,4 % en France. Cet écart serait lié entre autres aux conditions d'accès à l'indemnisation du chômage très restrictives en Allemagne.

### Problèmes de pauvreté et de précarité
Dans la dernière décennie, l'Allemagne a réformé son marché du travail avec les réformes Hartz (2003/2005) et pris des mesures contre la crise pour préserver son dynamisme économique. Ces mesures sont souvent vues comme un modèle pour les autres pays européens car l'Allemagne a été capable de diminuer le chômage à 3,3 % (Eurostat, décembre 2018) et de réaliser des excédents budgétaires sur l'ensemble de l'État à partir de 2012, mais le prix à payer sur le plan social est également souligné par les économistes et il est jugé parfois excessif. Ainsi, Henrik Uterwedde, économiste et directeur adjoint de l'Institut franco-allemand de Ludwigsburg, parle-t-il de quasi-« abus et exploitation en ce qui concerne les temps partiels et les bas salaires ».
Pour maintenir son dynamisme économique, l'Allemagne a en effet privilégié l'emploi précaire sans salaire minimum : les mesures prises par le gouvernement allemand (définissant de nouveaux contrats de travail, exonérant les employeurs et ne donnant pas droit au chômage, avec la possibilité de payer des chômeurs de longue durée moins d'un euro par heure pour une activité à temps partiel afin d'aider ces personnes à se réintégrer dans le marché du travail normal), en accord avec le patronat et les syndicats ont ainsi entraîné une baisse de salaire de 20 % pour 1,6 million de personnes, et une stagnation depuis dix ans pour les autres.
Concernant la recherche d'emploi, il y a en tout sept millions de personnes (soit 16 % de la population active) qui sont soit au chômage soit touchent des indemnités prévues par la loi Hartz IV. Les chômeurs allemands (dont le nombre s'est réduit de manière significative ces dernières années) sont les plus exposés à la pauvreté relative dans l'Union européenne : 70 % d'entre eux sont en danger de pauvreté (moins de 952 euros par mois de ressources), contre 45 % en moyenne dans l'Union européenne. Cependant, le coût de la vie et en particulier du logement est beaucoup moins élevé en Allemagne - en moyenne les loyers à Paris avec 26,25 € par mètre carré sont beaucoup plus élevés qu'à Berlin (5,73 €/m2), Hambourg (6,30 €/m2), Munich (9,70 €/m2) ou Cologne (7,26 €/m2) en 2009. Les loyers offerts pour les nouvelles locations dans les grandes villes ont en général augmenté fortement durant les dernières années mais ont aussi été plafonnés récemment par une nouvelle loi.
Pour restreindre l'emploi précaire, le gouvernement allemand avait décidé au printemps 2014 d'introduire un salaire minimum de 8,50 € bruts de l'heure à partir du 1er janvier 2015, mais une période de transition était prévue pour les secteurs qui étaient encore sous le coup d'un accord de branche. À partir de 2017, il concerne tout le monde, sauf les moins de 18 ans, les stagiaires et les chômeurs de longue durée, exemptés pendant les six mois suivant leur embauche. Le salaire minimum a été relevé à 8,84 € bruts de l'heure à partir du 1er janvier 2017. La commission chargée de le réévaluer statuera en 2018 sur une nouvelle augmentation, pour une application au 1er janvier 2019. En septembre 2016, l'institut IAB de recherche sur l'emploi évalue à 60 000 le nombre de postes perdus ou non-créés à cause du salaire minimum.
Les personnes âgées sont également de plus en plus exposées à la pauvreté. Depuis l'adoption des réformes lancées en 2002 et 2005 par le chancelier Gerhard Schröder, le taux de remplacement (montant de la première pension en comparaison du dernier salaire) est tombé à 48 %. Plus d'un million de seniors, pour beaucoup âgés de plus de 70 ans, sont contraints en 2019 d'exercer des « mini-jobs » pour vivre. Soit une hausse de 40 % sur dix ans. La part des retraités précipités sous le seuil de pauvreté a nettement augmenté. 16,8 % des personnes âgées sont touchés aujourd'hui. Une enquête prospective publiée en septembre 2019 par l'Institut de recherche économique de Berlin (Deutsches Institut für Wirtschaftsforschung, DIW) relève qu'avec le système actuel, 21,6 % des retraités allemands seront en situation de grande pauvreté à l'horizon 2039.

## Patrimoine culturel

Berlin est une ville mondiale culturelle et artistique.

L'Allemagne fait partie de l'aire de la civilisation occidentale et européenne et compte 46 sites inscrits au patrimoine mondial, dont quarante-trois culturels et trois naturels.
La notion de culture est perçue de façon différente en France et en Allemagne. En France, la culture désigne plus une connaissance « intellectuelle », individuelle. En Allemagne, les deux sens, individuel et collectif, sont exprimés par deux mots distincts : Bildung et Kultur. La définition de la culture individuelle ou culture générale correspond au mot Bildung. C'est surtout cette dernière notion que l'article se propose de développer même si le mot culture et le mot civilisation sont désormais pratiquement synonymes en France. La deuxième difficulté rencontrée pour parler de culture allemande est liée au fait que l'État allemand ne date que de la seconde moitié du XIXe siècle. Beaucoup d'artistes perçus comme allemands ne se revendiquent pas comme tels, mais sont assimilés à l'aire germanique qui se définit sur des bases linguistiques. À ce titre, il est difficile de distinguer culture allemande et culture autrichienne jusqu'au milieu du XIXe siècle. Enfin, les frontières du territoire allemand ont fluctué à travers les siècles, ce qui rend la définition géographique du sujet délicate.
Certaines grandes fêtes populaires - comme la Noël en Allemagne, la fête de la bière à Munich (« Oktoberfest »), le Christopher Street Day dans les grandes villes, le Carnaval des cultures à Berlin, les carnavals de Mayence, Düsseldorf et de Cologne, le Hanse Sail de Rostock - sont depuis longtemps des pôles d'attraction pour beaucoup de locaux et touristes.
L'Allemagne est également le pays possédant le plus de zoos au monde, ainsi que le plus grand nombre espèces différentes vivant dans ces zoos[réf. nécessaire].

### Musique
Le pays compte plusieurs orchestres de renommée internationale, au premier rang desquels :
- l'orchestre philharmonique de Berlin, a été dirigé par nombre de chefs invités prestigieux, parmi lesquels Hans Richter, Felix Weingartner, Richard Strauss, Gustav Mahler, Johannes Brahms et Edvard Grieg, et il compte parmi les orchestres symphoniques les plus réputés au monde ;
- la Staatskapelle de Dresde, fondée par le prince-électeur de Saxe Maurice, le 22 novembre 1548 ; c'est un des plus anciens orchestres du monde, si ce n'est le plus ancien ; il est aussi considéré comme l'un des plus prestigieux orchestres européens ;
- l'orchestre du Gewandhaus de Leipzig ;
- l'orchestre symphonique de la Radiodiffusion bavaroise ;
- l'orchestre philharmonique de Munich ;
- l'orchestre de l'Opéra d'État de Bavière ;
- l'orchestre symphonique de la WDR de Cologne ;
- l'orchestre symphonique de la radio de Stuttgart.

L'Allemagne a été riche en compositeurs, notamment :
Karl Friedrich Abel, Jean-Sébastien Bach et ses fils Carl Philipp Emanuel Bach et Johann Christian Bach, Ludwig van Beethoven, Johannes Brahms, Johann Jakob Froberger, Christoph Willibald Gluck, Georg Friedrich Haendel, E.T.A. Hoffmann, Felix Mendelssohn, Johann Pachelbel, Johann Joachim Quantz, Max Reger, Heinrich Schütz, Robert Schumann, Richard Strauss, Georg Philipp Telemann, Richard Wagner, et Carl Maria von Weber entre autres.
Les principaux opéras d'Allemagne sont situés à :
- Baden-Baden, le Palais des festivals de Baden-Baden (la plus grande salle d'opéra d'Allemagne) ;
- Bayreuth, l'Opéra des Margraves et le Palais des festivals (Festspielhaus) de Bayreuth, conçu par Richard Wagner pour qu'y soient donnés ses opéras ;
- Berlin, l'Opéra-Comique de Berlin, (Komische Oper) et le Staatsoper Unter den Linden, construit par G.W. von Knobelsdorff ;
- Chemnitz, l'opéra de Chemnitz ;
- Dortmund, le théâtre de Dortmund ;
- Dresde, le Semperoper ;
- Francfort-sur-le-Main, le vieil opéra de Francfort ;
- Hambourg, la philharmonie de l'Elbe (en construction) ;
- Leipzig, l'opéra de Leipzig ;
- Munich, le théâtre du Prince-Régent et le théâtre Cuvilliés ;
- Wiesbaden, le théâtre de la Hesse.

L'Allemagne connaît aussi la pratique de musiques traditionnelles, notamment le Yodel encore connu de nos jours dans les régions alpines de Bavière.
La musique populaire allemande s'appelle le Schlager. Des groupes comme Modern Talking, Alphaville, Münchener Freiheit, Ireen Sheer, Dschinghis Khan ou la chanteuse de Nouvelle Vague Allemande (Neue Deutsche Welle) Nena originaires d'Allemagne ont connu un succès international.
Le pays a donné naissance à plusieurs groupes de rock allemand de renommée internationale, notamment Scorpions à partir des années 1980, Rammstein des années 1990 à aujourd'hui et Scooter (groupe) de 1994 à aujourd'hui, ou le groupe Tokio Hotel de 2001 à nos jours.

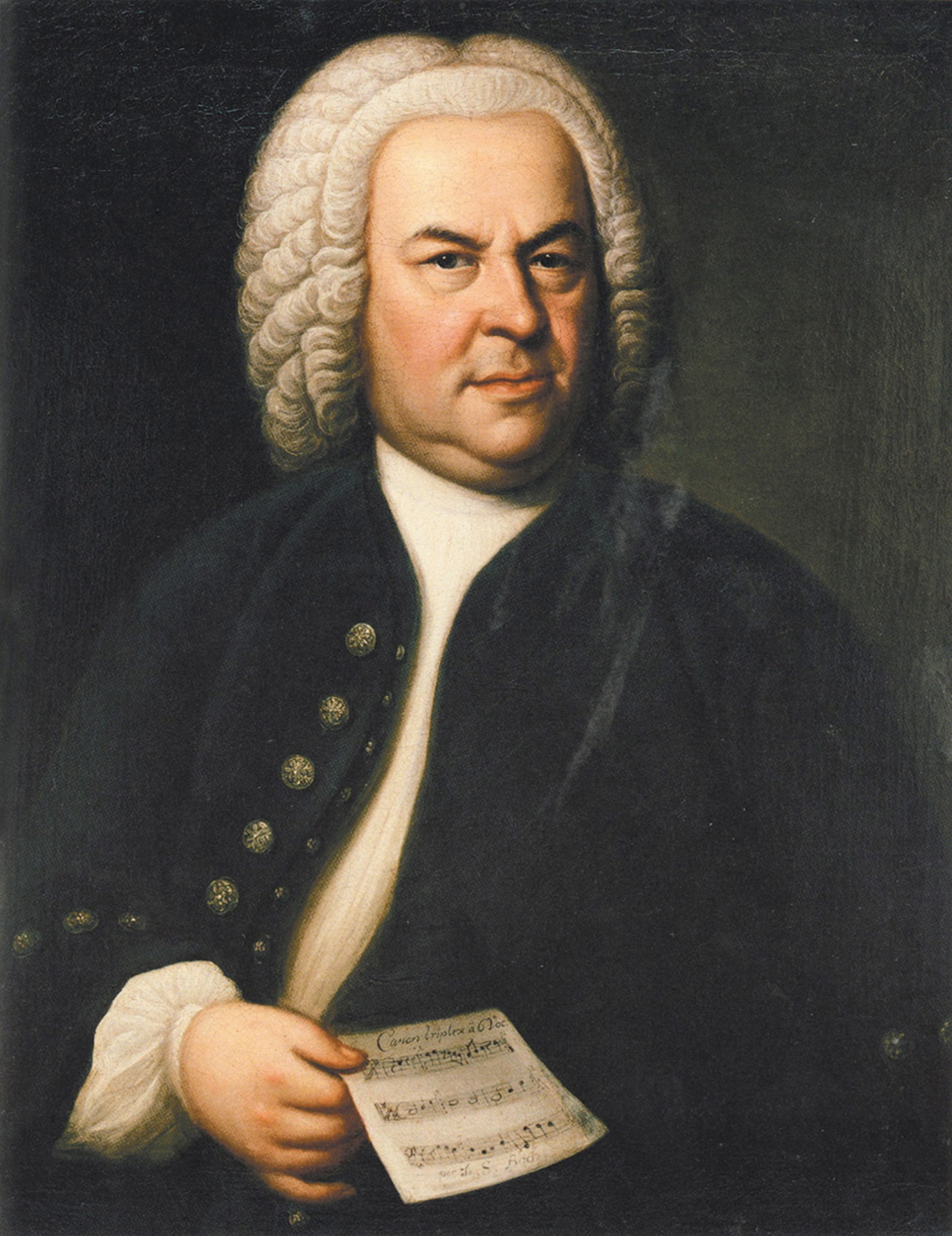
Jean-Sébastien Bach (1685-1750).
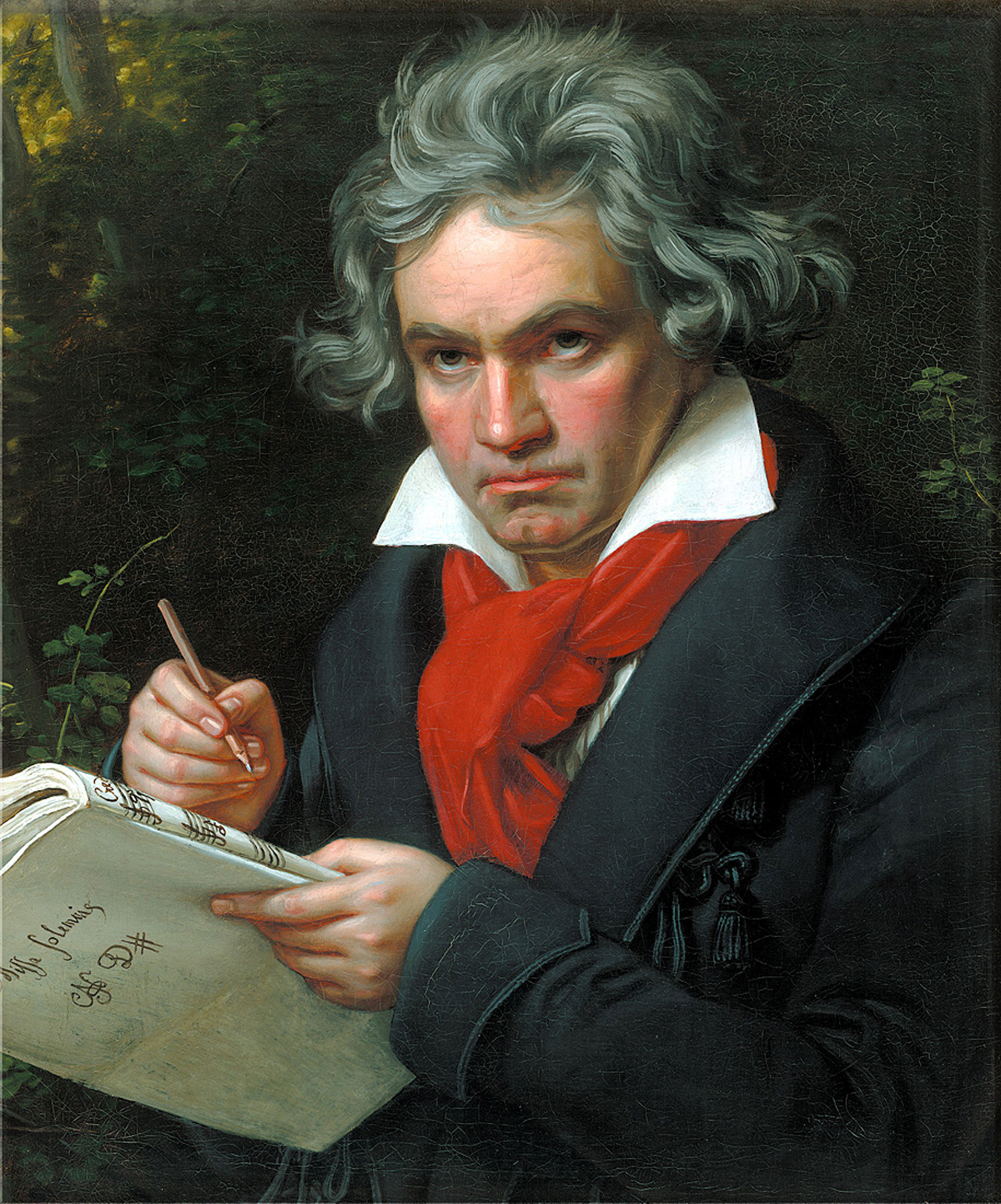
Ludwig van Beethoven (1770-1827).
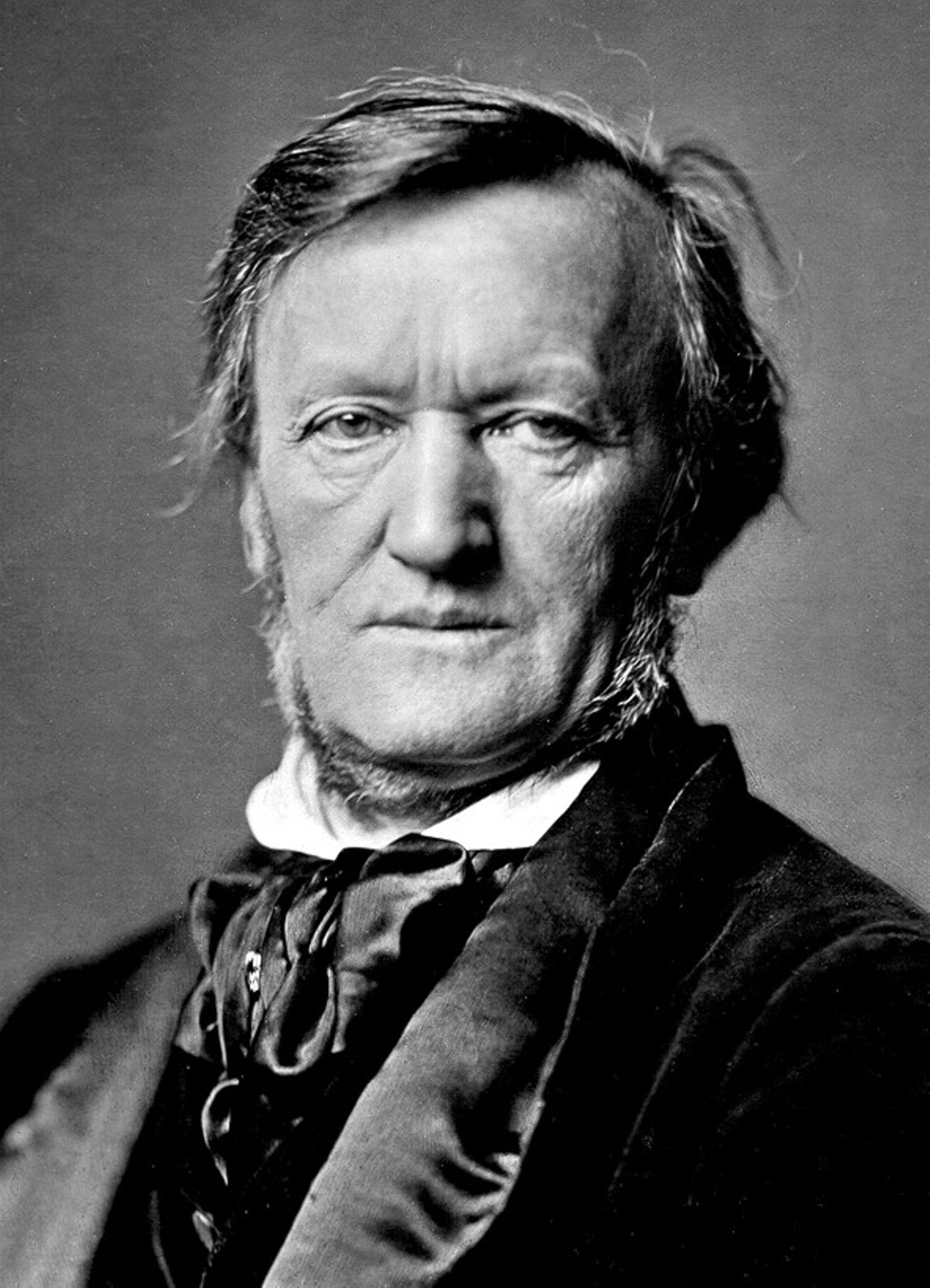
Richard Wagner (1813-1883).
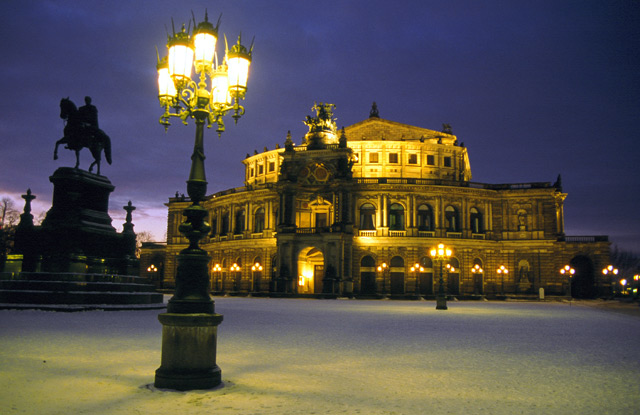
Semperoper, Dresde (construit 1878).
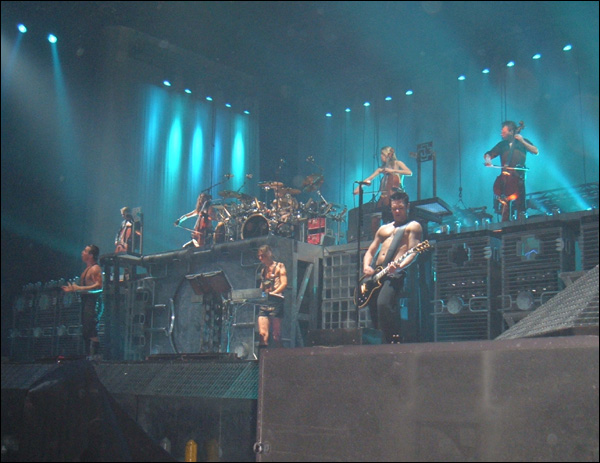
Rammstein (commencé en 1994).

### Philosophie
Des philosophes allemands :

Theodor W. Adorno, Hannah Arendt, Jakob Böhme, Friedrich Engels, Johann Gottlieb Fichte, Jürgen Habermas, Georg Wilhelm Friedrich Hegel, Martin Heidegger, Max Horkheimer, Edmund Husserl, Karl Jaspers, Emmanuel Kant, Gottfried Wilhelm Leibniz, Karl Marx, Friedrich Nietzsche, Friedrich Wilhelm Joseph von Schelling, August Wilhelm Schlegel, Arthur Schopenhauer, Christian Wolff.

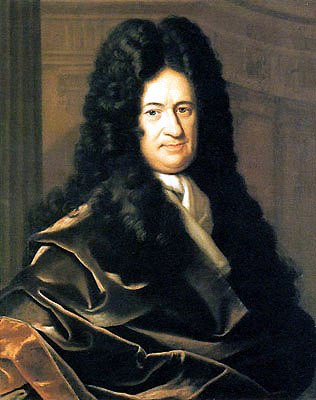
G. W. Leibniz (1646-1716).
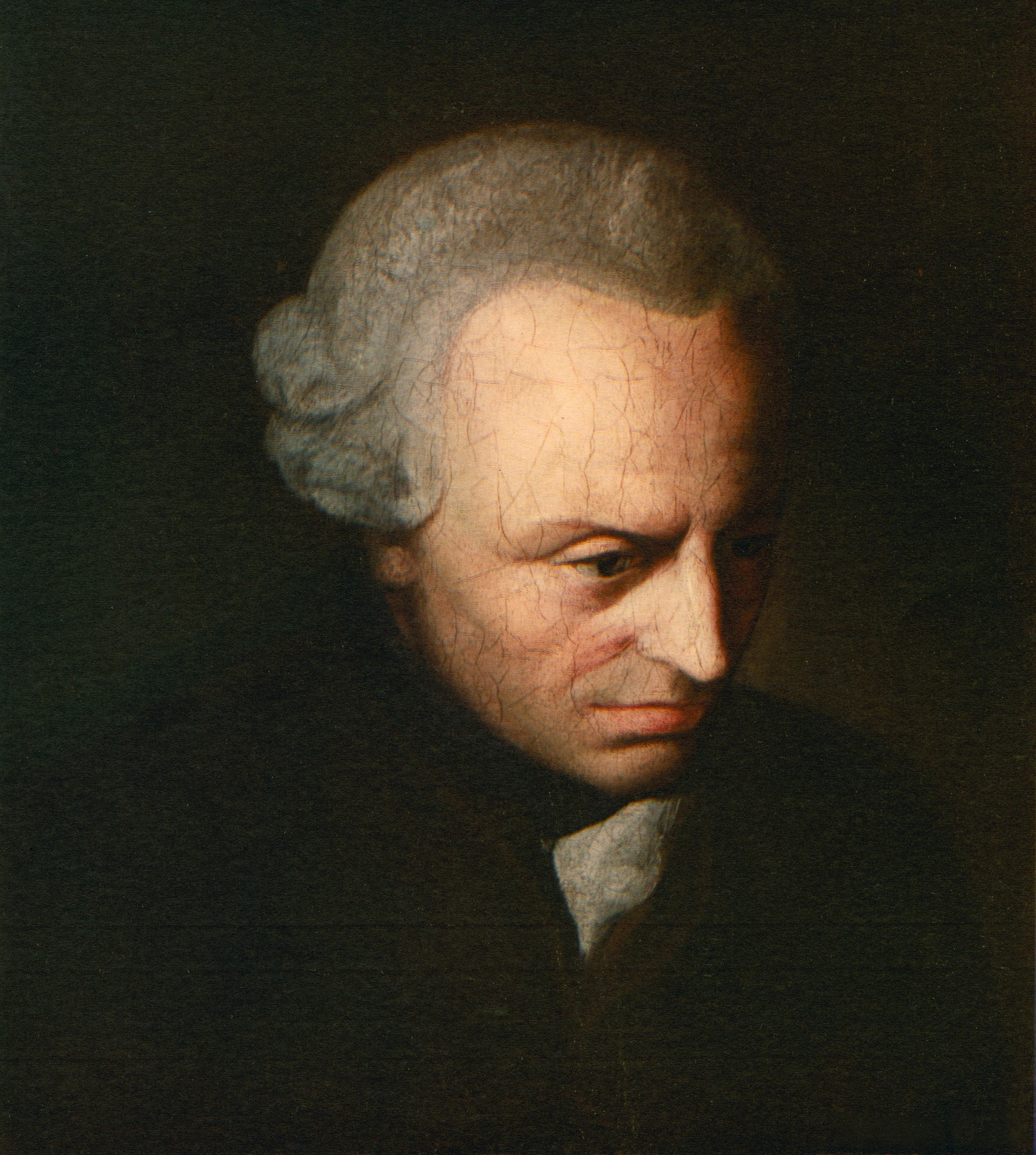
Emmanuel Kant (1724-1804).
Arthur Schopenhauer (1788-1860).
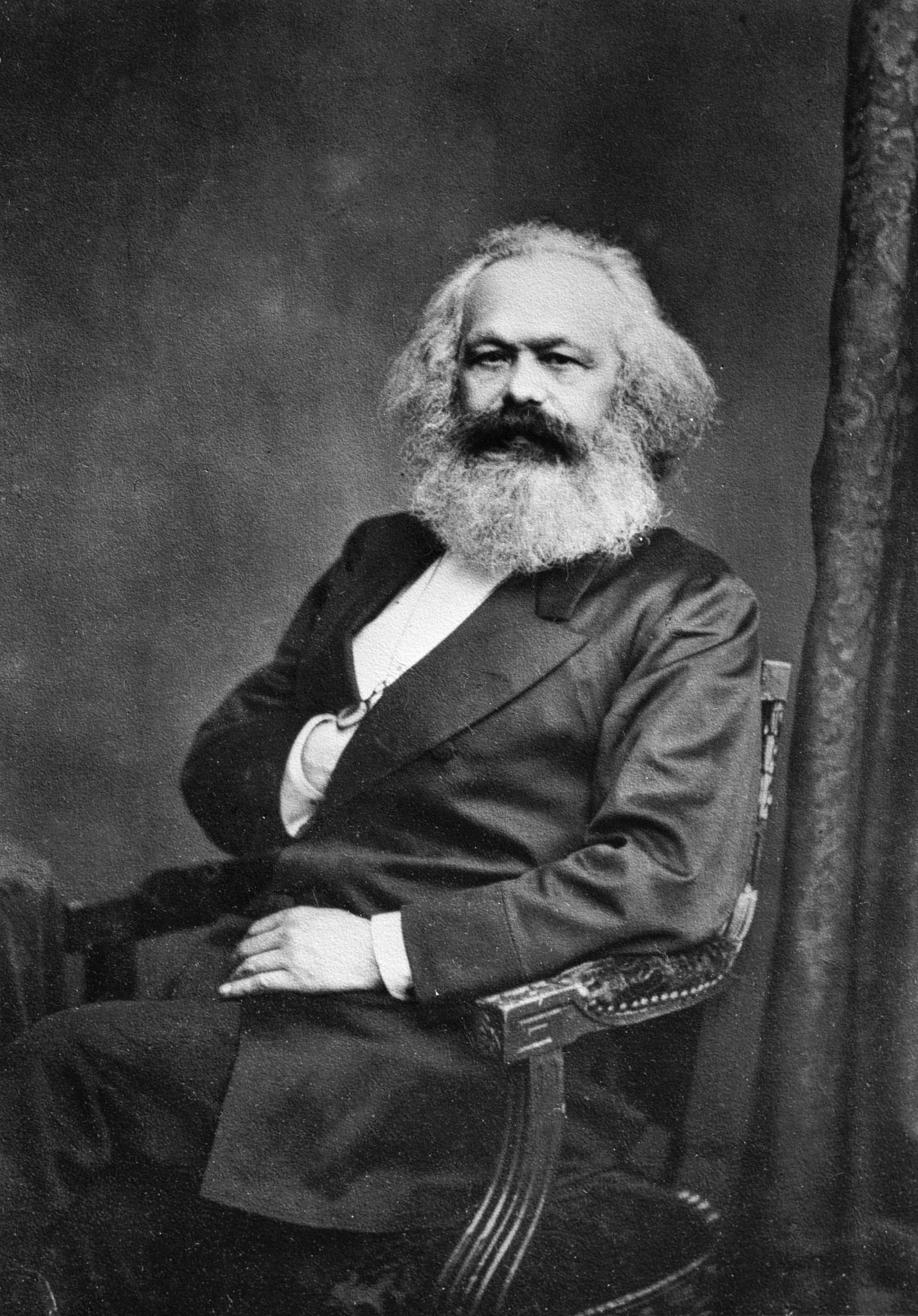
Karl Marx (1818-1883).
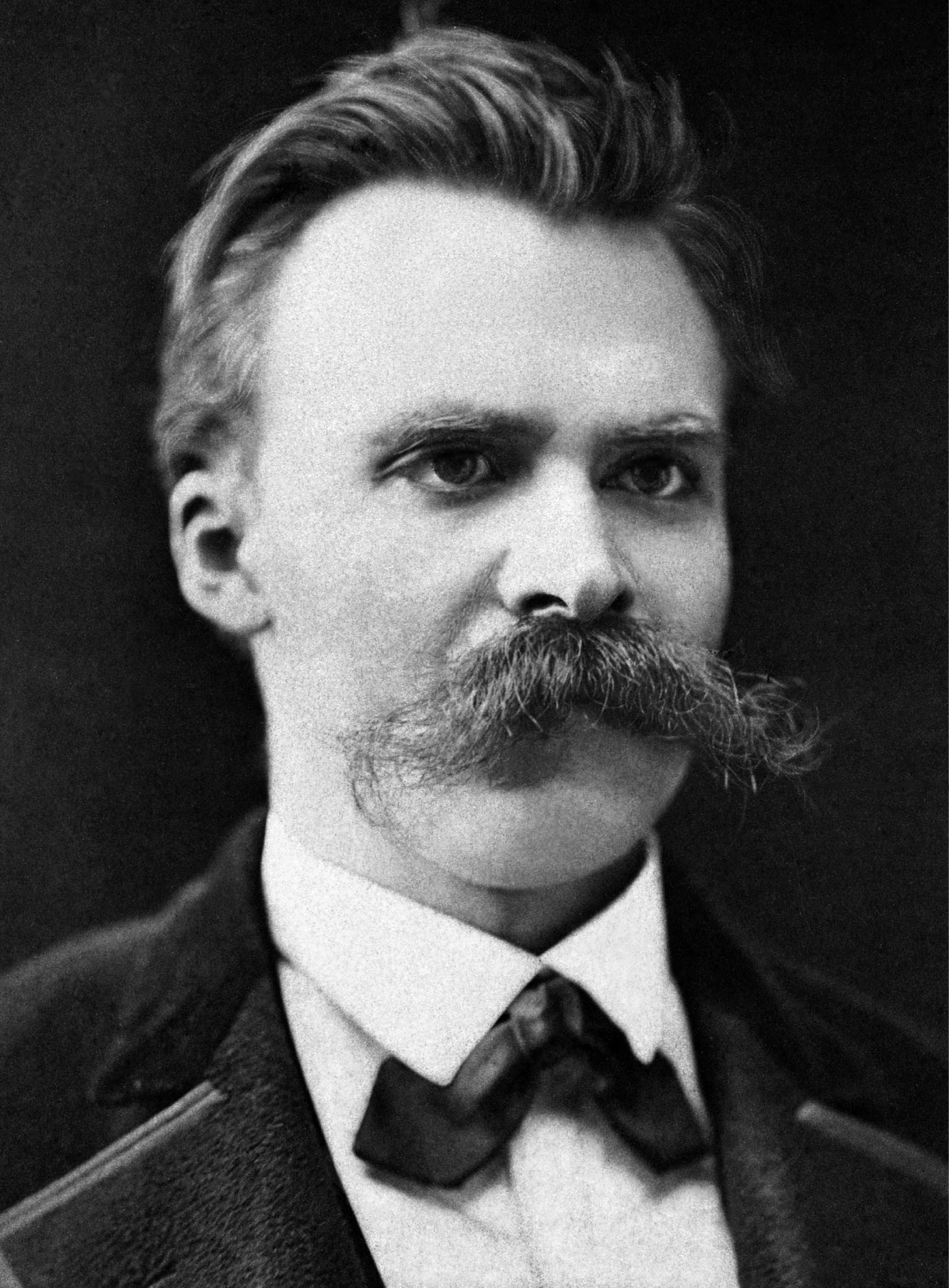
Friedrich Nietzsche (1844-1900).

### Sciences
Des ingénieurs ou scientifiques allemands :
- en mathématiques, Georg Cantor, Gerd Faltings, Carl Friedrich Gauss, David Hilbert, Felix Klein ;
- en physique ou chimie, Manfred von Ardenne, Albert Einstein, Gabriel Fahrenheit, Otto Hahn, Werner Heisenberg, Heinrich Hertz, Max von Laue, Walther Nernst, Max Planck, Wilhelm Röntgen ;
- en sciences naturelles ou médecine, Alexander von Humboldt, Robert Koch, Max Talmey[131] ;
- des ingénieurs ou inventeurs, Carl Benz, Wernher von Braun, Gottlieb Daimler, Rudolf Diesel, Johannes Gutenberg, Hugo Junkers, Otto Lilienthal, Philipp Reis, Konrad Zuse.

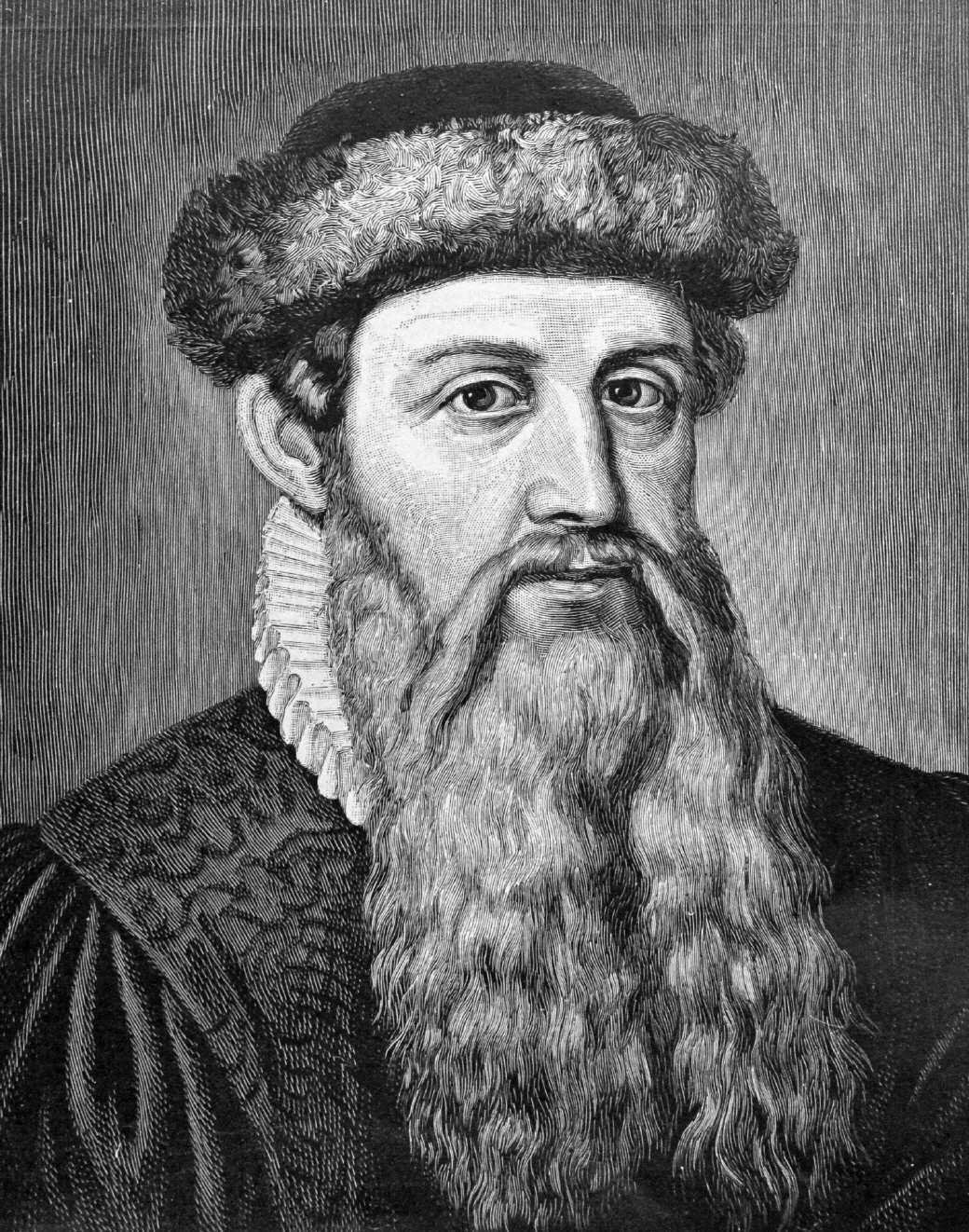
Johannes Gutenberg (1400-1468).
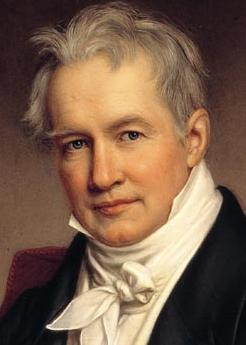
Alexander von Humboldt (1769-1859).
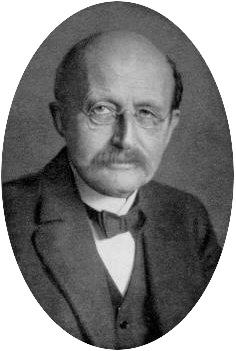
Max Planck (1858-1947).
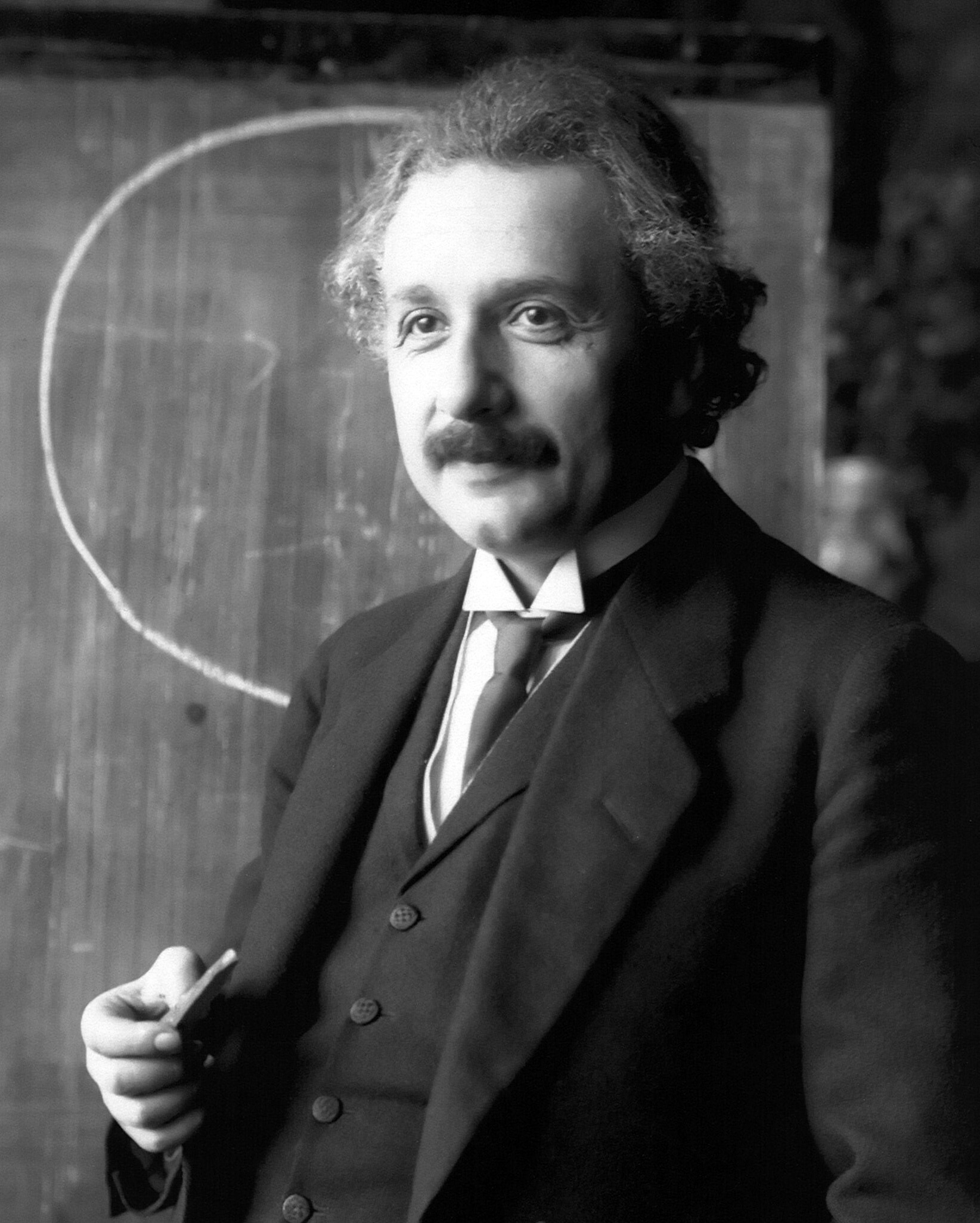
Albert Einstein (1879-1955).
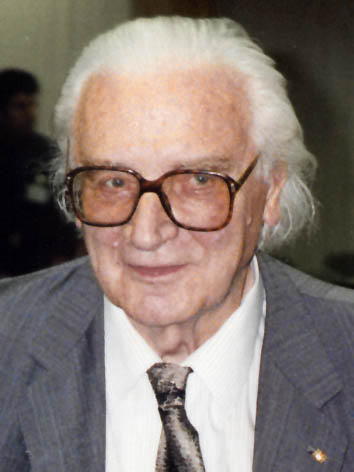
Konrad Zuse (1910-1995).

### Littérature
La littérature allemande s'inscrit dans le cadre plus général de la littérature de langue allemande qui regroupe l'ensemble des œuvres littéraires de langue allemande, en englobant celles produites en Autriche, ainsi que dans une partie de la Suisse.
Née au Moyen Âge, la littérature allemande a connu des périodes de grand rayonnement comme le « Sturm und Drang » (vers 1765-1785) avec Johann Wolfgang von Goethe et Friedrich von Schiller, le romantisme (vers 1796-1835) avec les Frères Grimm et les poètes Friedrich Hölderlin, Jean Paul Richter, Novalis, Joseph von Eichendorff, et un peu plus tard Heinrich Heine, avant la période « Klassische Moderne » (de 1900 aux années 1920) où dominent Hermann Hesse, Erich Kästner et Thomas Mann qui, avec les poètes et prosateurs autrichiens, ouvrent la voie de la modernité sur laquelle pèsera le nazisme qui conduira de nombreux auteurs à l'exil.
Enfin le renouveau littéraire depuis 1945 a été notable et marqué par plusieurs attributions du prix Nobel de littérature à des écrivains allemands : Nelly Sachs (1966, naturalisée suédoise), Heinrich Böll (1972), Günter Grass (1999) et Herta Müller (2009).

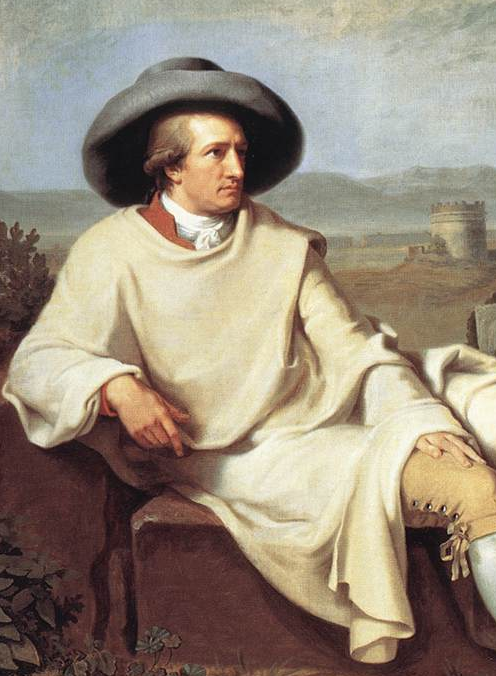
Goethe (1749-1832).
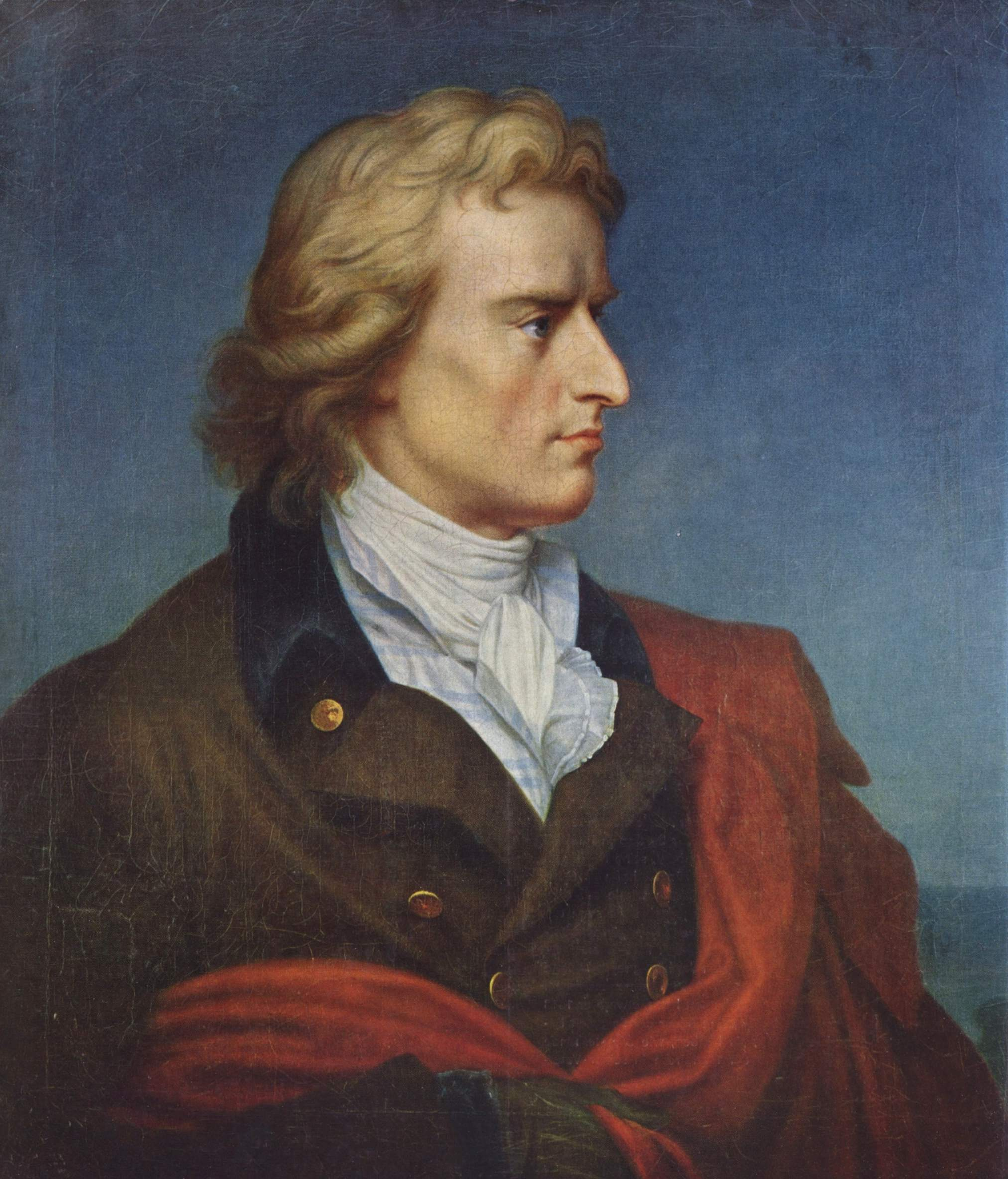
Friedrich von Schiller (1759-1805).
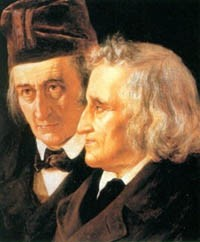
Les Frères Grimm (1785-1863).
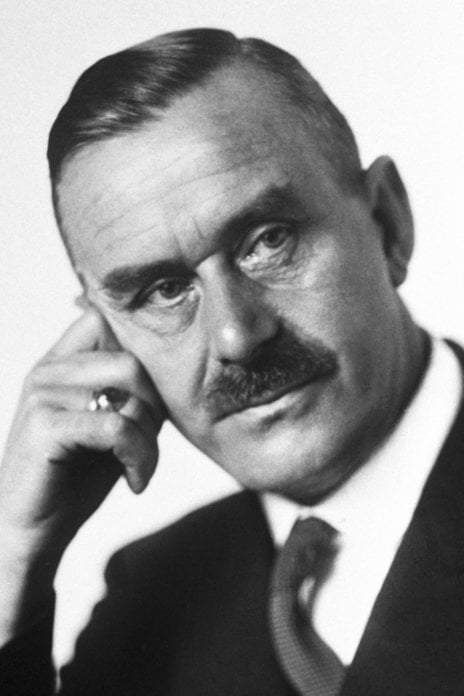
Thomas Mann (1875-1955).
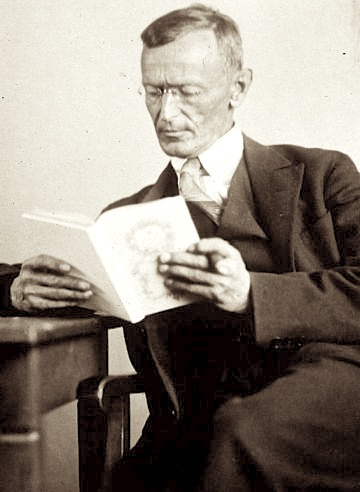
Hermann Hesse (1877-1962).

### Mode et design
Certains designers allemands ont apporté une contribution importante au design industriel moderne, en s'inspirant notamment de l'école du Bauhaus, de Dieter Rams et de Braun.
La mode vestimentaire en Allemagne, si elle ne dispose pas d'influence au niveau mondial, est source de plusieurs personnalités reconnues, telles Karl Lagerfeld ou Claudia Schiffer, ainsi que de marques largement implantées internationalement comme Hugo Boss ou Esprit. Pour ces personnalités qui officient parfois pour des entreprises tierces, une grande part de leur réussite est liée à leur présence sur la scène européenne ou parisienne, ainsi que pour l'industrie, à l'exportation. La Semaine de la mode qui a lieu annuellement dans la capitale voit grandir peu à peu son importance sur la scène européenne, y compris à travers des événements annexes tel que le Bread & Butter.

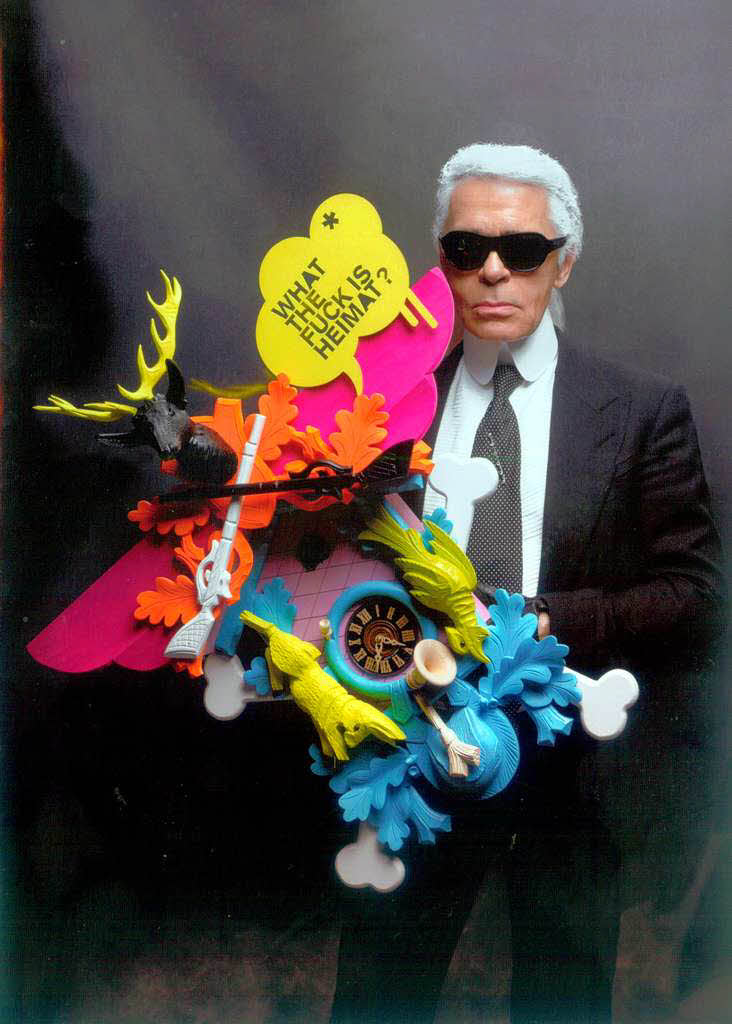
Karl Lagerfeld (1933-2019).
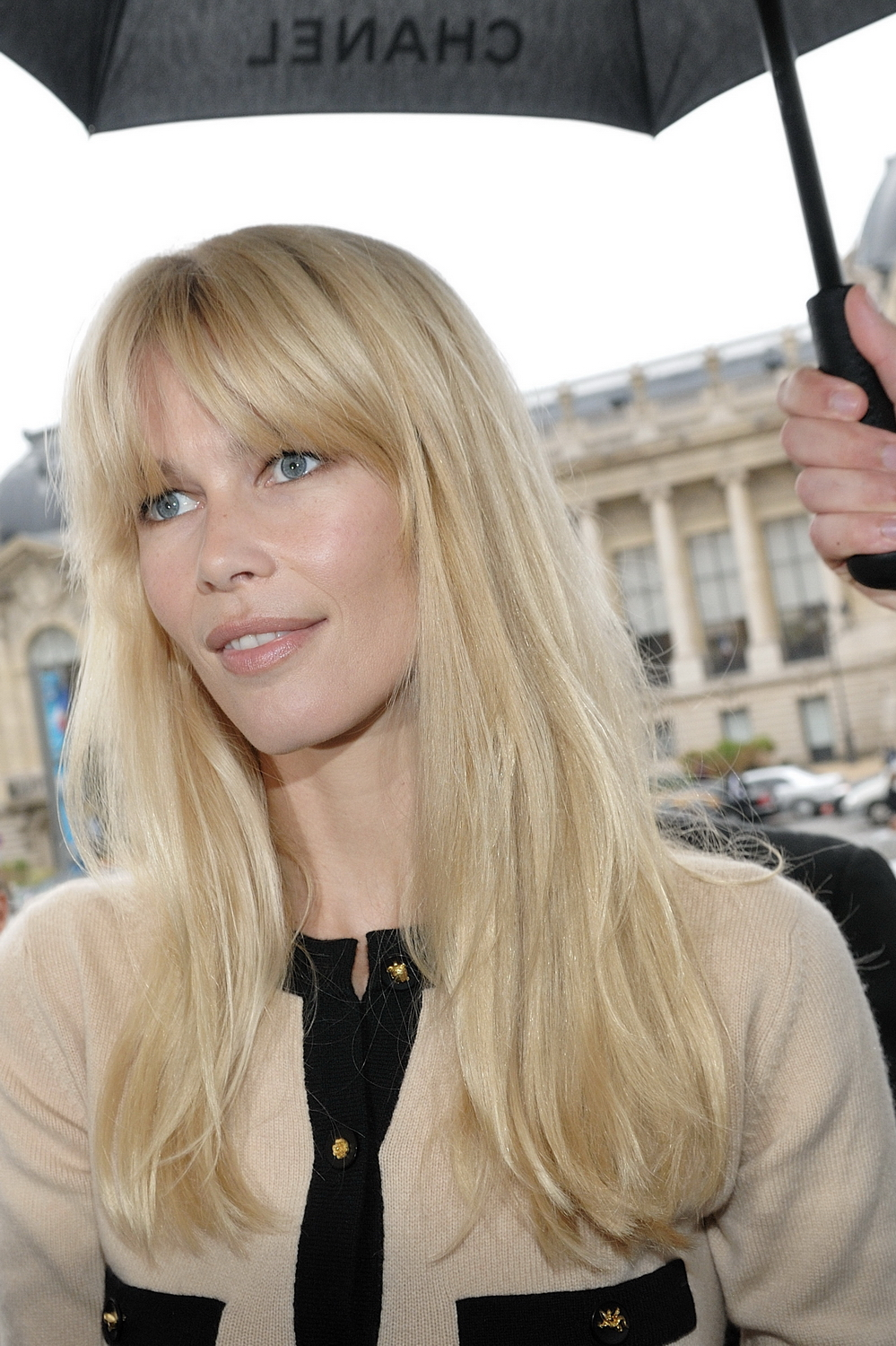
Claudia Schiffer (*1970).
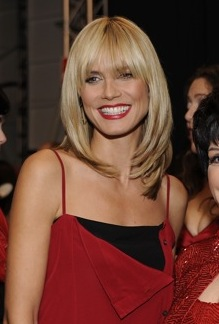
Heidi Klum (*1973).
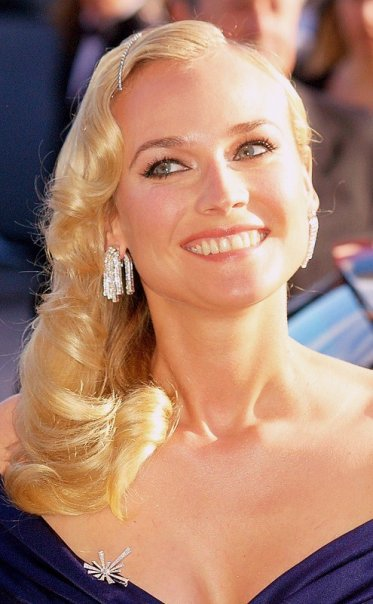
Diane Kruger (*1976).
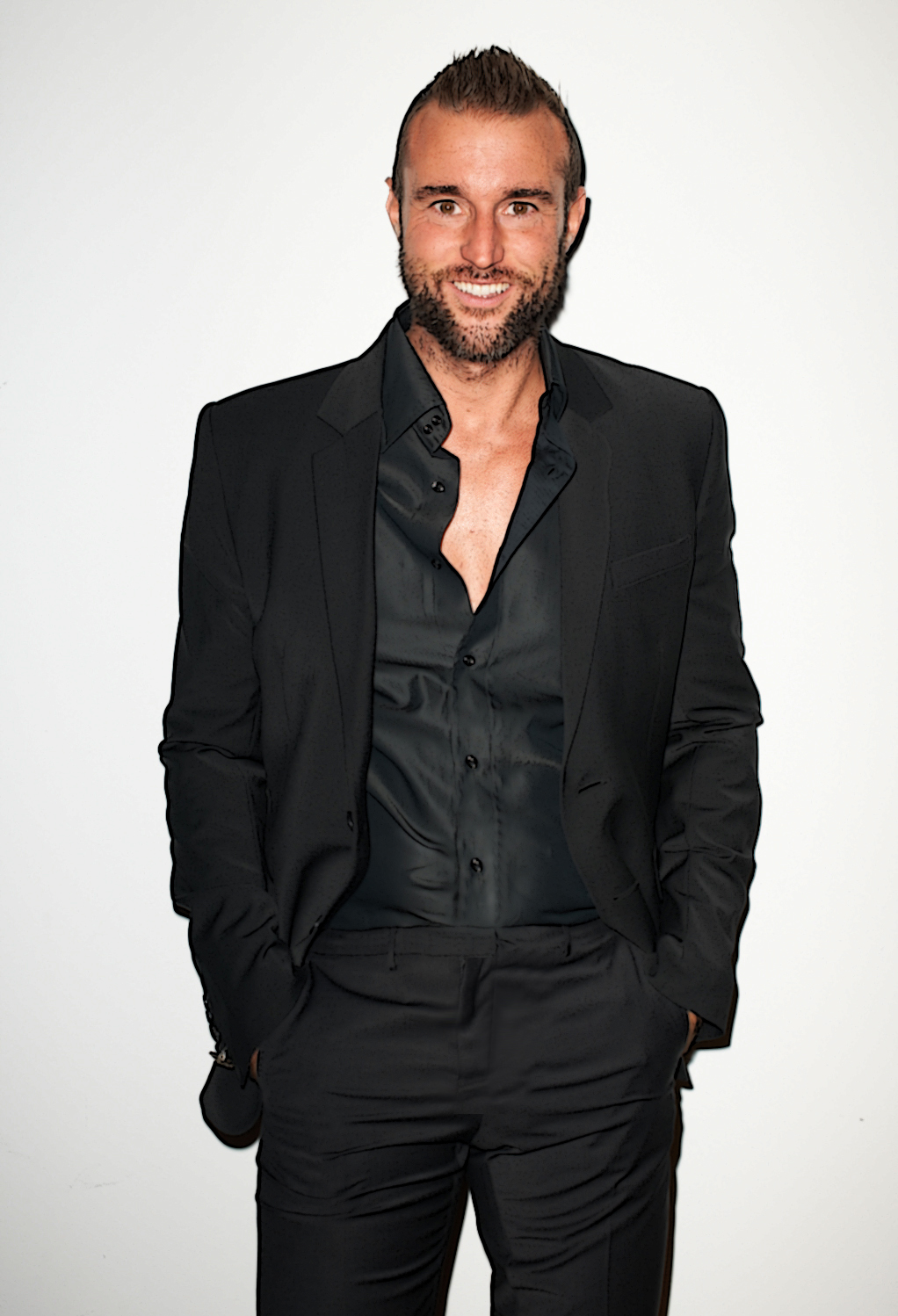
Philipp Plein (*1978).